# Argentinien
Argentinien (spanisch Argentinaⓘ [aɾxenˈtina], amtlich República Argentina) ist eine Republik im Süden Südamerikas. Sie grenzt im Süden und Westen an Chile, im Norden an Bolivien, im Nordosten an Paraguay und an Brasilien, im Osten an Uruguay und im Südosten an den Atlantischen Ozean.
Der Landesname leitet sich von der lateinischen Bezeichnung für Silber – argentum – ab und stammt aus der spanischen Kolonialzeit, als man hier Edelmetalle zu finden hoffte. Bis zu seiner Unabhängigkeit 1816 war es Teil des spanischen Kolonialreiches. Politisch ist Argentinien eine präsidentielle Bundesrepublik, in der die einzelnen Provinzen weitreichende Kompetenzen haben. Laut der argentinischen Verfassung gelten neben República Argentina auch Provincias Unidas del Río de la Plata und Confederación Argentina als offizielle Bezeichnungen Argentiniens.
Mit einer Fläche von knapp 2,8 Millionen km² ist Argentinien der achtgrößte Staat der Erde und der zweitgrößte des südamerikanischen bzw. der viertgrößte des amerikanischen Doppelkontinentes. Wegen seiner großen Nord-Süd-Ausdehnung hat das Land Anteil an mehreren Klima- und Vegetationszonen. Im Hinblick auf die Einwohnerzahl steht es mit rund 45 Millionen Einwohnern in Südamerika an dritter (nach Brasilien und Kolumbien) und in ganz Amerika an fünfter Stelle. Etwa ein Drittel der Bevölkerung konzentriert sich im Ballungsraum der Hauptstadt Buenos Aires, die als bedeutendes Kulturzentrum Amerikas gilt, in dem unter anderem der Tango Argentino seinen Ursprung hat. Weitere Ballungszentren bilden die Städte Córdoba, Rosario, Mar del Plata und Mendoza. Große Teile des trockenen und kalten Südens sind dagegen nur sehr dünn besiedelt.
Bis etwa 1950 war Argentinien eines der reichsten Länder der Erde. Wirtschaftlich spielten traditionell die Landwirtschaft, Viehzucht und der Rohstoffabbau eine große Rolle, wenn auch heute der Dienstleistungssektor mit rund 60 % den größten Anteil am BIP ausmacht.
Politisch und kulturell war das Land bis Mitte des 20. Jahrhunderts stark durch die Einwanderung aus Europa geprägt, vor allem aus Italien und Spanien. Die wichtigsten Etappen seitdem sind der Peronismus (1946–1955; 1973–1976), mehrere Militärdiktaturen (insbesondere die von 1976 bis 1983), die Redemokratisierung (nach 1983) und der Neoliberalismus (1990er Jahre) bis zur Argentinien-Krise (2001–2005) und der darauf folgenden Konsolidierung.

## Geographie
Argentinien hat eine Fläche von 2,78 Millionen km² und ist damit nach Brasilien der zweitgrößte Staat Südamerikas. Die Ausdehnung von Norden nach Süden beträgt 3694 km, die von Westen nach Osten an der breitesten Stelle circa 1423 km. Es grenzt im Osten an den Atlantischen Ozean, im Norden an Bolivien und Paraguay, im Nordosten an Brasilien und Uruguay; ihre jeweils längste gemeinsame Grenze bilden Chile und Argentinien im Westen des Landes.
| Grenze mit              | Länge     |
| ----------------------- | --------- |
| Bolivien                | 742 km    |
| Brasilien               | 1132 km   |
| Chile                   | 5308 km   |
| Paraguay                | 1699 km   |
| Uruguay                 | 495 km    |
| insgesamt*              | 25.728 km |
| * inklusive Küstenlinie |           |

Das gesamte westliche Grenzgebiet wird von den Anden eingenommen, der längsten kontinentalen Gebirgskette der Erde. Der zentrale Norden Argentiniens wird vom Gran Chaco – einer heißen Region mit Trockenwald und Savannenformationen – eingenommen. Östlich davon schließt sich entlang des Río Paraná das Hügelland der Provinz Misiones an. Dort befinden sich am Dreiländereck Argentinien–Paraguay–Brasilien die Iguazú-Wasserfälle; sie sind etwa 2,7 km breit und zählen zu den größten der Erde. Südlich davon, zwischen den großen Strömen Río Paraná und Río Uruguay, liegt das feuchte und sumpfige Mesopotamia. Am Río de la Plata, dem gemeinsamen Ästuar dieser beiden Ströme, liegen die Stadt Buenos Aires und die gleichnamige Provinz Buenos Aires, das wirtschaftliche Herz Argentiniens, wo etwa ein Drittel der Einwohner des Landes lebt.
Westlich und südlich von Buenos Aires erstrecken sich die Pampas, eine grasbewachsene Ebene, wo der größte Teil der Agrarprodukte des Landes erzeugt wird. In dieser Region befinden sich große Weizenfelder und Weideflächen für Rinder; die Ausfuhr von Rindfleisch brach ab 2005 als Folge von Exportbeschränkungen und -verboten der Regierung von 771.000 t auf 190.000 t ein. Im Jahre 2017 gingen wieder 308.638 t Rindfleisch in den Export.

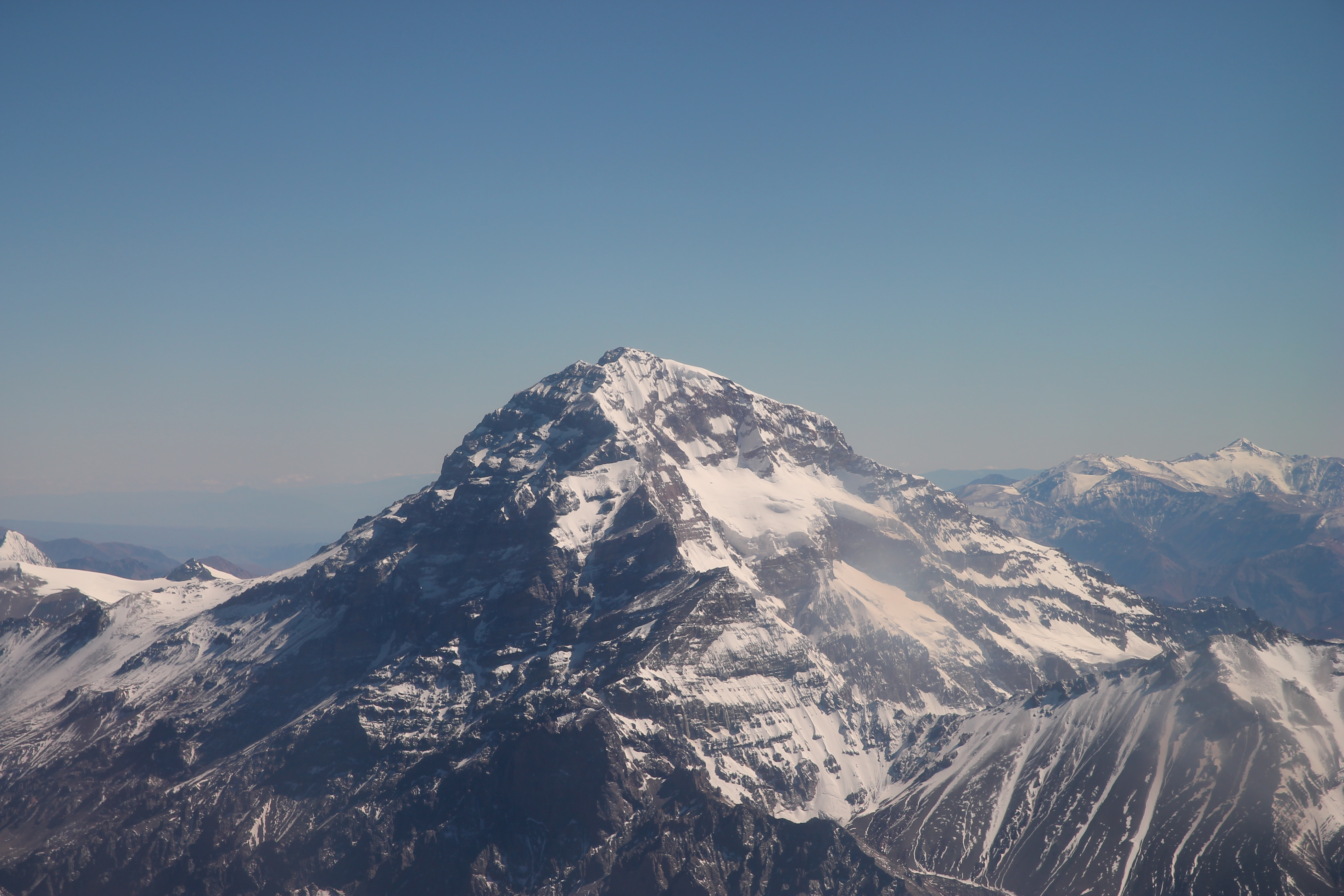
Der Aconcagua

Zwischen den Pampas und den Anden liegen im zentralen Argentinien die Gebirgszüge der Sierras Pampeanas. Diese Mittelgebirge erreichen Höhen von 2800 m in den Sierras de Córdoba und bis zu 6250 m in der Sierra de Famatina in La Rioja. Das im Süden Argentiniens gelegene Patagonien ist von starken Westwinden geprägt und hat ein sehr raues Klima. Dieses Gebiet, das etwa ein Viertel der Fläche des Landes ausmacht, ist sehr dünn besiedelt. Der tiefste Punkt des Landes und Gesamtamerikas ist die Laguna del Carbón mit 105 m unter dem Meeresspiegel. Sie befindet sich zwischen Puerto San Julián und Comandante Luis Piedra Buena in der Provinz Santa Cruz.
Ein etwa 60 km langer Abschnitt der Grenze zu Chile, der sich im Südpatagonischen Eisfeld befindet, ist nicht als klar gezogene Grenze markiert, sondern wird von einer zwischen den beiden Staaten vereinbarten besonderen Zone eingenommen.
Von Argentinien wird ein Sektor des antarktischen Kontinents beansprucht; dieser Anspruch kollidiert jedoch mit dem Antarktis-Vertrag, der seit 1961 in Kraft ist.

### Gebirge und Berge
In den argentinischen Anden gibt es fast 100 über 6000 m hohe Berge. Zu ihnen zählen der höchste Berg des amerikanischen Kontinents, der Aconcagua mit 6961 m Höhe und die beiden höchsten Vulkane der Erde, der Ojos del Salado mit 6880 m und der Monte Pissis mit 6795 m. In den Südanden sind die Berge weniger hoch; viele sind wegen des feuchtkalten Klimas stets schneebedeckt. Auch in den Sierras Pampeanas werden teilweise sehr große Höhen gemessen: Die Sierra de Famatina in der Provinz La Rioja erreicht ebenfalls über 6000 m. Die Höhen dieses Gebirgskomplexes fallen jedoch nach Osten hin ab, in den Sierras de Córdoba werden nur noch maximal 2800 Meter erreicht.
Die nördlichen Patagoniden (Mesetas Patagoniens) weisen im Südosten von Mendoza immerhin noch 4700 m Höhe auf, ihre Höhe nimmt nach Südosten hin ab. In den anderen Gebieten Argentiniens erreichen die Berge nur in Ausnahmefällen über 1000 m Höhe. Darunter fallen die Sierras Australes Bonaerenses (Sierra de la Ventana und Sierra de Tandil) an der Atlantikküste und das Hügel- und Bergland von Misiones.

### Flüsse und Seen

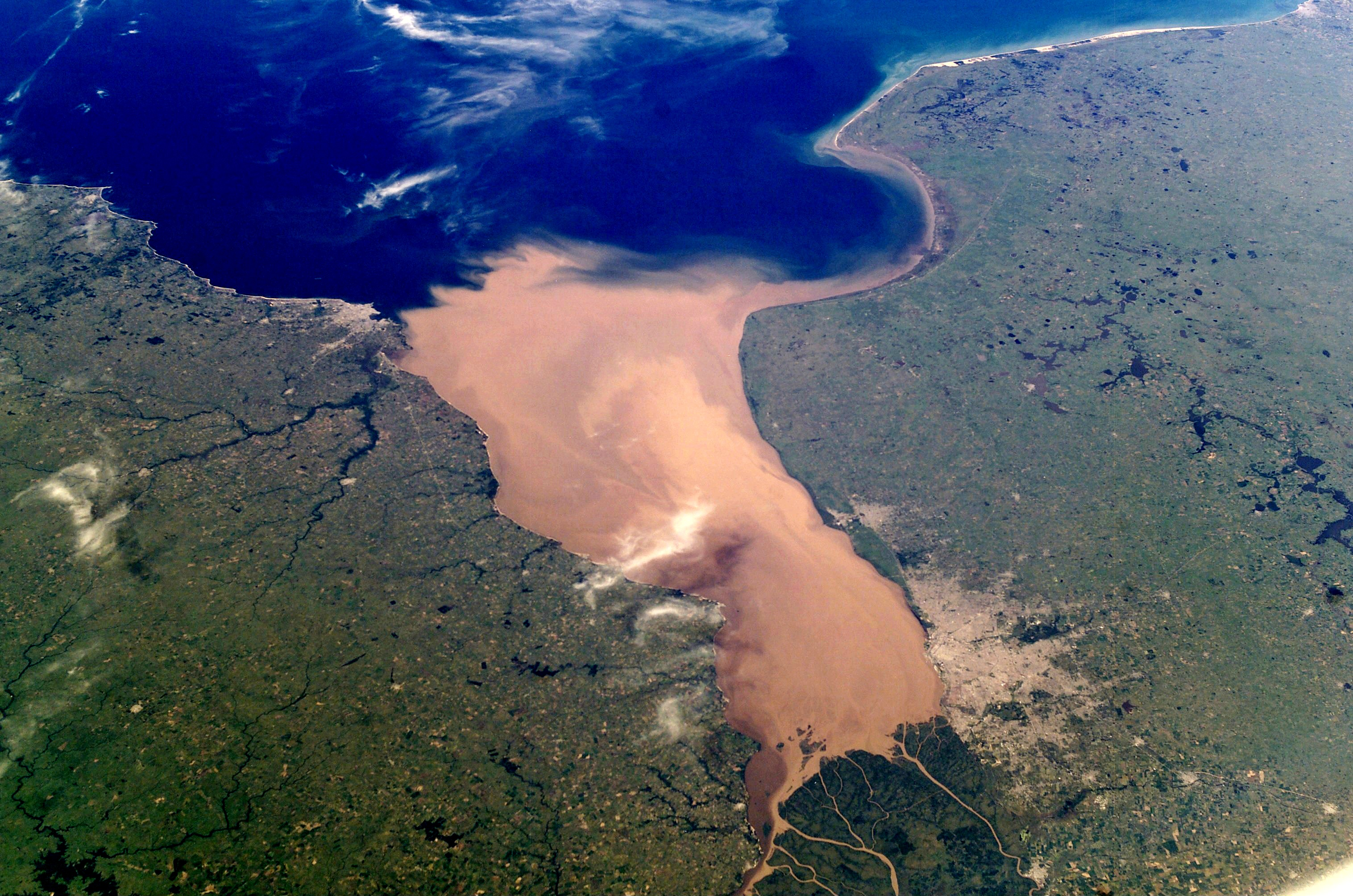
Der Río de la Plata mit dem Großraum Buenos Aires rechts unten

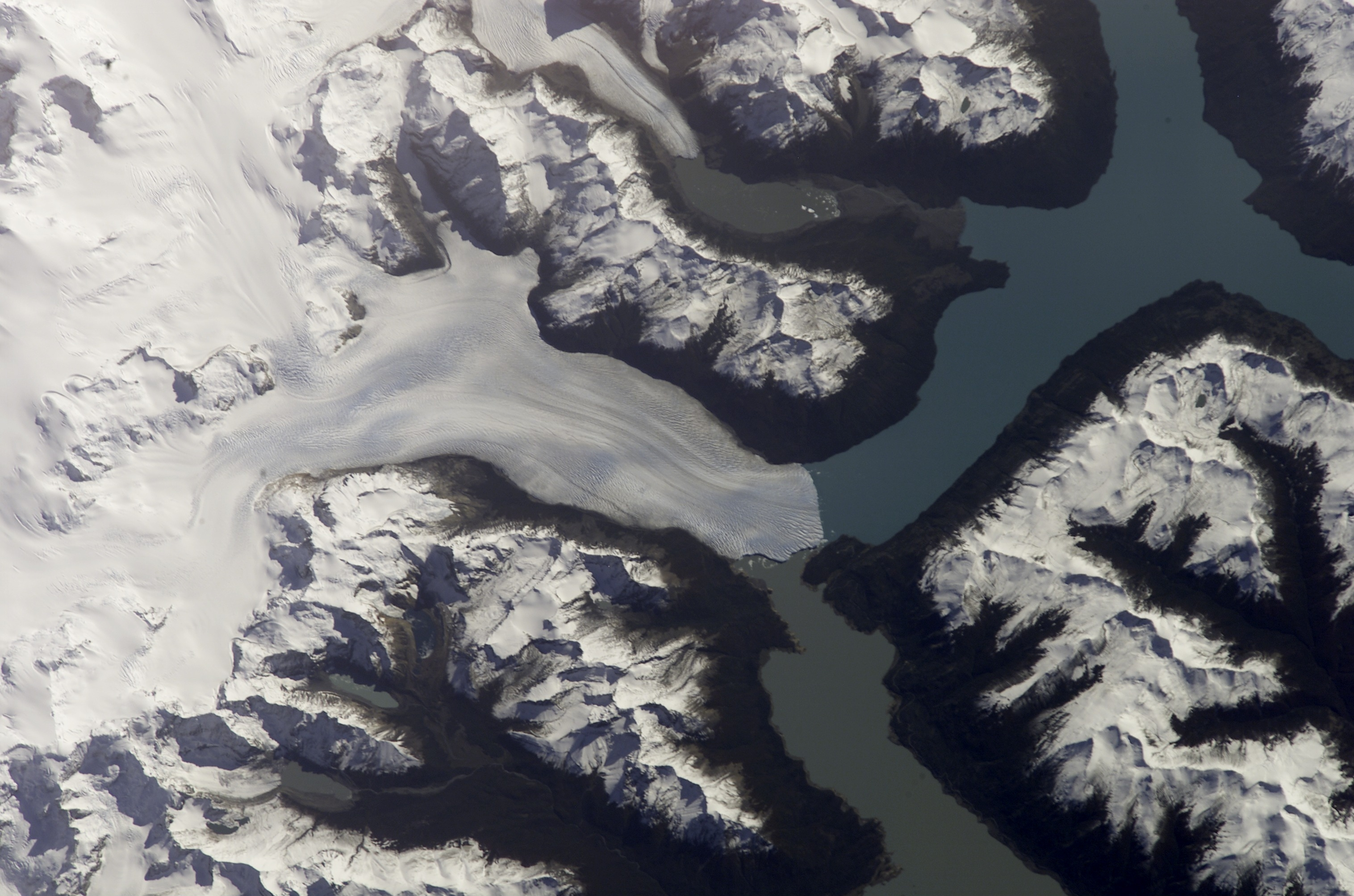
Lago Argentino und Perito-Moreno-Gletscher

Argentiniens Hydrologie wird von den Zuflüssen des Río de la Plata dominiert. Sein Einzugsgebiet umfasst etwa 5,2 Millionen km². Etwa ein Drittel hiervon liegt in Argentinien, der Rest in Bolivien, Brasilien, Paraguay und Uruguay. Zuflüsse des Río de la Plata sind der Río Paraná und der Río Uruguay. Im Norden an der Grenze zu Brasilien befindet sich der Iguazú-Nationalpark. Darin der Fluss Iguazú mit den Iguazú-Wasserfällen, welche dreimal so groß wie die Niagarafälle sind.
Das zweitgrößte Einzugsgebiet hat der Río Colorado in Nordpatagonien, dessen größter Zufluss, der Río Salado del Oeste, einen Großteil Westargentiniens entwässert, wobei jedoch ein Großteil seines Wasservolumens wegen des trockenen Klimas bereits auf dem Weg verdunstet oder in Sumpfgebieten versickert.
Argentinien weist zwei größere Seengebiete auf. Das umfangreichste liegt am Fuß der Südanden, wo sich eine lange Kette von Schmelzwasserseen von der Provinz Neuquén bis nach Feuerland erstreckt. Die Andenseen Lago Argentino (1415 km²) und Lago Viedma (1088 km²) liegen im Nationalpark Los Glaciares, der zum UNESCO-Welterbe erklärt wurde. Dort befindet sich auch der Gletscher Perito Moreno. Des Weiteren finden sich in der westlichen zentralen Pampa und im südlichen Chaco zahlreiche Flachlandseen, die teilweise nur wenige Meter tief und oft salzhaltig sind. Der Flachlandsee Mar Chiquita mit 5770 km² in der Provinz Córdoba auf die Fläche bezogen der größte See Argentiniens und der zweitgrößte See Südamerikas nach dem Titicaca-See. Er ist weiterhin der fünftgrößte abflusslose See der Welt.

### Inseln

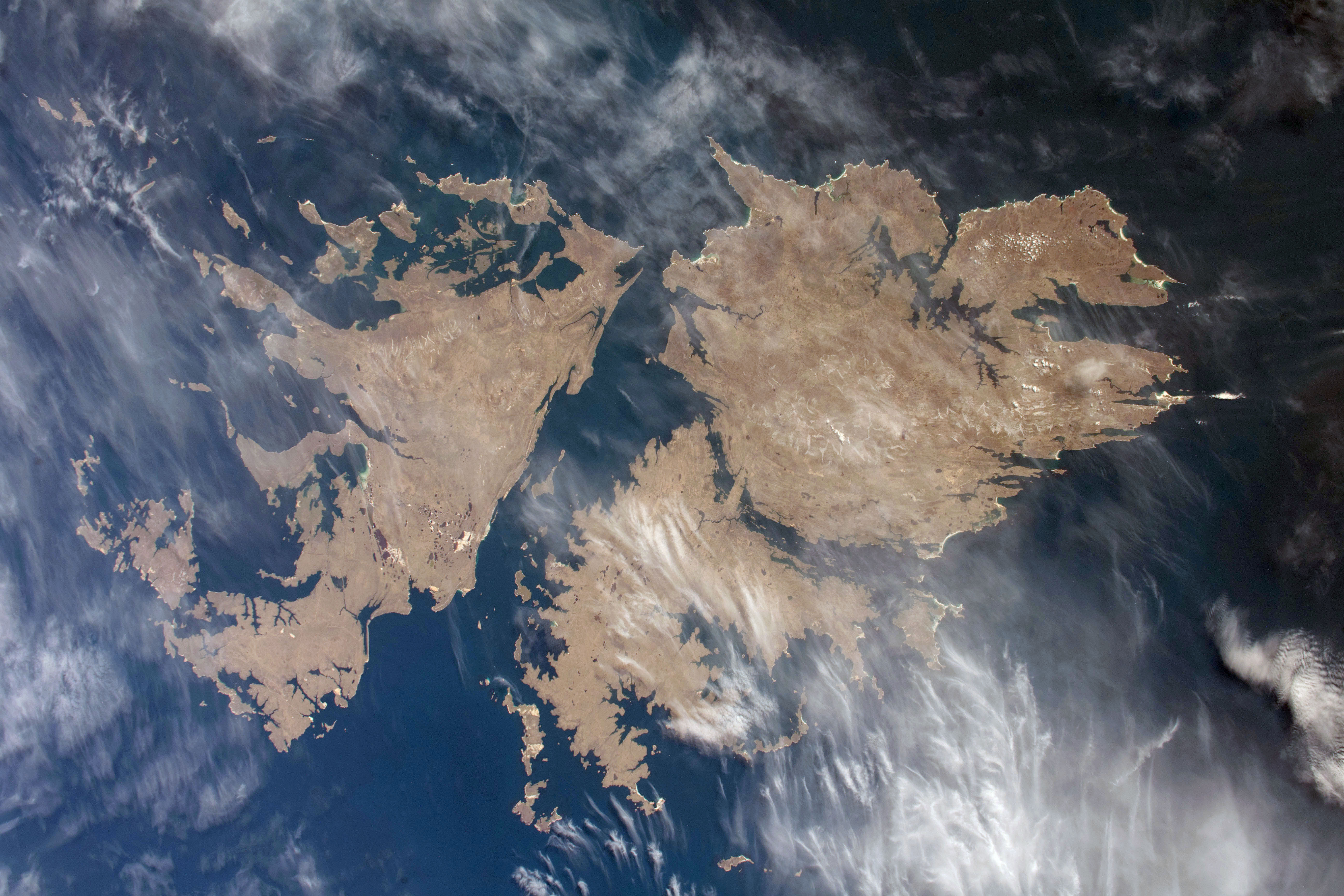
Die von Argentinien beanspruchten Falklandinseln aus dem Weltall

Argentinien hat trotz seiner lang gestreckten Küstenlinie nur wenige Inseln. Die größte ist die zum Archipel Feuerland gehörende Isla Grande de Tierra del Fuego mit 47.020 km², die sich Argentinien (Provinz Tierra del Fuego, 21.571 km²) und Chile (25.429 km²) teilen.
Das einzige weitere Inselgebiet von Bedeutung ist der Süden der Provinz Buenos Aires, wo sich in den Buchten Bahía Blanca und Bahía Anegada zwei ausgedehnte Wattenmeere befinden. Die Inseln dort sind flach und mit Ausnahme der Isla Jabalí, auf der der Badeort San Blas liegt, unbewohnt. Größte Insel ist die Isla Trinidad mit 207 km². Des Weiteren gibt es vor der patagonischen Küste einige kleinere Felseninseln.
Völkerrechtlich umstrittenes Territorium sind die Falklandinseln (auch Malwinen, englisch Falkland Islands, spanisch Islas Malvinas), eine Inselgruppe im südlichen Atlantik. Sie gehören geographisch zu Südamerika, liegen 600 bis 800 km östlich von Südargentinien und Feuerland bei 52° Süd und 59° West und sind britisches Überseegebiet. Seit 1833 werden sie von Argentinien beansprucht. Die Besetzung der Inseln durch Argentinien am 2. April 1982 löste den Falklandkrieg aus, der bis zum 14. Juni 1982 dauerte und mit einer Niederlage für Argentinien endete. Die größten Falklandinseln sind Ostfalkland (Soledad) mit 6683 km² und Westfalkland (Gran Malvina) mit 5278 km². Unter demselben Status befindet sich das südöstlich von den Falklandinseln gelegene Territorium Südgeorgien und die Südlichen Sandwichinseln.

### Klima
Die nördliche Hälfte Argentiniens liegt in den Subtropen (im äußersten Nordosten erreicht ein kleiner Teil die immerfeuchten Tropen) und die südliche in der kühlgemäßigten Klimazone. Über die gesamte Landesfläche bestehen große Kontraste von vollhumiden bis vollariden Klimaten. Hinzu kommen die Gebirgsklimate der Anden.
Der Nordwesten Argentiniens ist im Bereich der Anden trocken mit einer kurzen Regenzeit im Sommer. In ihr findet man die Hochwüste Puna, deren Westen zu den regenärmsten Gebieten der Welt zählt, sowie den halbwüstenartigen, unfruchtbaren Monte am Fuß der Anden in den Provinzen Mendoza, San Juan und La Rioja.
Die Osthänge der Voranden beherbergen subtropische Nebelwälder in den Provinzen Tucumán, Salta und Jujuy, die im Sommer wegen des Abregnens der feuchten Ostwinde sehr niederschlagsreich, im Winter aber relativ trocken sind. Nach Osten hin schließt sich der Gran Chaco im zentralen Norden an, seine Niederschläge konzentrieren sich auf den Sommer, das Gleiche gilt für die Region der Sierras Pampeanas in Zentralargentinien. In beiden Regionen nehmen die Niederschläge nach Westen hin ab.
Der Nordosten sowie die Pampa-Region sind das ganze Jahr über feucht, wobei die höchsten Niederschlagsmengen im subtropischen Regenwald der Provinz Misiones auftreten.
Der Süden (Patagonien) liegt in der Westwindzone, weshalb hier der westliche Teil mehr Niederschläge als der Osten erhält. Die Anden sind ständig feucht und von der Temperatur kühl gemäßigt. Sie wirken als Barriere für die feuchten Pazifikwinde, so dass das östlich anschließende patagonische Schichtstufenland sehr trocken und halbwüstenhaft ist. In dieser Region bestimmt der regelmäßig alle ein bis zwei Wochen vom Südwesten her blasende Pampero-Wind das Klima. Ein Sonderfall ist das Klima im südlichen Teil Feuerlands mit kühlem ozeanischem Klima, wo wegen der dort fehlenden Klimascheide der Anden sowohl pazifische als auch atlantische Einflüsse das Wetter bestimmen. Dort sind die Niederschlagsmengen relativ hoch und die Temperaturen weisen eine relativ geringe Abweichung zwischen Sommer und Winter auf.

### Flora und Fauna
Entsprechend den sehr unterschiedlichen Klimazonen Argentiniens variieren auch die Vegetation und die Tierwelt sehr stark. Insgesamt sind etwa zwölf Prozent der Landfläche bewaldet.

#### Flora

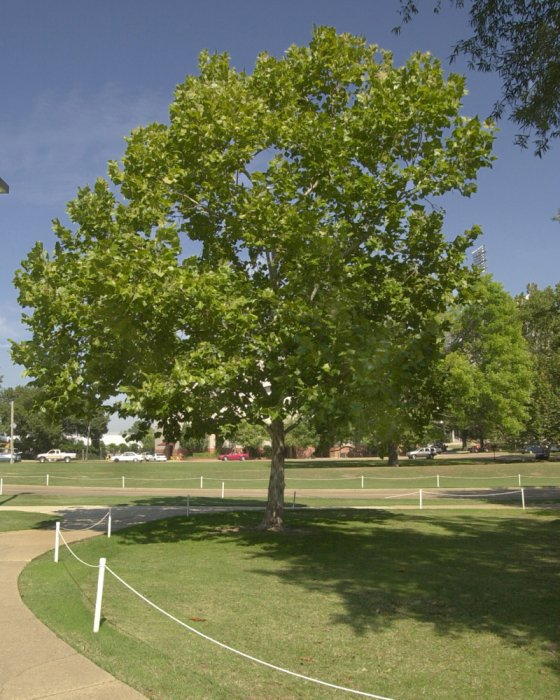
Eine Amerikanische Platane

In den subtropischen Trockenwäldern des Gran Chaco gedeihen tropisch-subtropische Pflanzen, wie Palisanderhölzer (Dalbergia), Guajakholzbäume (Guaiacum officinale), Rio-Palisander (Jacaranda mimosifolia) und Quebracho-Bäume (Schinopsis lorentzii), aus denen Gerbsäure gewonnen wird, aber auch Palmen. Vielfach sind auch Algarrobo-Bäume (hauptsächlich Prosopis alba und Prosopis nigra) prägend. Der Süden und Osten des Chaco mit seinem milderen Klima wird intensiv landwirtschaftlich genutzt, während der Norden noch weitgehend ursprünglich ist.
Die Pampa ist eine ausgedehnte subtropische Graslandschaft mit verschiedenen Gräsern. Von nicht einheimischen Eukalypten (Eucalyptus), amerikanischen Platanen (Platanus occidentalis) und Akazien (Acacia) abgesehen, finden sich hier keine Bäume. Der einzige Baum, der in der Pampa beheimatet ist, ist der immergrüne Ombú. Aufgrund des sehr feinen steinfreien und fruchtbaren Bodens ist die landwirtschaftliche Nutzung sehr ertragreich, so dass sich nur noch wenig ursprüngliche Vegetation erhalten hat.
In den trockenen zentralen Gebieten Argentiniens finden sich in den ariden Halbwüsten viele Kakteengewächse (Cactaceae) und Dornsträucher.
Patagonien liegt schon im Regenschatten der Anden und ist eine karge und weitestgehend baumlose Trockenlandschaft. Hier herrschen zum Teil auch Gräser wie in der Pampa, jedoch überwiegend Sträucher in trockenen Halbwüsten und Strauchsavannenformationen vor. Wegen des steinigen Bodens und des rauen Klimas ist Getreideanbau (außer entlang von Flusstälern) nicht möglich, stattdessen wird die patagonische Hochebene als Weideland genutzt.
In den Vorgebirgen der Anden und auf Feuerland befindet sich jeweils ein mehrere hundert Kilometer langer Streifen Grassteppen und Wälder. Anders als auf der Nordhalbkugel gibt es auf der Südhalbkugel keine reinen Nadelwälder; selbst der einheimische Bergwald wird ausschließlich aus Laubhölzern (insbesondere Scheinbuchenarten (Nothofagus) wie Coihue, Lenga und Antarktische Scheinbuche) gebildet, die regional durch eine zweite Baumschicht aus Koniferen ergänzt werden (z. B. Alerce, Chilezeder, Chilenische Flusszeder, Chilenische Steineibe, Pflaumen-Steineibe, Patagonische Eibe und Chilenische Araukarie). Heute sind viele Andenhänge jedoch durch eingeführte Nadelhölzer, wie Fichten (Picea), Zypressen (Cypressus), Kiefern (Pinus), Zedern (Cedrus) und anderen Nutzhölzer, geprägt. Die Baumgrenze liegt bei etwa 3500 m.
Die Blüte des Ceibos (Hahnenkammbaum oder Korallenbaum) ist als sogenannte „nationale Blume“ eines der Nationalsymbole.

#### Fauna

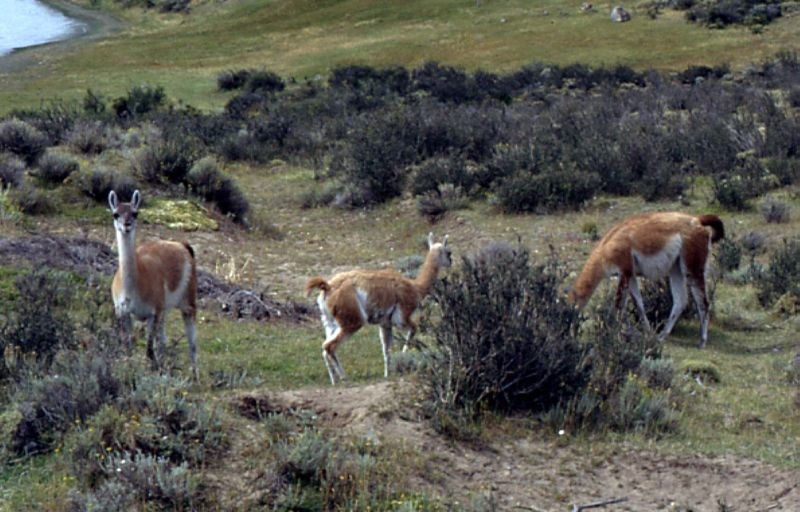
Guanakos – eine Wildform des Lamas

Im äußersten Norden ist die Tierwelt sehr vielfältig: Hier leben verschiedene Affenarten, Jaguare, Pumas, Ozelots, Waschbären, Nasenbären, Ameisenbären, aber auch Tapire, Nabelschweine und Reptilien wie Schlangen und Kaimane. Die Vogelwelt beherbergt hier in der Nähe zu den Tropen Kolibris, Flamingos, Tukane und Papageien. Allerdings macht diese Region den kleinsten Teil Argentiniens aus.
In der Pampa kamen ursprünglich Gürteltiere, Mähnenwölfe, Pampasfüchse, Pampaskatzen, Pampashirsche, Nandus, verschiedene Greifvögel wie Falken sowie Reiher vor. Davon mussten die meisten Arten der Landwirtschaft weichen.
In den kargen Gebieten der Anden trifft man auf die wilden Lamas: die Guanakos und Vikunjas; sowie auf den Andenkondor, der zu den größten Vögeln der Welt gehört. Raubtiere sind die Bergkatze, der Puma und der Andenschakal. An Salzseen finden sich häufig Zugvögel wie Flamingos.
In Patagonien und Feuerland ist das Tierleben artenärmer. Auch hier leben Pumas, Nandus und Guanakos; der Patagonische Huemul und Pudú (ein kleiner Hirsch) sind Teil der Fauna der südlichen Anden. Auf Feuerland nisten zudem Kormorane und Magellanspechte. Die patagonischen Küsten beherbergen Magellanpinguine und Kolonien von Südamerikanischen Seebären und Mähnenrobben.
Die Küstengewässer Argentiniens beherbergen unter anderem Südkaper, Orcas und Commerson-Delfine, daneben Seehechte, Sardinen, Makrelen und Dorados.

### Humangeografie – Große Städte

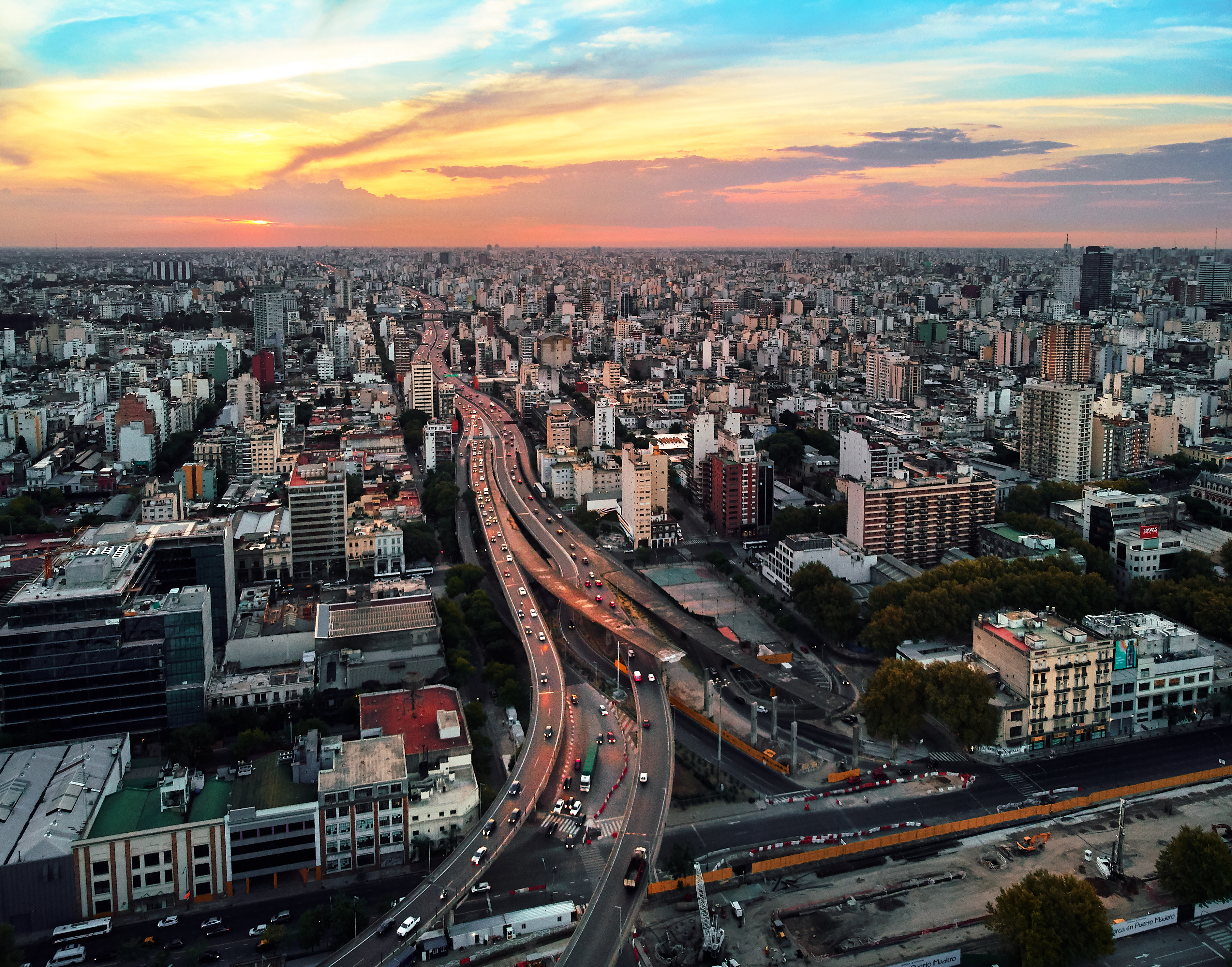
Blick über Buenos Aires

Im Jahr 2023 lebten 93 Prozent der Einwohner Argentiniens in Städten. Buenos Aires, dessen Ballungsraum 2017 etwa 14,9 Millionen Einwohner umfasst, ist politische Hauptstadt und wirtschaftliches Zentrum Argentiniens. Es ist umgeben von einer Reihe von selbstständigen Vorstädten, die zum Teil reine Schlafstädte sind, zum Teil aber auch selbst über Produktionsstätten verfügen. Córdoba, mit 1,6 Mio. Einwohnern die zweitgrößte Stadt des Landes, verfügt über größere Produktionsstätten und beherbergt die älteste Universität des Landes Universidad Nacional de Córdoba. Rosario in der Provinz Santa Fe (1,3 Mio. Einwohner) ist der zweitgrößte Hafen des Landes und ein Industrie- und Handelszentrum. Mendoza (1 Mio. Einwohner) ist vor allem für seinen Wein- und Obstanbau bekannt, dient aber auch als Brückenkopf für den Handel mit Santiago de Chile. San Miguel de Tucumán (883.000 Einwohner) ist die Geburtsstätte der Unabhängigkeit und wurde durch die intensive Landwirtschaft, insbesondere den Zuckerrohranbau, wirtschaftlich und kulturell bedeutsam, litt aber in den letzten Jahrzehnten unter der Krise in diesem Wirtschaftssektor und ist heute eine der Städte mit der größten Armutsquote des Landes. Die Universitäten in dieser Stadt haben allerdings überregionale Bedeutung und werden z. B. von Studenten aus Bolivien besucht.

## Bevölkerung

### Demografie

#### Bevölkerungsdichte
Argentinien hat eine Bevölkerung von etwa 46,2 Millionen Einwohnern (Stand: 2022). Dies entspricht einer Bevölkerungsdichte von 16,4 Einwohnern/km². Etwa 87 % der Bevölkerung leben in Städten von mehr als 2000 Einwohnern, wovon allein 11,5 Millionen auf die Agglomeration Gran Buenos Aires entfallen. Diese hat eine Bevölkerungsdichte von 2989 Einwohnern/km². Die Stadt und die gesamte Provinz Buenos Aires zusammen haben 20,6 Millionen Einwohner, die Provinzen Córdoba und Santa Fe jeweils ca. dreieinhalb Millionen (Stand: 2022), so dass in diesen drei im zentralen Teil des Landes gelegenen Provinzen zusammen circa 60 % der Bevölkerung leben. Weite Teile des übrigen Landes sind dagegen sehr dünn besiedelt, vor allem im trockenen Süden, wo nur etwa ein bis drei Einwohner/km² leben.

#### Bevölkerungsentwicklung und Altersstruktur

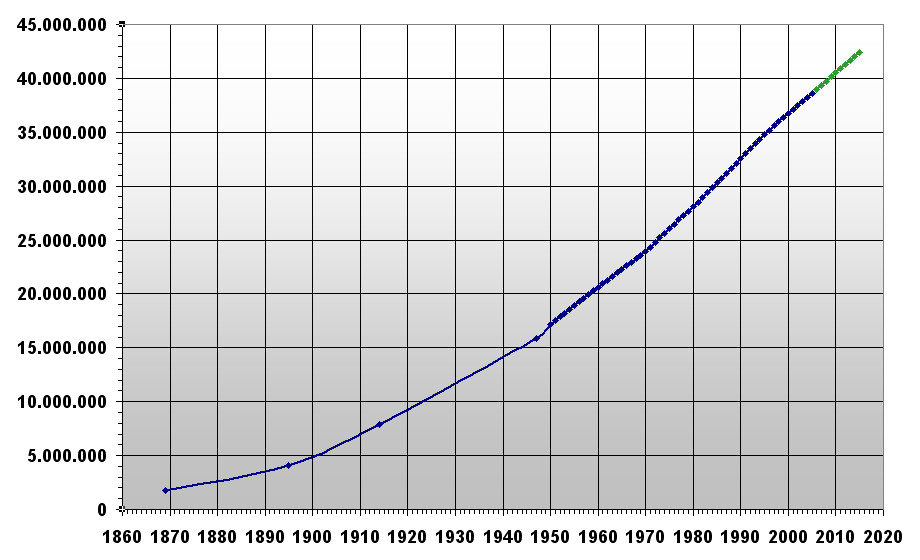
Bevölkerungsentwicklung

Bevölkerungsentwicklung, Fertilitäts- und Nettoreproduktionsraten von 1950 bis 2021; Prognose der Bevölkerungsentwicklung bis 2032; Schätzung der Vereinten Nationen 2022

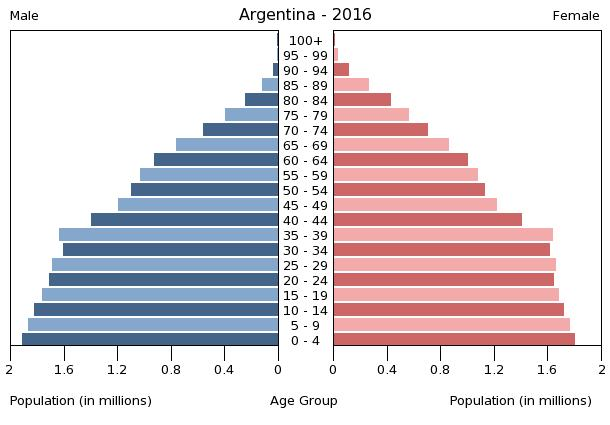
Argentiniens Altersstruktur im Jahr 2016 (Quelle: CIA World Factbook)

In der Kolonialzeit lag der Schwerpunkt der argentinischen Bevölkerung lange im Nordwesten, und insbesondere in der Minenregion um Salta und Jujuy. Größte Stadt war das am Kreuzungspunkt mehrerer Handelsrouten gelegene Córdoba. Dies änderte sich mit der Einrichtung des Vizekönigreiches Río de la Plata 1776. Der Handel ließ nun die Bevölkerungszahl der Küstenregion im Osten des Landes (Buenos Aires, Santa Fe, Entre Rios) sprunghaft ansteigen, und nach der Erringung der Unabhängigkeit hatte sich die wirtschaftliche und politische Macht endgültig in dieser Region konzentriert. Das Gebiet südlich einer Linie etwa zwischen dem heutigen La Plata und Mendoza war dagegen bis zur Wüstenkampagne des General Roca in den 1870er Jahren noch von den Indianern bewohnt, es gab allerdings einige spanische und walisische Enklaven.
Die Einwanderungswelle 1880–1930 verstärkte die Dominanz der Küstenregion und besonders von Stadt und Provinz Buenos Aires zusätzlich, da sich der Großteil der Einwanderer in dieser Gegend niederließ. Der Nordwesten wurde mehr und mehr zu einer rückständigen und wirtschaftlich schwachen Region, in dem relativ wenig Einwanderung stattfand, und Patagonien befand sich erst am Beginn seiner Entwicklung. Der Großraum Buenos Aires wuchs so zwischen 1850 und 1914 von 150.000 auf 1,6 Millionen Einwohner.
Nach dem Versiegen des Einwandererstroms um 1930 brachte die Industrialisierung einen Binnenwandererstrom, dessen Ziel ebenfalls Buenos Aires und – mit Abstand – Córdoba und Rosario war. Dieser Strom hielt bis in die 1970er Jahre an und führte dazu, dass sich der Großraum rund um die Hauptstadt weit über das eigentliche Stadtgebiet von Buenos Aires ausdehnte.
1980 überschritt der Großraum Buenos Aires im nationalen Zensus zum ersten Mal die 10-Millionen-Marke und konzentrierte damit fast 40 % der Bevölkerung (damals 24 Millionen). Danach flachte das Wachstum der Städte der Küstenregion deutlich ab. Zwischen 1991 und 2001 verlor die Stadt Buenos Aires 7 % ihrer Einwohner, die Bevölkerung des Ballungsraums der Stadt insgesamt stieg nur noch leicht an, auch Rosario und Santa Fe stagnierten. Zum Wachstumsmagnet wurden dagegen abgelegene Regionen wie das wirtschaftlich boomende Patagonien, insbesondere die südlichsten Provinzen Tierra del Fuego und Santa Cruz (44 % bzw. 23 % Zuwachs zwischen 1991 und 2001), aber auch die Städte des Nordwestens wie Jujuy, Salta, La Rioja und Tucumán sowie der Ballungsraum Córdoba.
In Buenos Aires und den meisten Großstädten gibt es seit etwa 1980 das Phänomen der Stadtflucht: Viele, meist besser verdienende Einwohner siedeln von den Stadtzentren ins Umland um. Seit etwa 1990 hat sich dieses Phänomen durch die massenhafte Einrichtung von privaten Stadtvierteln und Country Clubs noch verstärkt. Die Ursache liegt in der als steigend empfundenen Kriminalität. Auch touristisch und landschaftlich interessante Orte erleben seit dieser Zeit eine positive Entwicklung, was sowohl mit der steigenden Mobilität der Bevölkerung als auch mit der inzwischen deutlich besseren Verfügbarkeit von infrastrukturellen Dienstleistungen wie Telefon, Radio, Fernsehen und Internet selbst in weit entlegenen Gebieten zusammenhängt. So wurden aus ehemals kleinen Ferienorten wie Merlo, Pinamar und Villa Carlos Paz prosperierende, schnell wachsende Städte.

### Ethnien

#### Ethnische Zusammensetzung

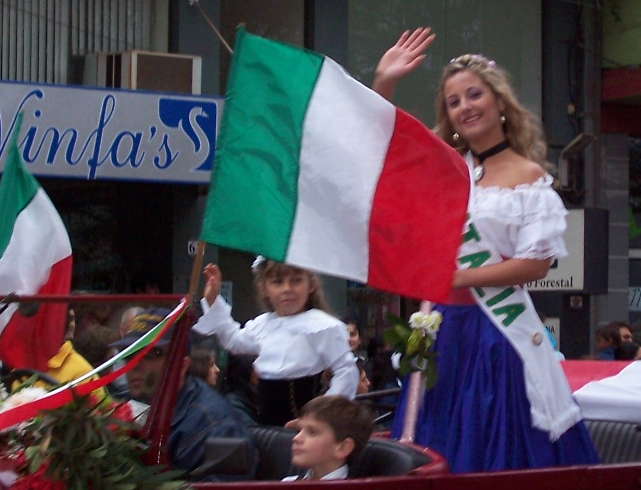
Es wird geschätzt, dass mehr als 25 Millionen Argentinier mindestens einen italienischen Ahnen haben; demnach hat mindestens die Hälfte aller Argentinier italienische Vorfahren. Diese sind historisch die größte Einwanderergruppe Argentiniens.

Mehr als 90 % der Bevölkerung stammen nach der offiziellen Statistik zumindest teilweise von eingewanderten Europäern, mehrheitlich Italienern, ab. Die hohe Anzahl von Personen, die zumindest einen europäischen Vorfahren haben, haben einen Mythos des weißen Argentiniens hervorgebracht. Bis Anfang der 1990er Jahre ging man von einem Anteil der Mestizen – Nachfahren sowohl von Europäern als auch von Indigenen – unter 10 % aus. Nach neueren Erkenntnissen ist deren Anteil jedoch weitaus höher. Neuere genetische Untersuchungen ergaben zwischen 53 % und 65 % europäisches, 31–40 % indianisches und 4 % afrikanisches Erbgut. Nach dem Zensus von 2022 identifizierten sich rund 300.000 Personen (0,7 %) als afrikanischstämmig (afrodescendiente). Diese Diskrepanzen werden darauf zurückgeführt, dass Mestizen und Schwarze unter einer starken Diskriminierung zu leiden hatten und haben und sich daher als „Weiße“ deklarierten. Zudem haben geschätzt 300.000 Menschen in Argentinien eine Roma-Abstammung, von denen zahlreiche wegen Diskriminierung und fehlender kultureller Förderung ihre eigene Kultur aufgegeben und sich assimiliert haben.

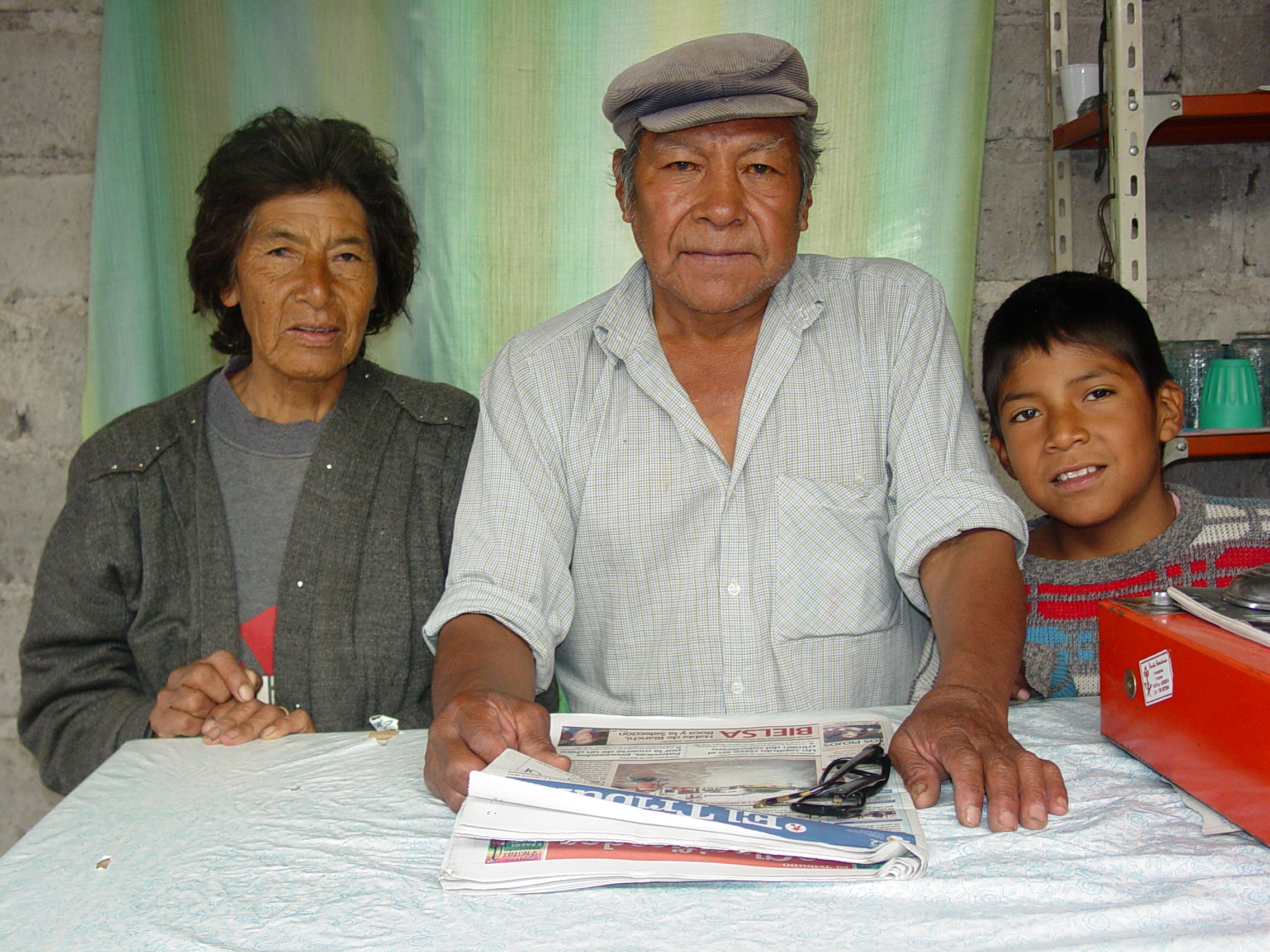
Familie im Norden von Argentinien

#### Indigene Bevölkerung
Nur eine Minderheit der Argentinier sind ausschließlich Nachkommen der insgesamt 30 Ethnien, die vor dem Eintreffen der Spanier auf dem Landesterritorium lebten. Dies liegt einerseits daran, dass Argentinien vor der Kolonialzeit nur im Nordwesten dicht bevölkert war, zum anderen auch daran, dass die verbleibenden Ureinwohner von den Spaniern und später von den Argentiniern weitgehend ausgerottet wurden. Vom staatlichen Institut für indigene Angelegenheiten (INAI) wird die Zahl der Indigenen auf etwa 1 Million, von Seiten der Indigenenorganisationen wie der AIRA (Asociación de Indígenas de la República Argentina) jedoch auf mehr als 1,5 Millionen geschätzt.
Im Jahr 2001 hatten etwa 2,8 % aller argentinischen Haushalte indigene Haushaltsmitglieder, wobei der Anteil von Provinz zu Provinz stark variierte. So war in der Provinz Jujuy der Anteil mit 10,5 % am größten. Am niedrigsten war der Anteil in der Provinz Corrientes mit 1,0 %. In der Hauptstadt Buenos Aires betrug er 2,3 %.
Die größten Gruppen sind die Kolla in Jujuy und Salta, die Mapuche (Araukaner) in Neuquén und Río Negro, die Wichí und Toba im Chaco und in Formosa sowie die Guaraní in den nördlichen Provinzen. Nur eine Minderheit der Indigenen lebt in ihren angestammten Siedlungsgebieten, viele sind in die Großstädte übergesiedelt, wo sie oft unter ärmlichen Bedingungen als schlecht bezahlte Arbeiter leben. So gibt es in Rosario und Resistencia Viertel, die nur von Toba-Indianern bewohnt werden, dasselbe gilt für Kollas in San Salvador de Jujuy und San Miguel de Tucumán. Seit den 1980er Jahren erstarken innerhalb dieser Stämme Bewegungen, die traditionelle Kultur gezielt zu erhalten und zu verbreiten, etwa über Radiosender und an Schulen.

#### Zuwanderung und Auswanderung

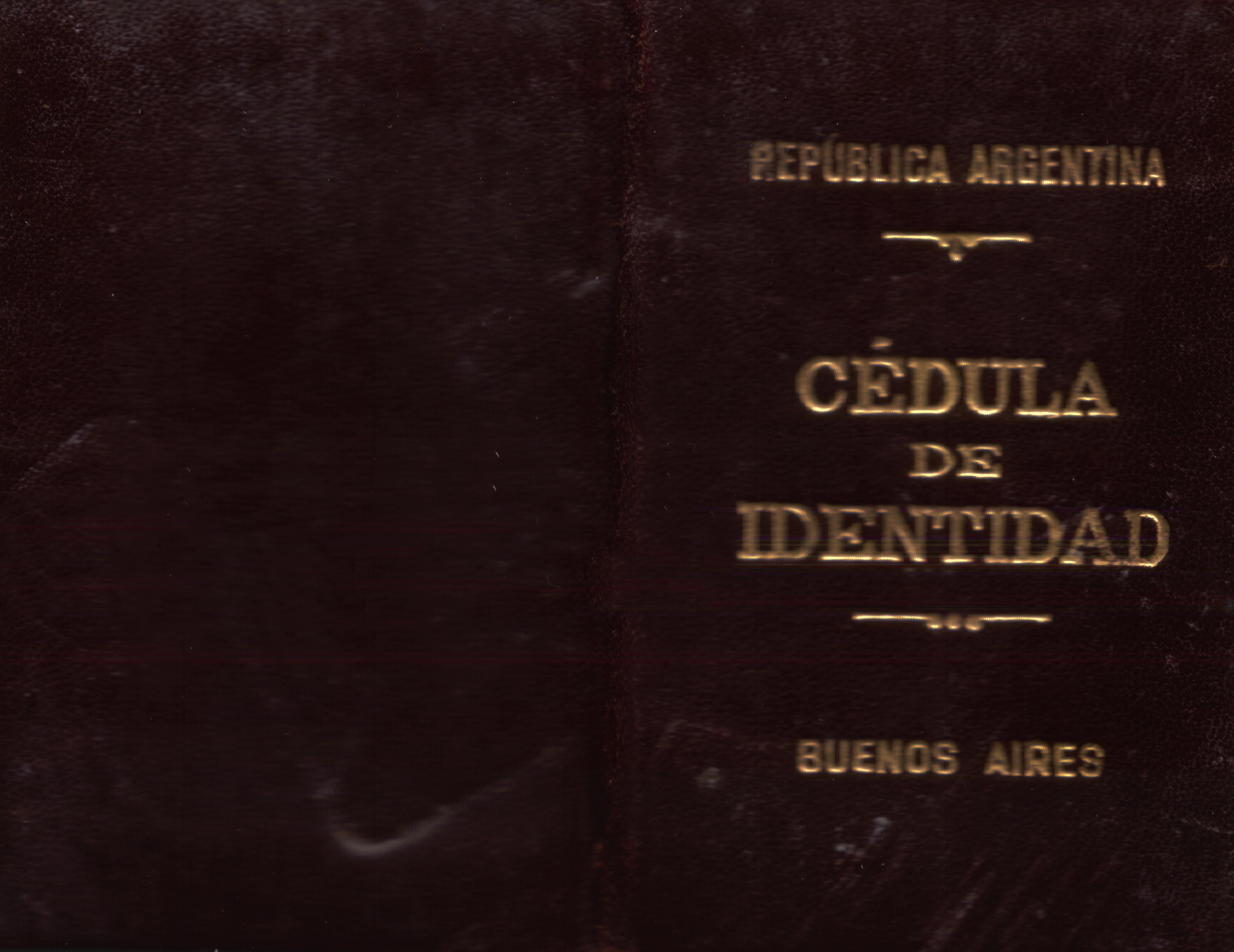
Cédula de Identidad – Argentinien – Buenos Aires – 1934

Die Zahl der Ausländer lag bei der Volkszählung 2010 bei 1.805.957 (4,6 % der Bevölkerung), dabei sind die größten Gruppen Paraguayer (550.713), Bolivianer (345.272), Chilenen (191.147), Peruaner (157.514) und Italiener (147.499). Den höchsten Anteil von im Ausland Geborenen haben die Provinz Santa Cruz (12 %), die Stadt Buenos Aires sowie Tierra del Fuego (beide 11 %). Im Jahre 2017 waren 4,9 % der Bevölkerung Migranten.
Historisch gesehen wurde die größte Einwanderungswelle zwischen 1857 und Mitte des 20. Jahrhunderts verzeichnet, fast ausschließlich aus Europa. Zwischen 1857 und 1920 immigrierten vor allem Menschen aus Italien (rund 2,3 Millionen Einwanderer) und Spanien (1,6 Millionen Einwanderer). Die Zahl der Immigranten aus Deutschland wird für die Zeit von 1857 bis 1920 auf 70.000 geschätzt. Mitte des 20. Jahrhunderts flachte die Migration nach Argentinien immer weiter ab, abgesehen von einem kurzzeitigen Wiederaufflammen zur Zeit des Zweiten Weltkrieges. Nach einer Phase negativen Wanderungssaldos zwischen 1975 und 2001 ist die Bilanz seit der Argentinienkrise derzeit wieder leicht positiv. Heute wandern vor allem Bürger der Nachbarländer Bolivien, Paraguay und Uruguay sowie aus den südamerikanischen Staaten Peru und Venezuela nach Argentinien ein. Zu Zeiten der Pinochet-Diktatur fand die Einwanderung auch aus Chile statt, dies hat sich jedoch aufgrund der Redemokratisierung und des mittlerweile höheren Lebensstandards des Nachbarlandes nach 2001 umgekehrt. Insgesamt kommen etwa 68 % der Einwanderer aus amerikanischen Staaten. Etwa 2 % aller Einwanderer kommen aus Asien (hauptsächlich Koreaner).

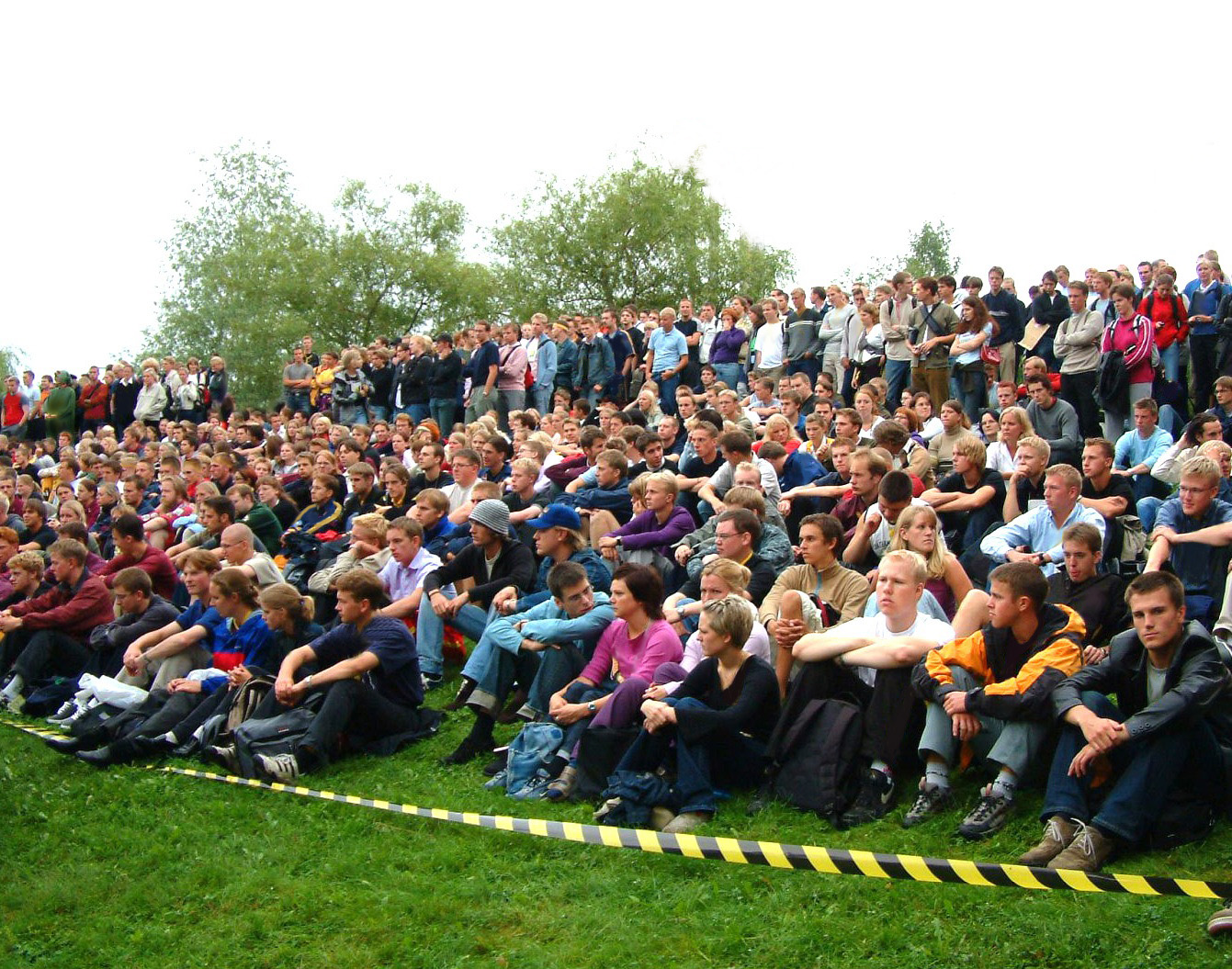
Wolgadeutsche siedelten sich unter anderem in der Provinz Entre Ríos an.

Seit den 1990er Jahren findet man immer mehr Einwanderer aus Europa, die hauptsächlich wegen der unberührten Natur hierher ziehen. Im Unterschied zu den anderen Einwanderern weisen sie meist schon eine gesicherte Existenz auf oder sind Rentner, versuchen also durch den Umzug ihre Lebensqualität zu erhöhen. Andere Ausländergruppen (besonders Italiener und Spanier) sind noch lebende Einwanderer der Hauptwelle (bis 1950). Europäer repräsentieren etwa 28 % der Ausländer.
Seit der Argentinien-Krise zwischen 1998 und 2002 sind vermehrt Emigrationswellen aufgetreten. Argentinier verließen das Land in Richtung Europa und Nordamerika, in geringeren Maßen auch nach Brasilien und Chile. Diese Emigrationswelle ist jedoch aufgrund der relativ schnellen Erholung der argentinischen Wirtschaft weitgehend abgeebbt.

### Sprachen
Alleinige landesweit gültige Amtssprache ist in Argentinien Spanisch. Daneben gibt es eine Reihe von mehr oder weniger verbreiteten Minderheitensprachen, die von der indigenen Bevölkerung gesprochen werden. Die verbreitetsten darunter sind das Quechua (in zwei lokalen Varianten) und das Guaraní, in manchen Gegenden wird auch noch Mapudungun gesprochen. In der Provinz Chaco haben die Sprachen der Wichí, der Toba (Volk) und der Mocoví amtssprachlichen Charakter; in der Provinz Corrientes gilt dieses für das Guaraní. Am höchsten ist die Sprecherzahl von autochthonen Sprachen bei den Indigenen im Chaco, bei denen mehr als die Hälfte noch ihre angestammte Sprache versteht. Bei anderen Gruppen wie den Kolla und Mapuche ist diese Zahl weit geringer.
Das argentinische Spanisch unterscheidet sich hinsichtlich der Aussprache, der Grammatik und des Wortschatzes von den in Spanien und auch von den in anderen lateinamerikanischen Ländern üblichen Varianten. Der Doppelkonsonant ll wird wie das deutsche sch oder wie das französische j ausgesprochen, ebenso der Buchstabe y zwischen Vokalen und ein konsonantisches y am Wortbeginn; dieses Phänomen wird als Yeísmo bezeichnet. Der Buchstabe z wird immer wie ein stimmloses s ausgesprochen, das Gleiche trifft auf das c vor e und i zu, dies nennt man Seseo. Des Weiteren herrscht in Argentinien der Voseo vor, d. h. anstatt des Personalpronomens tú für die 2. Person Singular wird vos verwendet. Die Verben werden dabei anders konjugiert (im Präsens immer endbetont und mit abweichenden Imperativformen). Weiterhin wird die 2. Person Plural vosotros auch in informeller Sprache durch die 3. Person Plural ustedes ersetzt, die im europäischen Spanisch nur die Höflichkeitsform ist. Darüber hinaus gibt es eine Reihe lexikalischer Abweichungen.
Während ein Großteil der Nachfahren italienischer Einwanderer in Argentinien die Sprache ihrer Vorfahren aufgegeben hat, wird von den Nachfahren der deutschsprachigen und englischsprachigen Einwanderer teilweise noch die Sprache ihrer Vorfahren gepflegt. So gibt es Stadtviertel im Großraum Buenos Aires, in denen man noch sehr viel Deutsch hört. In der Provinz Córdoba gibt es eine relativ große Kolonie von Überlebenden des Kriegsschiffs Admiral Graf Spee aus dem Zweiten Weltkrieg, die sich in Villa General Belgrano ansiedelte, wo heute noch teilweise Deutsch gesprochen wird.
Siehe auch: Río-de-la-Plata-Spanisch, Belgranodeutsch, Cocoliche, Quechua

### Religionen
Argentinien hat seit dem 20. Mai 1955 keine Staatsreligion mehr, welche davor die römisch-katholische Konfession war. Der Katholizismus genießt nach der Verfassung aber einen bevorzugten Status. Nach dem Report on International Religious Freedom 2017 sind 71 % der Bevölkerung römisch-katholischen Glaubens.
Offiziell bestehen über 2500 registrierte Kulte und Religionen, darunter der Protestantismus (9 %), die Zeugen Jehovas (ca. 1,2 %), und andere (ca. 1,2 %) zum Beispiel der Pachamama-Kultus im Nordwesten Argentiniens, der durch Verschmelzung christlicher Riten mit indigenen Religionen entstand. Der Erzbischof von Buenos Aires, Jorge Mario Bergoglio SJ, wurde am 13. März 2013 durch das Konklave zum Papst gewählt und war somit der erste Papst aus Lateinamerika. Bergoglio wählte den Namen Franziskus. In Argentinien leben rund 400.000 bis 500.000 Muslime (1 %). Mit rund 205.000 bis 300.000 Mitgliedern (0,6 %) ist die jüdische Gemeinde die größte in Lateinamerika. Rund 11 %–13 % der Bevölkerung gaben bei Umfragen an, keiner Religion anzugehören.

### Soziale Situation

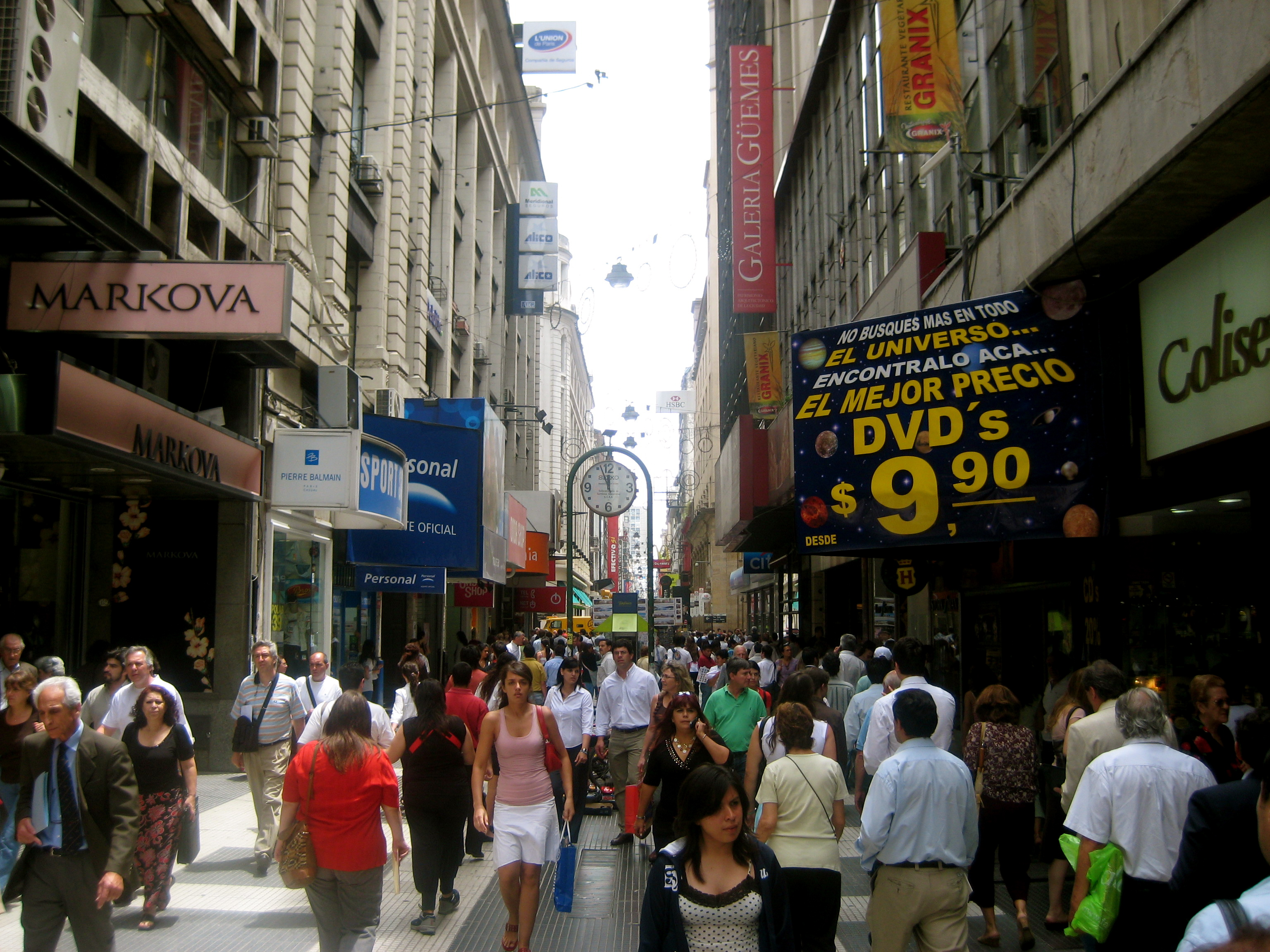
Calle Florida

Die Lebenserwartung der Einwohner Argentiniens ab der Geburt lag 2022 bei 76,1 Jahren (Frauen: 79,3, Männer: 72,9).
Das Instituto Nacional de Estadística y Censos dokumentiert laufend wichtige Indikatoren für die Beurteilung der sozialen Situation in Argentinien.
Die soziale Situation des Landes ist in mehrerlei Hinsicht durch eine starke Ungleichheit gekennzeichnet. So gibt es einerseits wie in ganz Lateinamerika ein großes Wohlstandsgefälle zwischen Ober- und Unterklasse.
Aber auch die Unterschiede zwischen den Regionen Argentiniens sind groß. So lag etwa die Armutsquote, die nach einem Warenkorb berechnet wird, im Jahr 2008 in der Hauptstadt Buenos Aires mit etwa 15 % nur etwas mehr als halb so hoch wie im Landesdurchschnitt (23 %), während sie in der Nordostregion bei 41 % liegt (Stand 2007). Eine Durchschnittsperson benötigte im März 2008 monatlich etwa 317 AR$, um nicht unter die Armutslinie zu fallen. In den meisten Haushalten ist es daher nötig, dass mehrere Familienmitglieder zum Einkommen beitragen. Dies zeigt auch die offizielle Statistik: So liegt das durchschnittliche monatliche Pro-Kopf-Einkommen bei etwa 1156 AR$ und damit nur knapp über der Armutsquote für Familien, während das durchschnittliche monatliche Haushaltseinkommen bei 2090 AR$ liegt (s. u.).
Die nördlichen Provinzen, besonders die Provinz Tucumán und der Nordosten (Chaco, Formosa, Santiago del Estero) waren bis um den Jahrtausendwechsel am stärksten von Armut und Unterernährung betroffen. Verschärft wurde diese Situation durch das relativ hohe Bevölkerungswachstum in dieser Region. Als relativ reich dagegen galten die zentralen Provinzen (Buenos Aires, Santa Fe, Córdoba, San Luis und Mendoza), aber auch der äußerste Süden (Santa Cruz und Tierra del Fuego).
Neben den grenznahen Gegenden (beispielsweise Jujuy und Formosa) haben vor allem die reichen Zentralprovinzen am stärksten mit der städtischen Armut und damit mit der Bildung von Elendsvierteln zu kämpfen. Die Zuwanderung aus den ärmeren Nachbarländern Peru, Bolivien und Paraguay sowie die Binnenwanderung aus abgelegenen Gegenden des Landesinneren waren trotz einer Abschwächung in den 1990er Jahren ein Problem in den Großstädten, die die Zahl der Elendsviertelbewohner trotz sozialer Wohnungsprogramme weiterhin anwachsen ließ. So lag 2004 beispielsweise in Rosario der Anteil der Elendsviertelbewohner an der Gesamtbevölkerung bei über 15 %. Zudem kam Zuwachs für die Elendsviertel auch von den sogenannten Neu-Armen, besonders in den wirtschaftlich kritischen Jahren 1989/1990, 1995 sowie zwischen 1998 und 2002.
2016 lebte ein Drittel der Argentinier unter der Armutsgrenze und der neu gewählte konservative Präsident Mauricio Macri sah sich zu einem Sparprogramm gezwungen. In der Folge stieg die Zahl der Personen unterhalb der Armutsgrenze von 29 % auf 41 % (Dezember 2019).
Bei der Armuts- und Elendsrate variieren die Einkommen, nach denen sich die Rate richtet, je nach Region, daher wird nur ein ungefährer Durchschnittswert angegeben. Bei der Inflationsrate wird der Wert nur im Großraum Buenos Aires errechnet. Die Daten des INDEC für den Preisindex wurden allerdings mehrfach angezweifelt; der IWF erteilte dem Land deshalb im Jahr 2013 eine Rüge.

### Bildung
In Argentinien herrscht Schulpflicht von zehn Jahren. Es gibt neben den staatlichen Schulen auch eine hohe Zahl von privaten Schulen. Das Schulsystem ist in drei Stufen eingeteilt: Inicial (Vorschule; in der Regel ein Jahr), Primaria (in der Regel ab sechs Jahren mit zwei Grundstufen: EGB1 und EGB2; insgesamt sechs Schuljahre) und Secundaria (Sekundärstufe; drei Jahre EGB 3 bis einschließlich zur 9. Klasse und die anschließende dreijährige Polimodalstufe).
Laut der Volkszählung des Jahres 2005 waren etwa 2,8 % der Bevölkerung über 15 Jahren Analphabeten. Dabei waren starke regionale Disparitäten zu beobachten: in Tierra de Fuego im Süden lag die Rate bei 0,73 %, im Norden des Landes wie etwa in der Provinz Chaco bei 8,96 %. Im Jahr 2015 war die Analphabetismusquote auf 1,9 % gesunken, wobei der Wert für Männer und Frauen nahezu gleich niedrig war.
Von allen Argentiniern, die über 20 Jahre alt sind, haben 88 % die Schule besucht. Etwa 14 % haben die Primaria nicht abgeschlossen, circa 29 % haben eine abgeschlossene Primaria, ungefähr 14 % haben die Secundaria nicht abgeschlossen, etwa 16 % haben eine abgeschlossene Secundaria, circa 5 % einen höheren nicht-universitären Abschluss und etwa 5 % einen Universitätsabschluss. Das heißt, etwa 73 % der Bevölkerung haben mindestens die Primaria abgeschlossen, circa 30 % mindestens die Secundaria und nur etwa 10 % haben einen weiterführenden Abschluss.

#### Schulsystem
Im Jahre 1995 wurde das Schulsystem in vielen Provinzen reformiert: Die ersten neun Jahre der Schulzeit werden seitdem als EGB (Educación General Básica) bezeichnet, die in mehrere Richtungen aufgeteilte weiterführende Schule stattdessen als 'Polimodal'. Dieses System wurde mit geringen Abweichungen in fast allen argentinischen Provinzen eingeführt; die Bezeichnungen variieren jedoch, so heißt beispielsweise in der Provinz Córdoba der EGB CBU (Ciclo Básico Unitario). 2005/2006 wurde diese Reform in einigen Provinzen, z. B. in Buenos Aires, teilweise überarbeitet und wieder ans alte System angenähert. Es gibt eine Vielzahl von verschiedenen Schulabschlüssen (naturwissenschaftlich, sozialwissenschaftlich, technisch und wirtschaftlich orientiert), einige sind berufsbefähigende Techniker-Titel. Die Regierung Kirchner hat die Förderung der technischen Schulen von 5 auf 15 Millionen Pesos erhöht und sieht für 2006 eine Erhöhung auf insgesamt 260 Millionen Pesos vor. Die Förderung versucht seit 2003, die erheblichen Schwierigkeiten argentinischer Unternehmen, technisch qualifiziertes Personal zu rekrutieren, zu beheben.
Zum Besuch der Hochschulen berechtigen alle im Rahmen des Polimodal erlangten Abschlüsse, auch wenn der Studiengang nicht mit der Ausrichtung des Polimodals übereinstimmt.
In der ersten PISA-Studie 2003 schnitt Argentinien bei einer inoffiziellen nachträglichen Erweiterung der Studie (offiziell nahm es nicht teil), verglichen mit anderen lateinamerikanischen Staaten, bei weitem am besten ab. Bei der ersten offiziellen Teilnahme 2006 fiel es in nahezu allen Disziplinen hinter Uruguay, Chile und Mexiko, im Leseverständnis auch hinter Brasilien und Kolumbien zurück, wenn auch meist nur mit geringem Punkteabstand. Bei der PISA-Studie 2015 belegte Argentinien in allen Teilbewertungen Plätze zwischen Rang 36 und 43. In der Gesamtwertung lag es auf Rang 40, die höchste Platzierung aller lateinamerikanischen Staaten.
Es gibt ein starkes Gefälle in der Qualität der Schulbildung zwischen Großstädten und ländlichen Regionen einerseits und zwischen Privatschulen und vielen staatlichen Schulen sowie sozialen Klassen und Milieus andererseits. Durch kontinuierliche interne Qualitäts-Tests seit Ende der 1990er Jahre versucht die Politik, dieses Problem in den Griff zu bekommen. Bei diesen Tests kam eine Bandbreite von durchschnittlich 30 % bis 80 % der möglichen Punktzahl heraus, wobei die schlechtesten Ergebnisse von Schulen in ländlichen Gegenden, die besten dagegen in den Privatschulen der Großstädte sowie in den sogenannten Colegios Universitarios (von Universitäten abhängige Staatsschulen) erzielt wurden.

#### Universitäten

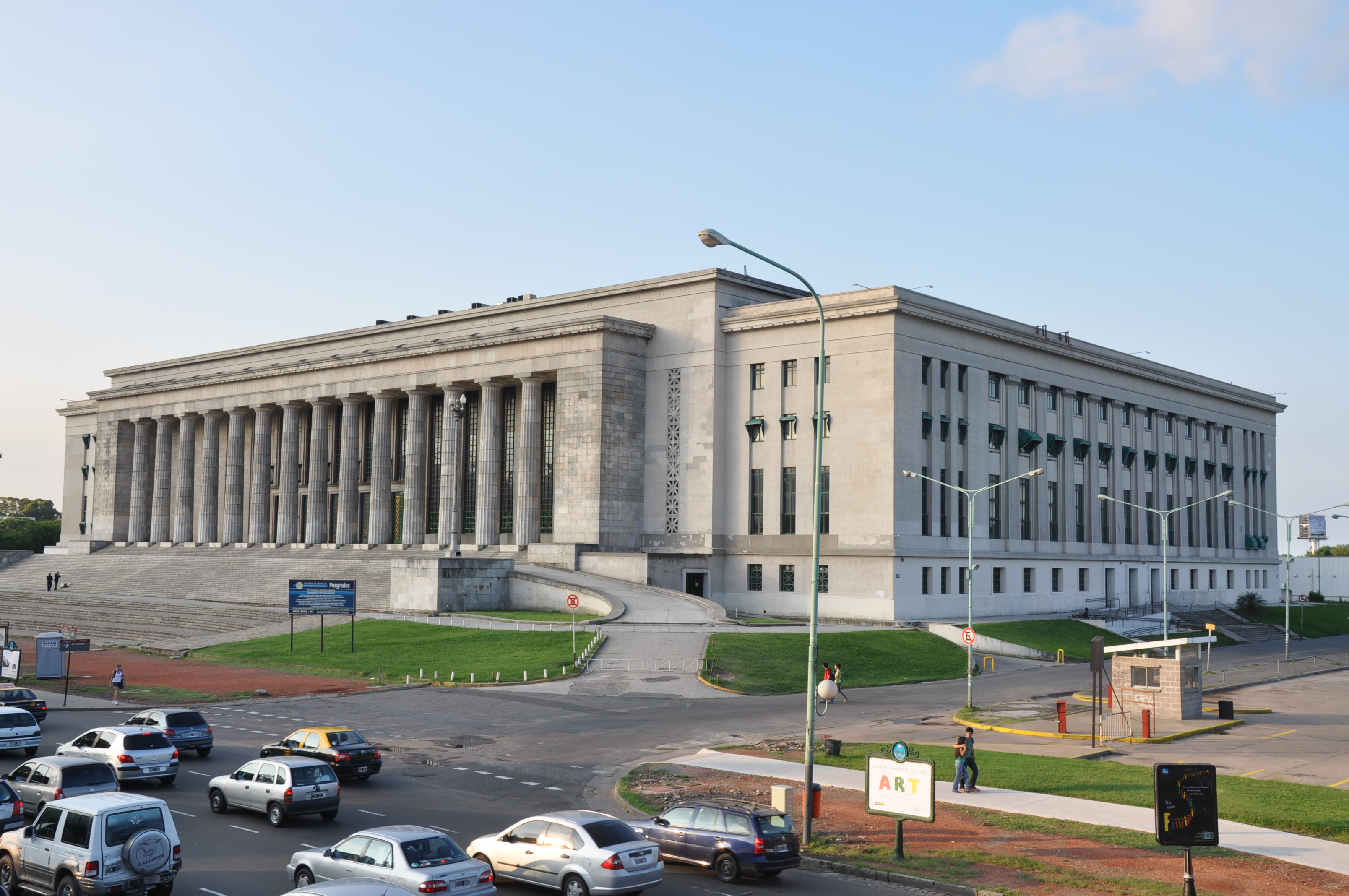
Die juristische Fakultät der UBA

Argentinien hat eine Vielzahl von staatlichen und privaten Universitäten. Zahlreiche private Universitäten haben in der Regierungszeit des neoliberalen Peronisten Menem ihre Pforten geöffnet. Das 1958 in Kraft getretene Gesetz zur Finanzierung der privaten Universitäten sieht ein Verbot finanzieller Unterstützung vor, erlaubt aber seit den 1990er Jahren unter Menem eine gezielte Förderung einzelner Forschungsprojekte.
In der politikkritischen Zeitschrift „Caras y Caretas“ erschien im Mai 2006 ein Artikel, der vor der wachsenden Nähe einiger privater Bildungseinrichtungen zu orthodoxen religiösen Institutionen warnt, wie z. B. der Universidad Austral zum Opus Dei.
Die älteste Universität ist die Universität von Córdoba, die 1613 gegründet wurde und heute die zweitgrößte des Landes ist (ca. 120.000 Studenten). Sie gehört mit der Universidad Nacional del Litoral in Santa Fe und der Universidad Nacional de San Martín in San Martín (Buenos Aires) zu den hochrangigsten des Landes. Die größte Universität ist dagegen die Universität von Buenos Aires (UBA), die 1821 gegründet wurde und etwa 400.000 Studenten hat.

#### Bibliothekswesen
Das Bibliothekswesen in Argentinien ist vielgestaltig. So entstanden gegen Ende des 19. Jahrhunderts die ersten privat finanzierten Bibliotecas populares (Volksbibliotheken). Sie werden heute von der Comisión Nacional Protectora de Bibliotecas Populares gefördert. Diese organisiert auch Weiterbildungsveranstaltungen für das Bibliothekspersonal. Seit 1977 gibt es die Confederación Argentina de Bibliotecas Populares. Ihre Mitglieder sind zumeist keine Bibliothekare, sondern Politiker. Daneben existieren 19 Federaciones Provinciales.
Seit 1927 entstanden die bibliotecas públicas municipales (Öffentliche Stadtbibliotheken), die heute fast ausschließlich in Buenos Aires existieren. Seit 1944 untersteht diese der Secretaría de Cultura de la Municipalidad de la Ciudad de Buenos Aires. Derzeit existieren in Buenos Aires 23 Stadtbibliotheken und 3 Bücherbusse, deren größte Benutzergruppe Schüler sind.

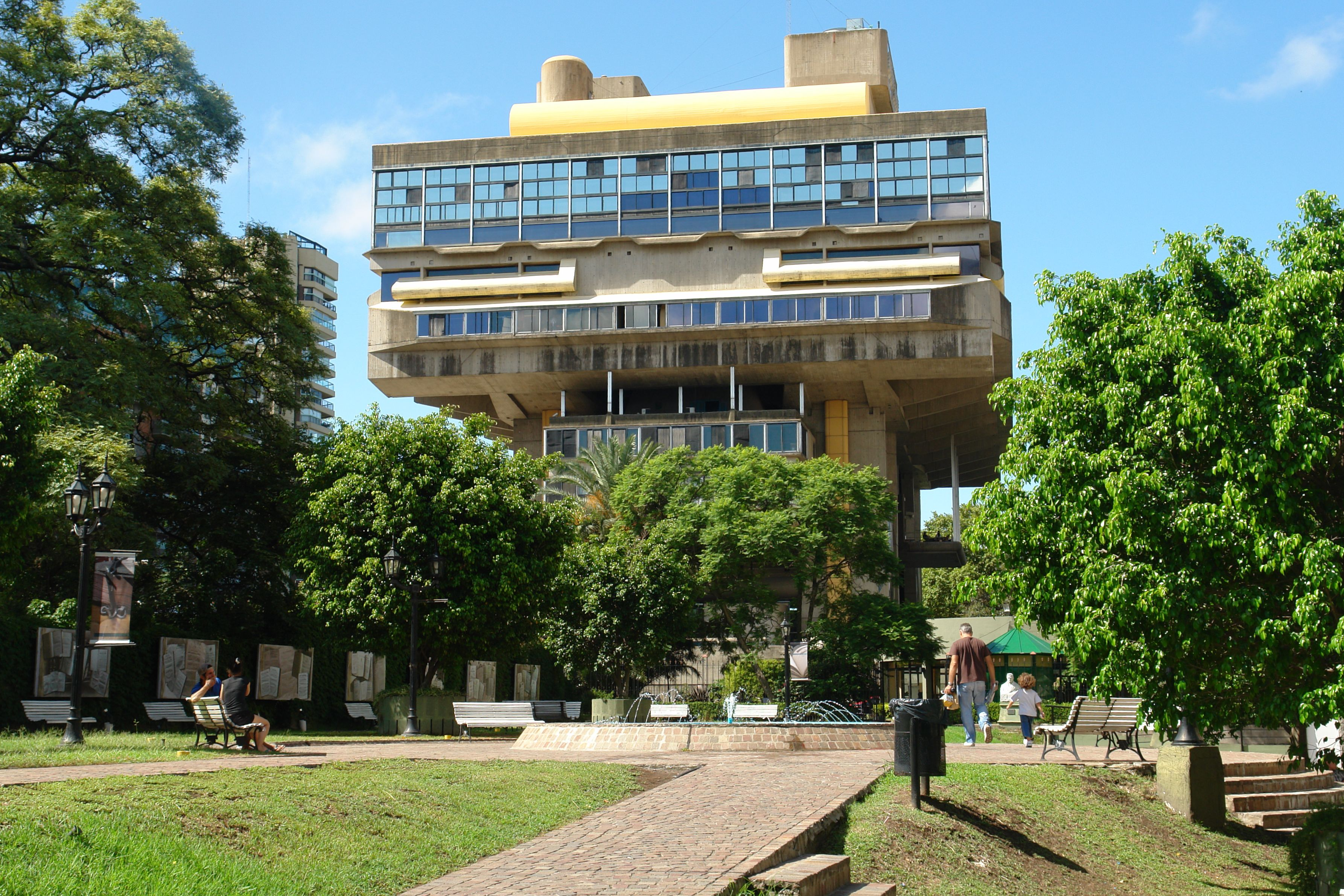
Die argentinische Nationalbibliothek

Die 1963 gegründete Junta de Bibliotecas Universitarias Argentinas (JUBIUA) vertritt die Interessen der staatlichen Universitätsbibliotheken gegenüber der Regierung und erarbeitet gemeinsame Zielvorgaben. Die privaten Universitätsbibliotheken verfügen nicht über eine institutionalisierte Zusammenarbeit.
Von den Schulen verfügen nur wenige über eigene Bibliotheken, die durch Buch- und Sachspenden sowie ehrenamtliche Tätigkeit der Eltern der Schüler finanziert werden. Derzeit wird ein Konzept zum Aufbau eines nationalen Schulbibliothekssystems erarbeitet.
Die Biblioteca Nacional (Nationalbibliothek der Republik Argentinien) wurde 1810 unter dem Namen Biblioteca pública de Buenos Aires gegründet. Seit 1884 ist sie die Nationalbibliothek. 1933 erhielt sie das Pflichtexemplarrecht. Ihr Buchbestand wird auf 800.000 bis 2,5 Millionen Bände geschätzt. Die Biblioteca del Congreso de la Nación (Parlamentsbibliothek) entstand 1859. Die Bibliothek ist Depotbibliothek internationaler Organisationen und besitzt schätzungsweise 1,5 Millionen Bestandseinheiten.

## Geschichte

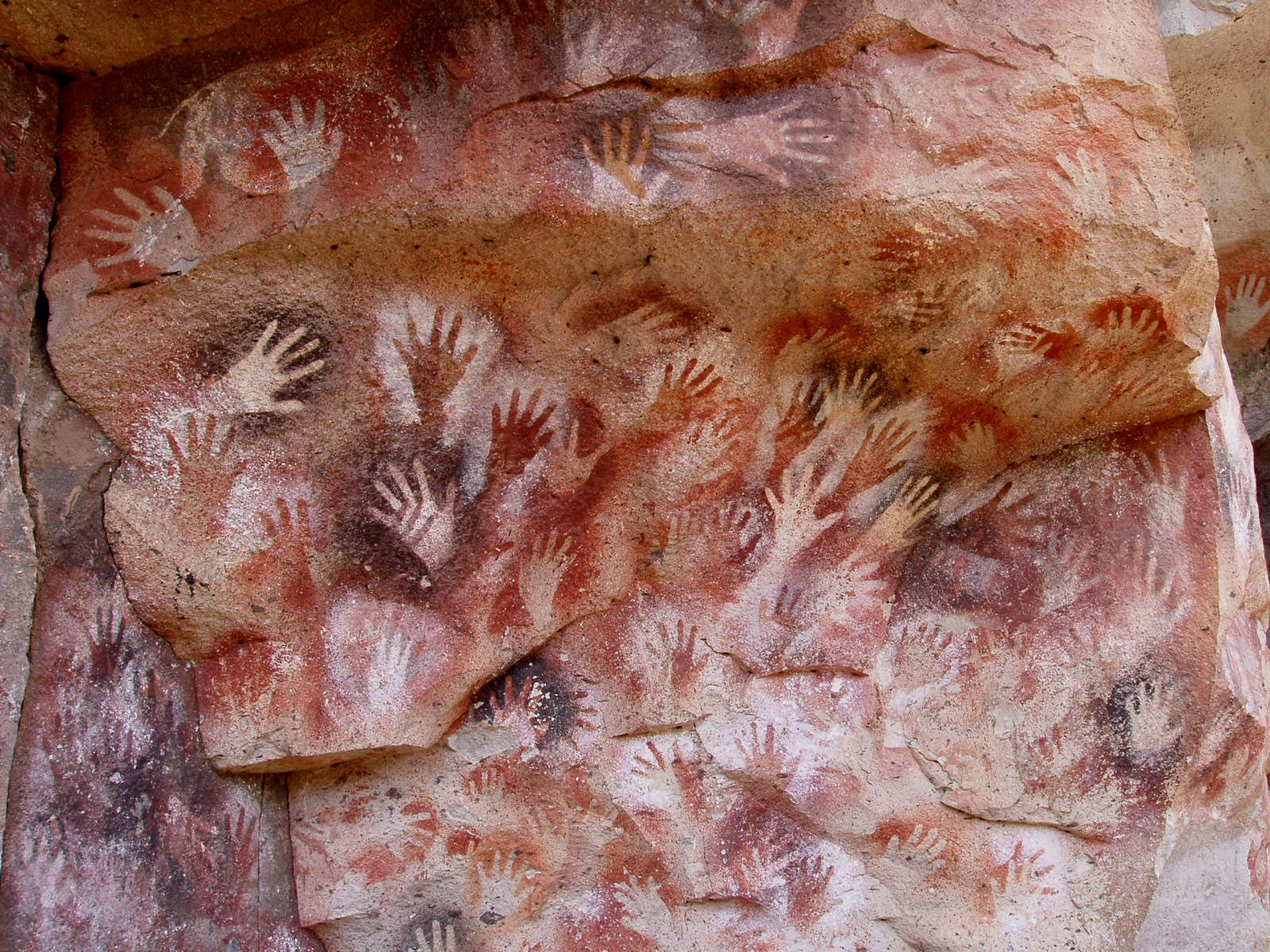
Handabdrücke in der Höhle Cueva de las Manos, Santa Cruz, 9.300 v. Chr.

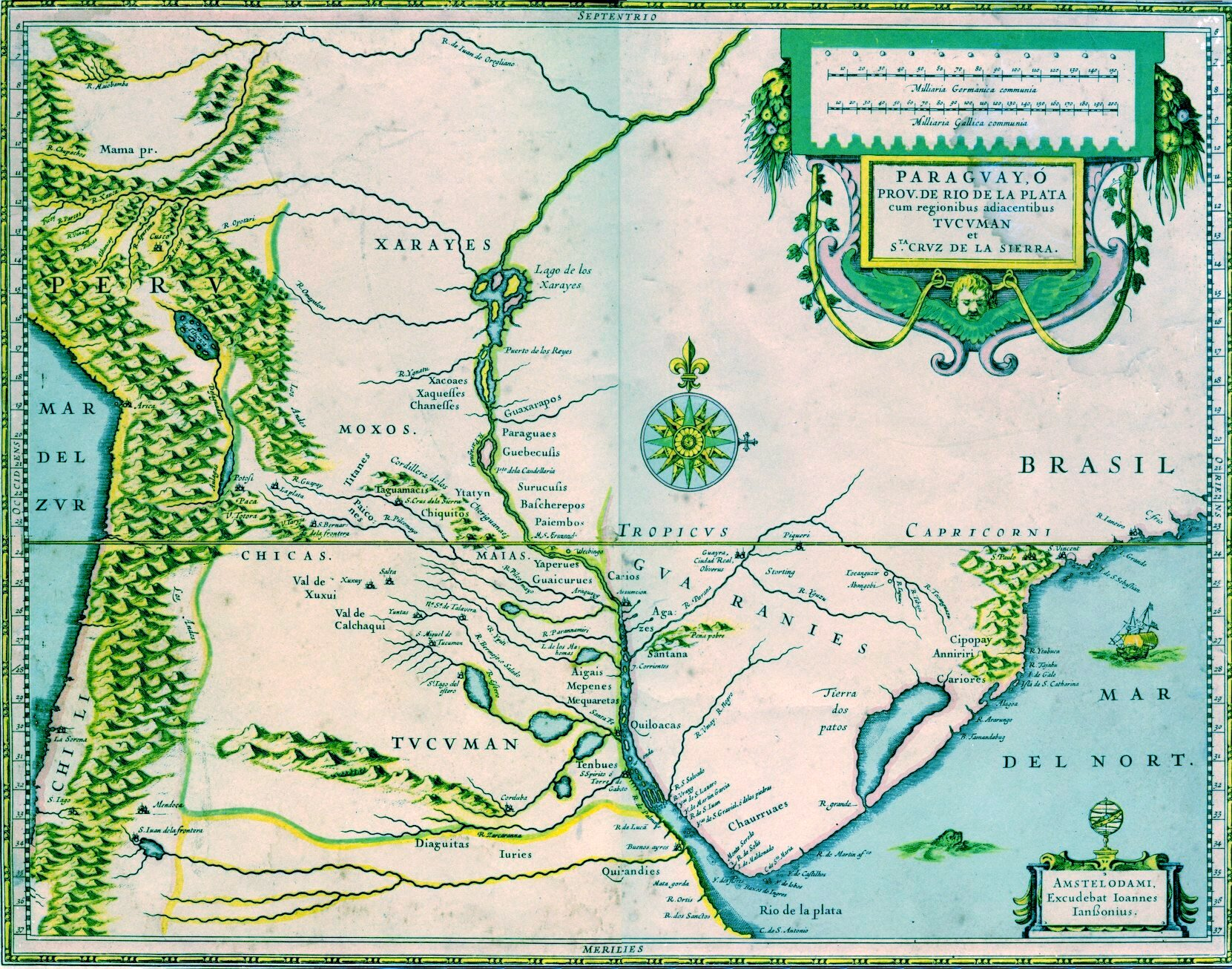
Argentinien und die heutigen Nachbarländer um 1600 als Teil des Vizekönigreichs Perú

### Präkolumbische Zeit
Die Forschung nimmt an, dass die Besiedlung des heutigen Argentinien durch den Menschen etwa 15000 v. Chr. von Nordamerika aus erfolgte.
Die im Pampa-Raum des heutigen Argentinien ansässigen Pampas-Indianer Het (Querandíes), Charrúa und andere kleine Stämme waren bis zum Eintreffen der Spanier nicht sesshaft und lebten als Jäger und Sammler oder Fischer. Die Stämme im Nordwesten des Landes hingegen (z. B. die Diaguita) praktizierten etwa ab der Zeit des frühen europäischen Mittelalters Ackerbau und Viehzucht und waren vor allem auf architektonischem Gebiet weit fortgeschritten. Im 13. und 14. Jahrhundert expandierte das Inka-Reich stark nach Süden und umfasste um 1450 weite Teile des Nordwestens Argentiniens bis in den Norden der heutigen Provinz Mendoza.

### Kolonialzeit
Die Europäer erreichten die Region erstmals mit der Reise Amerigo Vespuccis 1502. Das heutige Argentinien wurde im 16. Jahrhundert von den Spaniern aus zwei Richtungen kolonisiert. Vom Mündungstrichter des Río Paraná am Atlantik her wurden spanische Niederlassungen am Stromsystem des Río de la Plata („Silberfluss“) gegründet, darunter 1536 zuerst Buenos Aires. Dort konnten sich die Spanier allerdings erst im Jahre 1580 auf Dauer etablieren, nachdem der erste Gründungsversuch am Widerstand der indigenen Pampas-Bewohner gescheitert war. Nachdem die La-Plata-Kolonie zunächst vom 1537 gegründeten Asunción aus verwaltet wurde, kam es nach dem Aufstieg des wiedergegründeten Buenos Aires zum bedeutendsten Wirtschaftsstandort der Kolonie im Verlauf des 17. Jahrhunderts zur zunehmenden institutionellen Trennung des südlichen Teils des Silberlandes vom nördlichen Teil, dem heutigen Paraguay. Die nordwestlichen Teile des heutigen Argentiniens (vor allem im Gran Chaco) nahmen die Spanier hingegen von Peru aus in den 1540er Jahren in Besitz.
Die weiter südlich von Buenos Aires im Südkegel gelegenen Gebiete des heutigen Argentiniens (Patagonien) blieben in der Kolonialzeit faktisch außerhalb des spanischen Herrschaftsbereichs. Sie wurden etwa 300 Jahre lang von indianischen Reitervölkern beherrscht (Puelche), die in einem spannungsreichen kulturellen Austausch mit den Kolonisten standen. In mehreren Feldzügen eroberten schließlich die Kolonisten bzw. ihre Nachfahren im 19. Jahrhundert die Gebiete unter großen Verlusten seitens der indigenen Bevölkerung. Gleichzeitig konnten sich Mapuche-Völker aus Westpatagonien bis über die Mitte des 19. Jahrhunderts hinaus einen hohen Grad an Unabhängigkeit bewahren.
Administrativ war das heutige Argentinien zunächst Teil des Vizekönigreichs Peru, das mit Ausnahme Venezuelas und der portugiesischen Einflusssphäre ganz Südamerika umfasste. Im Jahre 1776 wurde das Vizekönigreich des Río de la Plata mit der Hauptstadt Buenos Aires abgespalten, das neben Argentinien auch das heutige Paraguay, Uruguay und Teile des heutigen Boliviens umfasste.
Der latinisierte Name Argentinien („Silberland“) für die Kolonie taucht erstmals im Titel des 1602 in Portugal gedruckten historischen Langgedichts La Argentina von Martín del Barco Centenera auf, in dem der ehemalige Konquistador und Diakon die Eroberung der La-Plata-Kolonie schildert und dabei den Stil von La Araucana, des erfolgreichen Versromans von Alonso de Ercilla y Zúñiga über den Eroberungskrieg in Chile, nachzuahmen versuchte.

### Bildung eines Nationalstaats
Die unter dem Eindruck der Französischen Revolution und der Koalitionskriege in Europa am 25. Mai 1810 in Buenos Aires erklärte Unabhängigkeit hatte als Mai-Revolution zunächst nur lokale Wirkung, führte aber zu einem landesweiten Befreiungskrieg gegen die Spanier. Die Unabhängigkeit erlangte das Land schließlich am 9. Juli 1816 in San Miguel de Tucumán. Wie zuvor Paraguay im Jahre 1811 spalteten sich dann auch 1825 Bolivien und 1828 Uruguay von den damaligen Vereinigten Provinzen des Río de la Plata ab.

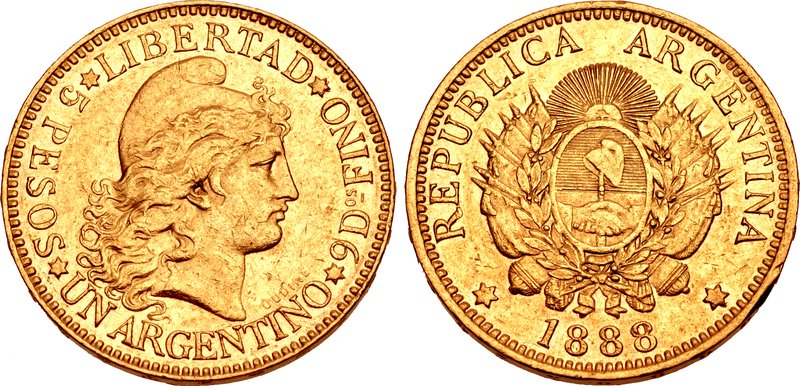
Argentino von 1888 (Gold; Durchmesser 22 mm; 8,06 g)

Zwischen 1816 und 1880 war die Entwicklung Argentiniens von Diktaturen (unter dem Bonarenser Gouverneur Juan Manuel de Rosas) und Bürgerkriegen geprägt. Die Provinzen waren zunächst weitgehend autonom, nur 1826–1827 konnte das Land kurzzeitig geeint werden. 1853 wurde zunächst ohne die abtrünnige Provinz Buenos Aires die heutige Argentinische Republik gegründet und eine föderalistische Verfassung in deren erster Hauptstadt Paraná verabschiedet. In den Jahren 1861 und 1862 schloss sich die Provinz Buenos Aires nach einer militärischen Auseinandersetzung wieder an, es wurden landesweite Wahlen ausgerufen, und erster gesamtargentinischer Präsident wurde Bartolomé Mitre. In dessen Regierungszeit fiel der Tripel-Allianz-Krieg 1864 bis 1870, in dem sich Argentinien gemeinsam mit Brasilien und Uruguay gegen expansive Tendenzen Paraguays durchsetzte, das sich zu dieser Zeit zu einer der stärksten Militärmächte Südamerikas entwickelt hatte. Argentinien gewann durch diesen Krieg das Gebiet der heutigen Bundesstaaten Misiones, Formosa und Chaco hinzu.

### Einwanderung und Wirtschaftsboom

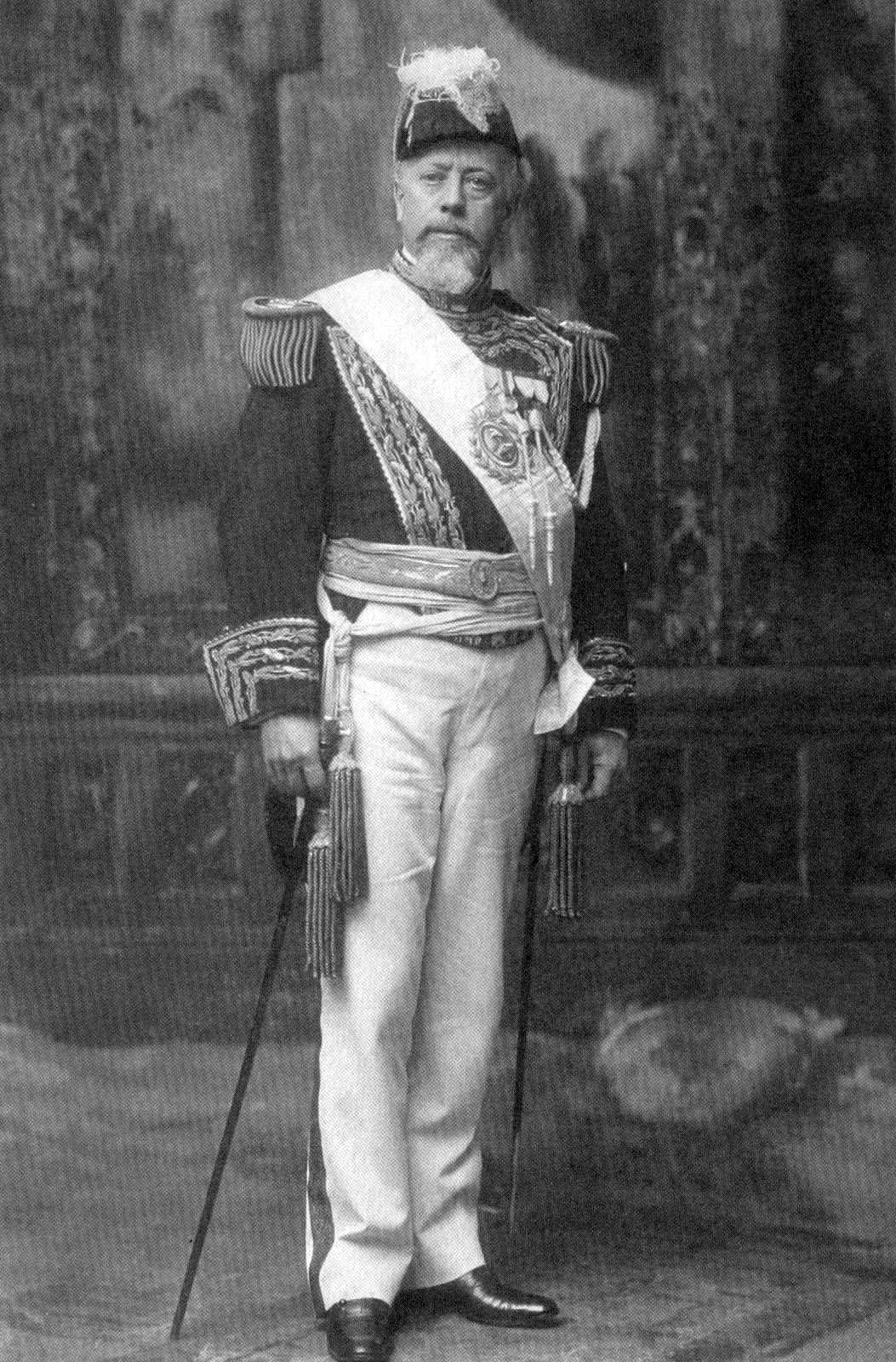
Julio Argentino Roca

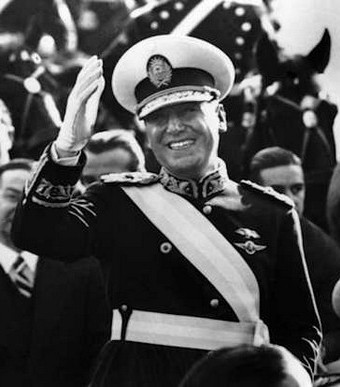
Juan Domingo Perón

Die Jahre von 1880 bis 1912 waren durch die zahlreiche Einwanderung vor allem von Italienern und Spaniern gekennzeichnet, die sich in den Städten und in sogenannten „Kolonien“ auf dem Land ansiedelten. Politisch ist diese Zeit als Scheindemokratie zu bezeichnen, denn die Regierung Julio Argentino Roca und die folgenden Regierungen waren oligarchisch ausgerichtet, mit großem Einfluss der Großgrundbesitzer. Dem Gros der Bevölkerung wurden durch ein ausgeklügeltes Wahlbetrugssystem durch die Regierungspartei Partido Autonomista Nacional, die von 1874 bis 1916 ununterbrochen regierte, die politischen Rechte vorenthalten; auch die Einwanderer hatten kein Stimmrecht.
Ab 1893 verschärften sich die Grenzprobleme mit Chile, nachdem Bolivien einen Teil der Puna de Atacama an Argentinien abgetreten hatte. Diese war seit dem Salpeterkrieg von Chile besetzt. Zwischen Chile und Argentinien kam es zu einem Wettrüsten. Erst der britische König Edward VII. konnte 1902 den Grenzstreit schlichten. Patagonien und Feuerland wurden neu aufgeteilt, dabei fielen 54.000 km² an Chile und 40.000 km² an Argentinien.
1912 wurde vom Präsidenten und Leiter des liberalen Flügels der PAN, Roque Sáenz Peña, das allgemeine Wahlrecht für Männer eingeführt. In der Folge kam 1916 die aus der bürgerlichen Protestbewegung hervorgegangene Unión Cívica Radical an die Regierung. Es folgte die wechselhafte sogenannte Etapa Radical von 1916 bis 1930. Die Unión Cívica Radical regierte bis 1930, als ein Militärputsch wieder ein konservatives System einführte. Vor allem die 1930er Jahre werden heute als Década infame, als berüchtigtes Jahrzehnt bezeichnet, in dem die Demokratie nur auf dem Papier existierte und Wahlbetrug an der Tagesordnung war.

### Peronismus
Im Laufe der ersten Hälfte der 1940er Jahre gelang es dem jungen Offizier Juan Domingo Perón, sich geschickt an die Macht zu manövrieren. Er war zunächst unter dem Militärregime Ramírez Minister für Arbeit und wurde wegen seiner weitreichenden Zugeständnisse an die Gewerkschaften schnell zu einem Volkshelden in der Arbeiterklasse, so dass nach seinem Sturz im Juli 1945 Massendemonstrationen seine Rückkehr erzwangen. Im Jahre 1946 wurde er zum Präsidenten gewählt.
Im Zweiten Weltkrieg war Argentinien offiziell neutral. Es sympathisierte zunächst mit den Achsenmächten, unterstützte gegen Kriegsende jedoch die Alliierten. Vor und während des Krieges war Argentinien Zielland von Flüchtlingen aus Europa, darunter rund 45.000 Juden; nach dem Krieg fanden zahlreiche Nationalsozialisten und Faschisten über die sogenannte „Rattenlinie“ Unterschlupf in Argentinien ebenso wie in anderen Staaten Lateinamerikas. Unter den prominentesten nationalsozialistischen Kriegsverbrechern in Argentinien waren Adolf Eichmann, der 1960 vom Mossad entführt und in Israel zum Tode verurteilt wurde, Josef Mengele, Walther Rauff und Erich Priebke. Über sogenannte Schlüsselfirmen wurden auch hohe Vermögenswerte der Nationalsozialisten nach Argentinien verschoben.
Im März 2015 wurde die Entdeckung eines in einem Waldgebiet des Naturparks Teyu Cuare etwa 1000 Kilometer nördlich der Landeshauptstadt Buenos Aires gelegenen Gebäudes aus den 1940er Jahren bekannt. Es wurde nie benutzt. Indizien wie Baustil und gefundene Gegenstände sprechen dafür, dass es als Versteck für flüchtige Nazi-Größen gedacht war, so das Zentrum für Stadtarchäologie (CAU). „Die nationale Kommission zur Aufklärung von Nazi-Aktivitäten (CEANA) schätzt, dass sich mindestens 180 Kriegsverbrecher in das südamerikanische Land abgesetzt haben.“
Unter Perón, der mit faschistischem Gedankengut sympathisierte, verfolgte Argentinien das Ziel, durch Zugeständnisse an die Arbeiter den Kommunismus abzuwehren. In seiner ersten Regierungszeit wurde die Industrialisierung des Landes, die nach der Weltwirtschaftskrise um 1930 begonnen hatte, vertieft und eine Importsubstitutionspolitik durchgesetzt. Die forcierte Industrialisierung und die aktive Sozialpolitik führten zu einem nie gekannten und bis heute nicht wieder erreichten Wohlstandsniveau für die Massen, die deshalb das zunehmend autoritär werdende Regime unterstützten, jedoch auch zu steigender Inflation und Staatsverschuldung. In der zweiten Amtszeit Peróns kam es zu wirtschaftlichen Schwierigkeiten und Konflikten mit der mächtigen katholischen Kirche.
1955 wurde er bei einem Putsch abgesetzt und floh ins Exil nach Spanien.

### Instabilität und Diktaturen
Argentinien verzeichnete in der Folgezeit wirtschaftliche Höhen und Tiefen im Wechsel. Bis 1983 gab es eine Epoche der Instabilität, in der abwechselnd zivile und Militär-Regierungen das Land in der Hand hatten. Die demokratisch gewählten Regierungen Frondizis (1958–1962) und Illias (1963–1966) wurden von den antiperonistischen Militärs vorzeitig aus dem Amt geputscht. Von 1966 bis 1973 gab es unter Onganía und seinen Nachfolgern eine längere rechtskonservative Militärdiktatur, die jedoch nach Protesten der Bevölkerung 1973 schließlich aufgegeben wurde. Das Land fand kurzzeitig zur Demokratie zurück, der nach wie vor populäre Perón durfte wieder einreisen und konnte bald erneut die Macht erlangen.

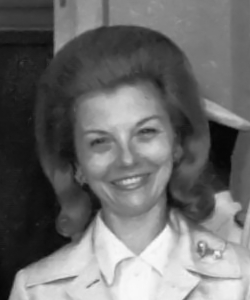
Isabel Perón (1974)

Die zweite Amtszeit Peróns von Oktober 1973 bis zu seinem Tod am 1. Juli 1974 brachte nur eine geringfügige Beruhigung in die politischen und wirtschaftlichen Verhältnisse Argentiniens. Nach seinem Tod wurde seine dritte Ehefrau, Isabel Perón (genannt „Isabelita“), die er zur Vizepräsidentin gemacht hatte, auf Betreiben der peronistischen Partei als Präsidentin eingesetzt. Diese, eine ehemalige Nachtclubtänzerin, war mit diesem Amt völlig überfordert und diente lediglich als Marionette von rechten Peronisten wie José López Rega, der mit der Alianza Anticomunista Argentina schon unter Perón eine paramilitärische Gruppe eingesetzt hatte, die Regimegegner folterte und ermordete. Zudem nahmen wirtschaftliche Probleme zu, die Inflation stieg steil an. Mehrere Guerillagruppen (Guerilleros) wie die Montoneros waren in diesem Kontext aktiv und es kam zu verschiedenen Entführungen. Die Entführung des für Mercedes-Benz den Standort Argentinien betreuenden Produktionsleiters Heinrich Metz im Oktober 1975 (er kam später für ein Lösegeld in Höhe von mehreren Millionen US-Dollar wieder frei) löste eine Fluchtwelle unter den für deutsche Unternehmen in Argentinien tätigen Immigranten aus.
Im Jahr 1976 kam es erneut zu einem Militärputsch und es installierte sich unter der Führung von Jorge Rafael Videla eine Militärdiktatur, geleitet von einer Junta aus drei Mitgliedern, die mit einem offenen Staatsterror regierten. Die Zeit zwischen 1976 und 1978 wird daher auch als „Schmutziger Krieg“ bezeichnet. Unter den geschätzt 30.000 Desaparecidos („Verschwundenen“) befanden sich auch zahlreiche Studenten, deren Mütter sich zusammenschlossen, um auf dem Platz vor dem Regierungsgebäude (Plaza de Mayo) ungeachtet ihrer Selbstgefährdung zu demonstrieren, und damit in die Geschichte eingingen. Ziel der Madres de Plaza de Mayo („Mütter der Plaza de Mayo“), war und ist es, Kenntnis über den Verbleib ihrer Kinder zu erhalten. Die 1977 gegründete Organisation Abuelas de Plaza de Mayo („Großmütter der Plaza de Mayo“) hat es sich zum Ziel gesetzt, die in der Gefangenschaft geborenen und illegal zur Adoption freigegebenen Kinder der Verschwundenen in ihre Familie zurückzuführen.
Nachdem man ihre Eltern getötet hatte, wurden die Waisen als Kriegsbeute von Menschen aufgezogen, die der Diktatur nahestanden. Nur etwa 100 dieser Kinder haben bis heute von ihrer wahren Identität erfahren. Von 400 weiteren fehlt trotz aller Bemühungen von Verwandten und den Suchenden bislang jede Spur. In späteren Gerichtsverfahren gegen verantwortliche Militärs, die nur mit Mühe durchgesetzt werden konnten, wurde bekannt, dass sich die militärischen Machthaber zahlreicher Menschen auf grausame Weise entledigt hatten: Die Opfer wurden vor sogenannten Todesflügen betäubt und dann über dem Río de la Plata oder dem offenen Meer aus dem Flugzeug geworfen. Zu den Todesopfern der Diktatur gehörte 1977 auch die Deutsche Elisabeth Käsemann, der 2014 erstmals ausgestrahlte Dokumentarfilm Das Mädchen – Was geschah mit Elisabeth K.? enthält Stellungnahmen Hinterbliebener und politisch Verantwortlicher.

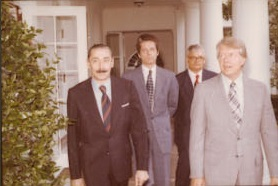
Jorge Rafael Videla und Jimmy Carter im September 1977

Um Souveränitätstreitigkeiten (siehe Beagle-Konflikt) über die Inseln an der südlichen Spitze Amerikas zu beenden, beauftragten Argentinien und Chile 1971 ein internationales Tribunal damit, über eine bindende Interpretation des Grenzvertrags von 1881 zu entscheiden. Das Schiedsgericht im Beagle-Konflikt entschied 1977, dass alle Inseln südlich der Isla Grande de Tierra del Fuego zu Chile gehören. 1978 erklärte Argentinien die Entscheidung für nichtig und bereitete die militärische Einnahme der Inseln (siehe Operation Soberanía) vor, nur durch die Vermittlung von Papst Johannes Paul II konnte dies verhindert werden. Erst 1984, im Rahmen der Demokratisierung, erkannte Argentinien – nach Austausch von Navigationsrechten und einer Verschiebung der maritimen Grenze nach Westen – im Freundschafts- und Friedensvertrag von 1984 zwischen Chile und Argentinien das Urteil endgültig an.
Im April 1982 begann Argentinien unter dem neuen Junta-Chef Leopoldo Galtieri den Falklandkrieg gegen Großbritannien. Es ging um die Argentinien vorgelagerten Falklandinseln (in Argentinien als „Islas Malvinas“ bezeichnet), die nach argentinischer Rechtsauffassung zum eigenen Staatsgebiet gehören, jedoch ebenso von Großbritannien als eigenes Hoheitsgebiet betrachtet werden und seit 1833 unter dessen Verwaltung stehen. Die Invasion argentinischer Soldaten wurde von den Streitkräften des Vereinigten Königreichs mit Luftangriffen, einem Seekrieg und einer Landeoperation erfolgreich revidiert. Die argentinischen Truppen kapitulierten am 14. Juni 1982.

### Das demokratische Argentinien ab 1983

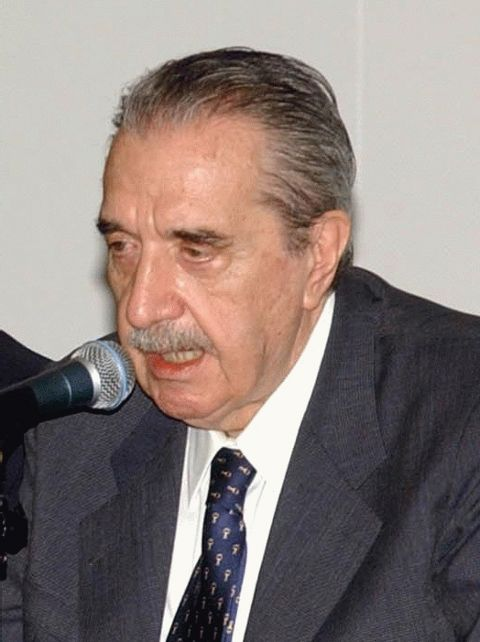
Raúl Alfonsín, erster demokratisch gewählter Präsident nach der Militärdiktatur

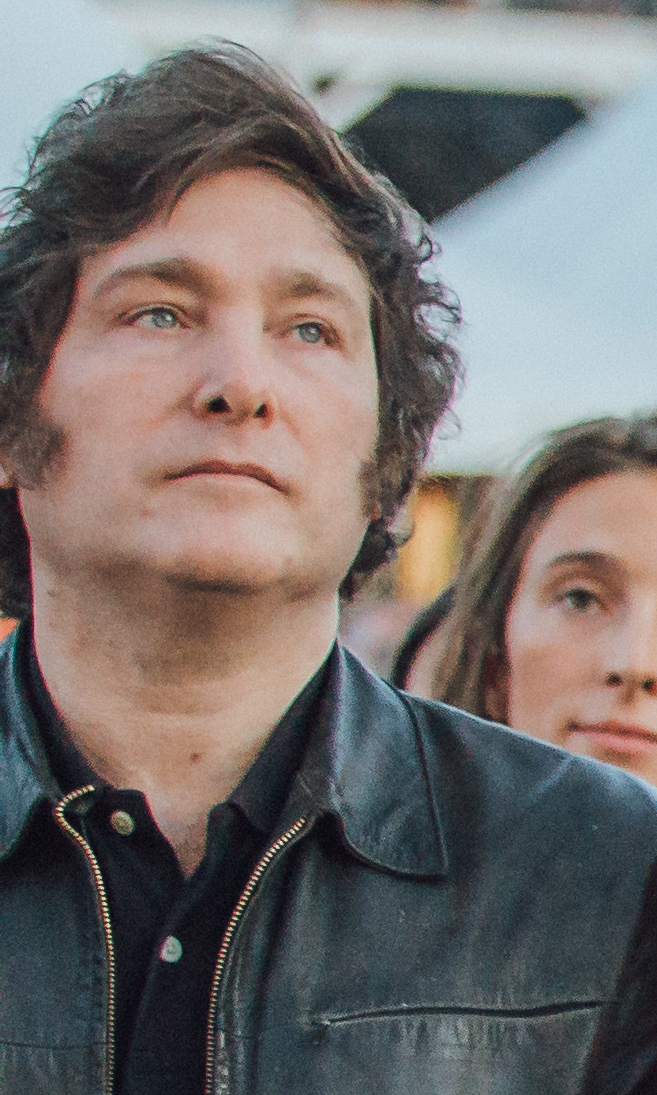
Javier Milei, seit 10. Dezember 2023 Präsident Argentiniens

Im Jahre 1983 kehrte das Land zur Demokratie zurück. Der erste Präsident dieser Epoche war Raúl Alfonsín (Unión Cívica Radical), der jedoch 1989 infolge einer schweren Wirtschaftskrise vorzeitig zurücktrat. Die Peronistische Partei kam mit Carlos Menem wieder an die Macht. Die neoliberale Wirtschaftspolitik Menems und die 1:1-Bindung des Argentinischen Peso an den US-Dollar war während seiner ersten Amtszeit äußerst erfolgreich und konnte das Land stabilisieren. Während seiner zweiten Amtszeit machten sich aber immer mehr die negativen Seiten dieser Wirtschaftspolitik bemerkbar.
Zwischen 1998 und 2002 fiel daher das Land erneut in eine schwere Wirtschaftskrise, in der die Wirtschaftskraft um 20 % zurückging. 1999 wurde die Regierung Menem durch eine Mitte-links-Koalition mit dem Präsidenten Fernando de la Rúa abgelöst. De la Rúa konnte aber die verfahrene wirtschaftliche Situation, die sein Vorgänger hinterließ, nicht schnell und nachhaltig verbessern. Das zögerliche Handeln des Präsidenten, Streitereien innerhalb der Koalition und eine starke außerparlamentarische Opposition durch die Gewerkschaften, die traditionell den Peronisten nahestehen, schwächten de la Rúa zunehmend. Dies gipfelte Ende 2001 nach starken Unruhen und Plünderungen im Rücktritt von Präsident Fernando de la Rúa.
In der Folge gab es mehrere peronistische Interimspräsidenten, bis Eduardo Duhalde mit der Verwaltung der Krise beauftragt wurde. Dieser löste die Dollarparität wieder auf. Im Mai 2003 wurde nach einer sehr chaotisch verlaufenden Präsidentschaftswahl Néstor Kirchner zum neuen Staatsoberhaupt gewählt, der dem sozialdemokratischen Flügel der Peronistischen Partei angehört. Trotz seines niedrigen Wahlergebnisses war Kirchner in seiner Amtszeit bei der Bevölkerung sehr beliebt, weil er die Krise erfolgreich überwinden und daher die Gesamtsituation des Landes verbessern konnte. Die Wirtschaft bekam einen starken Wachstumsschub: 2003 verbuchte Argentinien ein Wachstum des Bruttoinlandsproduktes in Höhe von +8,7 % gegenüber −10,9 % im Jahr 2002. Kirchner war jedoch auch Kritik ausgesetzt, insbesondere wegen seines autokratischen Führungsstils und zum Teil auch wegen seiner als Populismus gedeuteten Zusammenarbeit mit der Piquetero-Protestbewegung.
Bei den Wahlen zum argentinischen Senat und zur argentinischen Abgeordnetenkammer im Oktober 2005 gingen die Anhänger Néstor Kirchners mit etwa 40 % der Stimmen als Sieger hervor. Bei der Wahl um Senatorenposten der Provinz Buenos Aires gewann seine Frau Cristina Fernández de Kirchner gegen die Ehefrau des ehemaligen Präsidenten Eduardo Duhalde Hilda González de Duhalde, die ebenfalls der Peronistischen Partei angehört. Der Präsident wurde somit gestärkt und konnte sich in beiden Kammern auf eine breite Mehrheit auch innerhalb seiner eigenen Partei stützen.
Die Präsidentschafts- und Parlamentswahl am 28. Oktober 2007 konnten die regierenden Peronisten, insbesondere die Wahlplattform Kirchners, Frente para la Victoria, mit einem überwältigenden Sieg gewinnen. Cristina Fernández de Kirchner konnte sich schon im ersten Wahlgang mit 45,3 % der Stimmen durchsetzen und damit eine Stichwahl vermeiden. Sie trat das Präsidentenamt am 10. Dezember 2007 an. Auch im Parlament wurde der Kirchnerismo leicht gestärkt.
In der Folge war die Peronistische Partei von Flügelkämpfen betroffen. Mehrmals wurde sogar erwogen, die Partei auch offiziell zu spalten. Nachdem Kirchner aber 2008 den Parteivorsitz übernommen hatte, stabilisierte sich die Situation innerhalb der Regierungspartei wieder.
Bei den Parlamentswahlen am 28. Juni 2009 verlor die Frente para la Victoria (FPV) allerdings. Daraufhin gab Néstor Kirchner den Parteivorsitz der Peronistischen Partei an den Gouverneur der Provinz Buenos Aires, Daniel Scioli, ab. Im Oktober 2010 erlag er einem Herzinfarkt.
2015 kam es zu einem Machtwechsel: Bei der Präsidentschaftswahl setzte sich in der ersten Stichwahl der argentinischen Geschichte Mauricio Macri, Parteivorsitzender der konservativen Partei Propuesta Republicana und seit 2007 Bürgermeister von Buenos Aires, knapp gegen den von der Regierung Kirchner unterstützten Kandidaten Daniel Scioli durch. Cristina Kirchner konnte laut der Verfassung Argentiniens nicht zur Wiederwahl antreten; sie war schon zwei Wahlperioden Präsidentin.
Macri beendete nach 2016 das seit 2012 existierende System der Devisenkontrolle und gab den Wechselkurs des Peso frei, schaffte Subventionen für Gas, Strom und öffentlichen Transport ab und reduzierte die Agrarsteuern auf Exporte.
Nach wirtschaftlicher Rezession und starken Protesten der Bevölkerung im Jahr 2019 musste sich Macri bei den Präsidentschaftswahlen der Wahlformel Alberto Fernández / Cristina Fernández (Frente de Todos) geschlagen geben.
Im Umfeld einer weiterhin sehr hohen Inflation von etwa 140 Prozent und einer anhaltenden wirtschaftlichen Schwäche (fast die Hälfte der Argentinier lebten laut einem Bericht der Tagesschau vom Dezember 2023 unterhalb der Armutsgrenze), gewann die Präsidentschaftswahl in Argentinien 2023 der ultraliberale und rechtspopulistische Anarchokapitalist Javier Milei. Er betrachtet den Staat als Feind des Individuums und die staatliche Vetternwirtschaft und Regulierungssucht als Hauptgrund für den wirtschaftlichen und sozialen Abstieg des Landes. Er vertritt die libertären Thesen, dass die Bürger das Recht haben, Waffen zu tragen oder etwa Drogen einzunehmen.
Im Januar 2024 kam es im Land zu einem Generalstreik, an dem laut Gewerkschaften mehr als eine Million Menschen ihre Arbeit niederlegten. Daraufhin zog Milei geplante Gesetzesänderungen zur Umsetzung seiner Wahlversprechen vorläufig zurück, darunter den Staatsapparat zu verkleinern, Regulierungen abzubauen, Subventionen und Sozialleistungen zu kürzen sowie Staatsbetriebe zu privatisieren.

## Politik

### Politisches System
Nach der Verfassung von 1994 ist Argentinien eine föderalistische, republikanische Präsidialdemokratie.
Im September 1947 wurde nach persönlichem Einsatz von Eva Perón für dieses Vorhaben das aktive und passive Frauenwahlrecht vom Parlament beschlossen. In einigen Provinzen hatten Frauen das aktive und passive Wahlrecht schon früher erhalten.

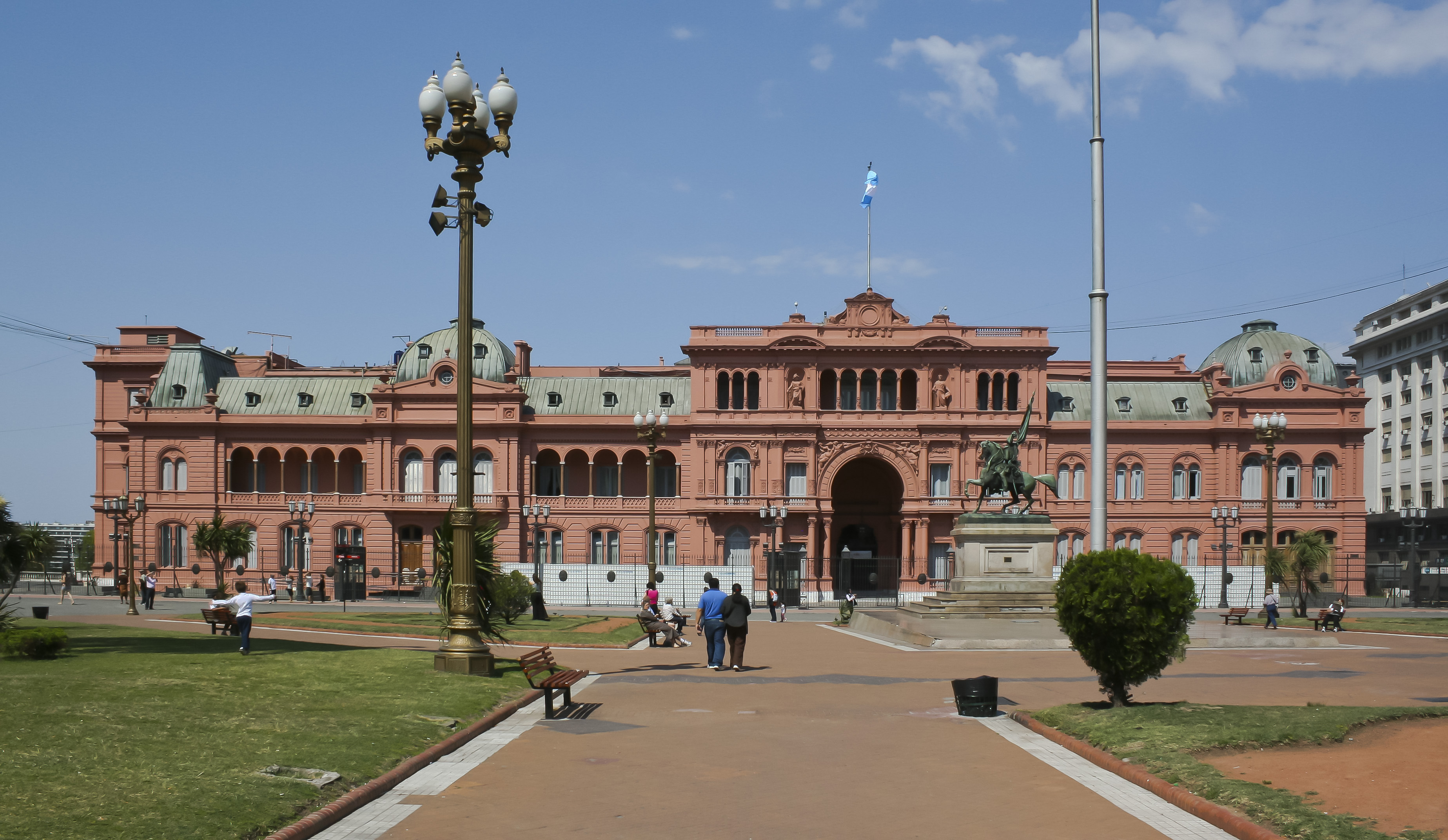
Der Präsidentenpalast, die Casa Rosada, auf der Plaza de Mayo in Buenos Aires

Der Präsident der Nation („Presidente de la Nación Argentina“, „Poder Ejecutivo Nacional“) ist Staatsoberhaupt und Regierungschef in Person und hat eine starke Stellung, unter anderem die Möglichkeit per Dekret zu regieren. Er wird gemeinsam mit dem Vizepräsidenten, der ihn bei Abwesenheit vertritt, alle vier Jahre (bis 1995: alle sechs Jahre) in zwei Wahlgängen direkt gewählt. Um in der ersten Runde zu gewinnen, muss der siegreiche Kandidat 45 oder mehr Prozent der gültigen Stimmen erreichen oder bei einem Wert zwischen 40 und 45 Prozent zehn Prozentpunkte Vorsprung vor dem Zweitplatzierten aufweisen. In allen anderen Fällen gibt es eine Stichwahl. Verzichtet einer der beiden erfolgreichsten Kandidaten in der ersten Runde auf die Teilnahme in der Stichwahl (zuletzt 2003), gilt der andere Kandidat als Sieger, der Drittplatzierte rückt also in diesem Fall nicht nach. Eine Präsidentschaft ist höchstens während zwei aufeinander folgenden Perioden möglich, eine erneute Kandidatur ist aber nach einer Pause von vier Jahren wieder erlaubt. Der Präsident muss unter anderem argentinischer Staatsbürger sein und musste bis zur Verfassungsreform 1994 dem römisch-katholischen Glauben angehören.
Die Legislative (Überbegriff: Congreso, Kongress, bestehend aus Abgeordnetenkammer und Senat) wird meist in allen Provinzen zu anderen Zeitpunkten gewählt.
Die Anzahl der Abgeordneten der Abgeordnetenkammer wird per Verhältniswahlrecht ermittelt und ist nach einem bestimmten Schlüssel auf die Provinzen verteilt, sie beläuft sich auf etwa einen Abgeordneten pro 152.000 Einwohner. Die Abgeordneten werden für vier Jahre gewählt, allerdings jeweils die Hälfte der Abgeordneten alle zwei Jahre. Die Anzahl der Senatoren beträgt drei je Provinz und drei für die autonome Stadt Buenos Aires. Der Senat wird im Gegensatz zur Abgeordnetenkammer nach einem Sonderfall des Mehrheitswahlrechts gewählt; zwei Senatorensitze erhält die Partei mit den meisten Stimmen, einen Sitz die Partei mit den zweitmeisten Stimmen. Die Senatoren werden für einen Zeitraum von sechs Jahren gewählt, alle zwei Jahre wird ein Drittel der Senatoren gewählt.
Seit der Wirtschaftskrise ist die Debatte um eine politische Reform aufgekommen, da das heutige System vor allem für die Wähler sehr undurchsichtig ist und sowohl Personenkult als auch Korruption begünstigt.
So werden beispielsweise die Wahlen zum Senat und dem Repräsentantenhaus meist gemeinsam mit Bürgermeisterwahlen durchgeführt, was aufgrund der sogenannten Listas Sábanas zu Verzerrungen führt. Das liegt an der Tatsache, dass in Argentinien keine Kreuze auf Stimmzettel gemacht werden, sondern jede Partei ihren eigenen Stimmzettel (Lista Sábana) hat und man seine Stimme durch die richtige Auswahl des Stimmzettels abgibt. Man kann aber bei vielen gleichzeitigen Wahlen die Stimmen aufteilen. In diesem Falle muss man, wenn man Kandidaten verschiedener Parteien wählen möchte, die Stimmzettel auseinanderschneiden und nur die entsprechenden Abschnitte in die Urne werfen. Von dieser Möglichkeit machen jedoch nur wenige Wähler Gebrauch, was bei Häufung von Wahlen am selben Tag zu Verzerrungen führt. Listas Sábanas (deutsch etwa „Betttuch(große)-Listen“) heißen die Stimmzettel, weil sie oft sehr groß sind.
Die jeweiligen Mehrheitsverhältnisse in der Legislative werden ebenfalls kaum publik gemacht, was auch daran liegt, dass die Zusammensetzung sich fast jedes Jahr ändert.

### Politische Indizes
| Name des Index                     | Indexwert    | Weltweiter Rang | Interpretationshilfe | Jahr |
| ---------------------------------- | ------------ | --------------- | --- | ---- |
| Fragile States Index               | 44,2 von 120 | 142 von 179     | Stabilität des Landes: stabiler 0 = sehr nachhaltig / 120 = sehr alarmierend Rang: 1 = fragilstes Land / 179 = stabilstes Land | 2024 |
| Demokratieindex                    | 6,51 von 10  | 54 von 167      | Unvollständige Demokratie 0 = autoritäres Regime / 10 = vollständige Demokratie                                                | 2024 |
| Freedom in the World Index         | 85 von 100   | —               | Freiheitsstatus: frei 0 = unfrei / 100 = frei                                                                                  | 2024 |
| Rangliste der Pressefreiheit       | 56,1 von 100 | 87 von 180      | Erkennbare Probleme für die Pressefreiheit 100 = gute Lage / 0 = sehr ernste Lage                                              | 2025 |
| Korruptionswahrnehmungsindex (CPI) | 37 von 100   | 99 von 181      | 0 = sehr korrupt / 100 = sehr sauber                                                                                           | 2024 |

### Parteien

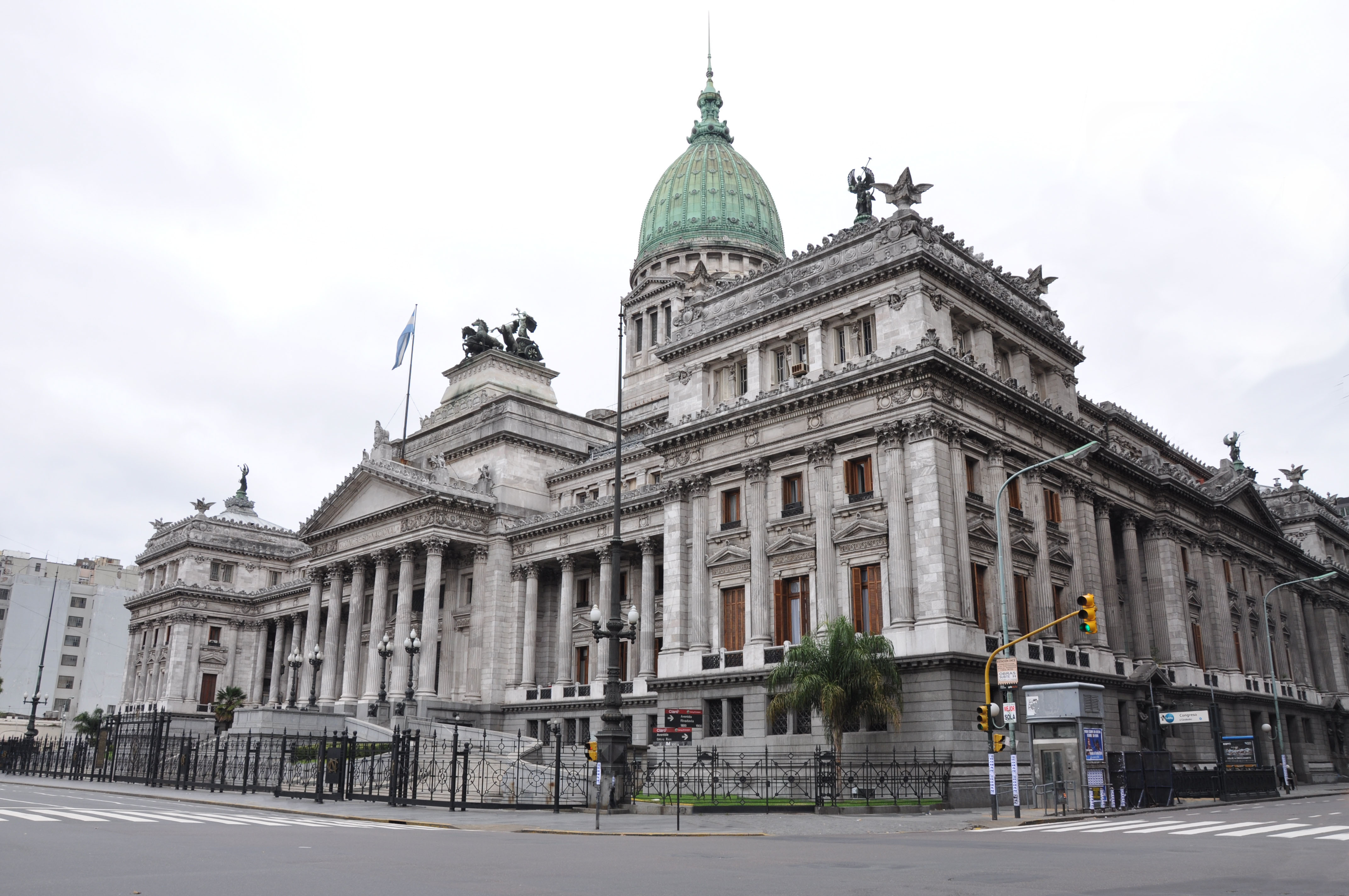
Das Kongressgebäude in Buenos Aires

Die Parteienlandschaft Argentiniens ist durch starke Zersplitterung und Unstetigkeit gekennzeichnet. Besonders die zweite Hälfte der 1990er Jahre bis zur Argentinien-Krise markierten eine deutliche Zäsur, nach ihr entstanden zahlreiche neue Gruppierungen, zum Teil aus Abspaltungen der traditionellen Parteien.
Eine der größten Parteien ist heute die aus der peronistischen Bewegung hervorgegangene PJ (Partido Justicialista, auf Deutsch meist: peronistische Partei genannt), die etwa 50 % des Wählerpotenzials auf landesweiter Ebene ballt. Dahinter folgt mit heute weitem Abstand die UCR (Unión Cívica Radical), die zwischen 1945 und 2003 faktisch ein Zweiparteiensystem mit der PJ gebildet hatte und mehrmals an der Regierung beteiligt war. Von 2015 bis 2019 stellte die Propuesta Republicana (meist als PRO bezeichnet) mit Mauricio Macri den Präsidenten. Die Propuesta Republicana wird als konservativ-liberal eingeschätzt.
Die nach der Argentinien-Krise gegründeten Parteien ARI (sozialdemokratisch), Propuesta Republicana (konservativ-liberal) sowie die älteste Linkspartei Partido Socialista sind regional von großer Bedeutung und gehen auf Landesebene vielfache Allianzen ein, die zum Teil auch Teile von PJ und UCR integrieren. Weiterhin gibt es zahlreiche mitgliederstarke Regionalparteien, die in ihren jeweiligen Provinzen dominante Stellungen einnehmen und ebenfalls wechselnd mit den landesweit aktiven Parteien koalieren. Das europäische Rechts-Links-Schema lässt sich in Argentinien daher nicht eindeutig auf bestimmte Parteien anwenden, da viele von ihnen häufig ihre Ausrichtung ändern. Einige Parteien, die in den 1990er Jahren zeitweise Erfolge verbuchen konnten, etwa die liberale Acción por la República und die sozialdemokratische Frente Grande, die zwischen 1999 und 2001 in der Koalition Frente País Solidario an der Regierung beteiligt war, sind heute nur noch von lokaler Bedeutung.
Seit Ende der 1990er Jahre finden wesentliche Debatten zwischen den Flügeln des PJ statt, die ideologisch sehr verschieden sind. Die Flügel werden meist mit dem Namen ihrer führenden Persönlichkeit bezeichnet. Der zwischen 2003 und 2015 herrschende Kirchnerismo (ausgehend von Néstor und Cristina Kirchner) ist sozialdemokratisch orientiert, während der in den 1990er Jahren dominierende Menemismo wirtschaftsliberal eingestellt war. Ein weiterer Flügel war lange Zeit der in der Provinz Buenos Aires regierende, ursprünglich mit dem Kirchnerismus alliierte Duhaldismo, wobei nach der Machtergreifung Kirchners durch Differenzen insbesondere im Verhältnis mit Carlos Menem die Allianz der beiden Blöcke zerbrach und der Duhaldismo insgesamt an Bedeutung verlor. Mit der Präsidentschaft Macris 2015 bis 2019 trat die PJ wieder etwas geeinter auf.
Bei den Parteien mit extremeren Orientierungen haben bei der Linken diverse kommunistische Parteien (Partido Comunista Revolucionario, Partido Obrero, Izquierda Unida und Movimiento Socialista de los Trabajadores) eine gewisse Bedeutung. Im Fall der Rechten trifft das nur auf die rechtskonservativ-nationalistische Partido del Campo Popular zu (aus dem MODIN hervorgegangen), die als Sammelbewegung für Nostalgiker der Militärdiktatur zwischen 1976 und 1983 gilt.

### Außenpolitik
Der argentinische Präsident Mauricio Macri hatte gleich zu Beginn seiner Amtsperiode im Dezember 2015 erklärt, gute Beziehungen zu allen Ländern anstreben zu wollen. Sichtbar setzte er dabei auf die Wiederbelebung der Beziehungen zu Europa und den USA und eine Rückführung Argentiniens auf die Weltbühne. Hierzu zählte auch die schnelle Lösung des Konflikts mit den Hedgefonds in den USA im April 2016, durch die die Rückkehr des Landes auf die internationalen Finanzmärkte erzielt wurde. Priorität genießt für die Macri-Regierung ferner das Verhältnis zu den Ländern der Region, insbesondere zu Brasilien. Die Verfolgung des auf die Falklandinseln/Malwinen erhobenen Souveränitätsanspruchs bleibt von der Verfassung vorgegebenes Ziel argentinischer Außenpolitik, soll allerdings einer Zusammenarbeit mit Großbritannien in anderen Fragen nicht im Wege stehen.
Die Beziehungen zu den Nachbarn in der Region, insbesondere zu Brasilien, Chile und Uruguay sowie Fragen der regionalen Zusammenarbeit – vor allem in Mercosur und UNASUR – gehören zu den klassischen außenpolitischen Prioritäten Argentiniens.
Argentinien ist Mitglied in der Organisation Amerikanischer Staaten (OAS) sowie in der im Dezember 2011 gegründeten Gemeinschaft der Lateinamerikanischen und Karibischen Staaten (CELAC), deren Mitglieder alle 33 amerikanischen Staaten mit Ausnahme der USA und Kanadas sind.
Argentinien steht seit 1998 auf der Liste der Major non-NATO ally und gehört damit zu den engsten diplomatischen und strategischen Partnern der USA außerhalb der NATO. Unter den sozialistischen Regierungen litten die Beziehungen mit den USA allerdings erheblich. Für das Verhältnis zu den USA hat die argentinische Regierung eine deutliche Belebung angekündigt, die USA haben die ersten wirtschafts- und außenpolitischen Schritte Argentiniens durch erste Gesten honoriert. Der ehemalige US-Präsident Obama besuchte im März 2016 Argentinien, die bilateralen Beziehungen gewannen deutlich an Dynamik.
Mit Blick auf die angestrebte Handelsdiversifizierung hat Argentinien seine Beziehungen zu China, Indien und Russland verstärkt. China ist nach Brasilien inzwischen der zweitwichtigste Handelspartner Argentiniens.
Die Beziehungen zu Deutschland sind eng und beruhen auf zahlreichen kulturellen, wirtschaftlichen und diplomatischen Verbindungen zwischen beiden Ländern. Im Land gibt es eine deutschstämmige Minderheit.
Argentinien gehört den G20 an und ist aktives Mitglied der Vereinten Nationen (Truppensteller im Rahmen der VN-Mission MINUSTAH in Haiti). Es war 2013–2015 im UN-Menschenrechtsrat und 2013/2014 als nichtständiges Mitglied im UN-Sicherheitsrat vertreten.
2023 erhielt Argentinien eine Einladung der BRICS-Staaten. Argentinien trat nicht bei.

### Militär und Verteidigung

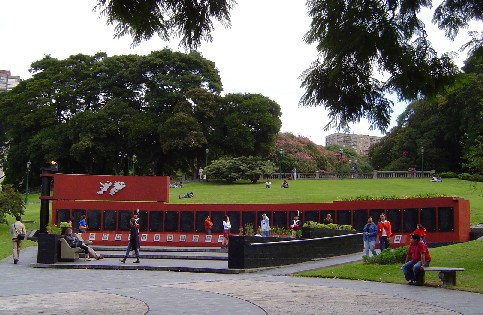
Das Denkmal für die Gefallenen des Falklandkrieges an der Plaza San Martín in Buenos Aires

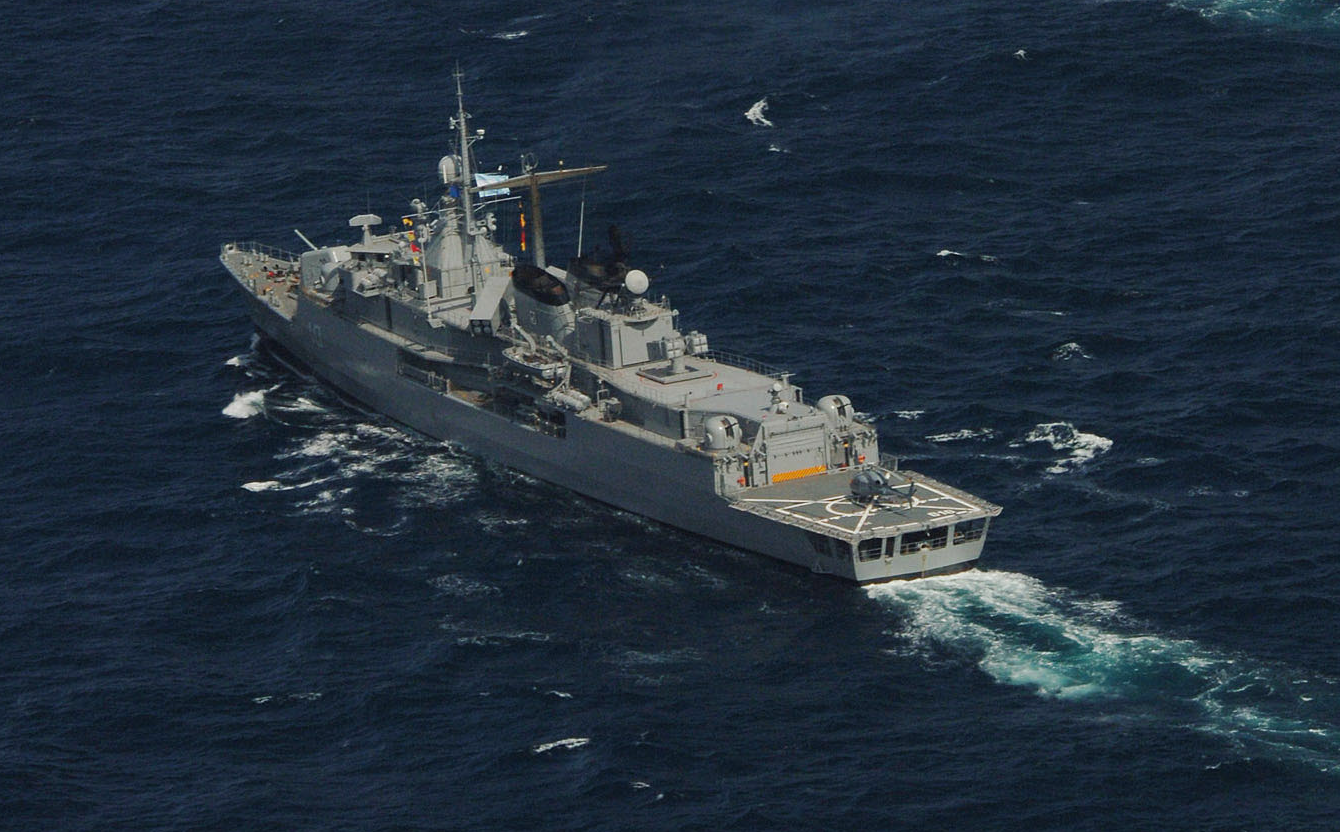
Der argentinische Zerstörer Almirante Brown (D 10) im Oktober 2005

Das argentinische Militär hat in der Geschichte des Landes immer wieder eine dominierende Rolle gespielt. Besonders in der Zeit zwischen 1955 (Putsch gegen Juan Perón) und 1973 (Rückkehr und zweite Präsidentschaft Peróns) und in der Zeit zwischen 1974 (Tod Peróns) und 1983 (Niederlage im Falklandkrieg und Redemokratisierung) war Argentinien vom Militär direkt oder indirekt geprägt.
Unter den Präsidentschaften Raúl Alfonsíns (1983–1989) und Carlos Menems (1989–1999) wurde der Versuch unternommen, den Einfluss des Militärs zu schwächen und 1994 wurde die Wehrpflicht abgeschafft. 1999 betrugen die Ausgaben für die Verteidigung nur noch 62 % der Ausgaben von 1983; im gleichen Zeitraum sind die Staatsausgaben allgemein auf 152 % der Ausgaben von 1983 angestiegen. Im Jahr 2003 wurden die Amnestiegesetze für Verbrechen der Militärdiktatur (1976–1983) abgeschafft.
Die argentinischen Streitkräfte, Fuerzas Armadas de la República Argentina, hatten 2004 eine Personalstärke (Soldaten und Verwaltung) von insgesamt etwa 102.300 Personen (Heer: 50.900 Personen (41.400 Soldaten), Marine: 26.600 Personen (17.200 Soldaten), Luftwaffe: 23.600 Personen (13.200 Soldaten), Verteidigungsministerium und Generalstab: 1.200 Personen).
Argentinien gab 2017 knapp 0,9 % seiner Wirtschaftsleistung oder 5,7 Mrd. US-Dollar für seine Streitkräfte aus.

### Menschenrechte
Frauenrechte
Im Dezember 2020 wurden Schwangerschaftsabbrüche in den ersten 14 Wochen für straffrei erklärt. Ab der 15. Woche darf nur im Falle einer Vergewaltigung und wenn das Leben der Mutter in Gefahr ist, abgetrieben werden. Gleichzeitig wies Amnesty International im Jahresreport (2020) auf zahlreiche Menschenrechtsverstöße in Argentinien hin: Die Corona-Pandemie habe die Ungleichheit zwischen den Geschlechtern verschärft: Frauen verrichteten 75 Prozent der unbezahlten Haus- und Pflegearbeit. Bis November 2020 nahm die Gewalt gegen Frauen und Mädchen um 18 Prozent gegenüber dem Vorjahr zu. Es wurden im Jahr 2020 298 Femizide verübt.
Rechte indigener Bevölkerungsgruppen
Die Landrechte indigener Gemeinschaften werden nicht anerkannt bzw. umgesetzt (Stand 2020), obwohl ihr Recht auf die angestammten Territorien in der Verfassung verankert ist. Die Gemeinschaften waren Gewalt und unzureichender Versorgung mit Essen und Trinken ausgesetzt.
Polizeigewalt
Im Amnesty-International-Bericht von 2020 moniert die Organisation „exzessive Gewaltanwendung durch Polizisten“ sowie Fälle von Verschwindenlassen, die staatlicherseits nicht ausreichend aufgeklärt werden.

## Politische Gliederung

### Provinzen
Die Provinzen (spanisch provincias, Einzahl: provincia) sind die Gliedstaaten des argentinischen Bundesstaates. Sie haben jeweils eine eigene Provinzverfassung, eine Provinzregierung unter Leitung eines direkt gewählten Gouverneurs (gobernador) und ein Parlament. Die Provinzen sind wiederum administrativ in Departamentos untergliedert. Ausnahme ist hier die Provinz Buenos Aires, die in Partidos untergliedert ist.
Es gibt 23 Provinzen und die autonome Stadt Buenos Aires.

### Regionen

Die Regionen Argentiniens

Ab Ende der 1980er-Jahre haben sich die Provinzen Argentiniens mit Ausnahme der Provinz Buenos Aires zu Regionen zusammengeschlossen, mit dem Ziel, die Wirtschafts-, Infrastruktur- und Entwicklungspolitik untereinander abzustimmen und Gegengewichte zur dominierenden Stellung des Großraums Buenos Aires zu bilden. Diese Regionen sind allerdings keine Gliedstaaten, sondern reine Interessengemeinschaften, und haben dementsprechend keinerlei offizielle politische Organe. Der Grad der Kooperation ist unterschiedlich.
1. Die Región Centro besteht aus den Provinzen Córdoba, Entre Ríos und Santa Fe und weist den höchsten Integrationsgrad auf. Die Interessengemeinschaft wurde schon 1973 als Ziel anvisiert, aber erst 1998 umgesetzt. Seit 2004 bestehen als offizielle Institutionen der Gouverneursrat (Junta de Gobernadores) und das Exekutivkomitee (Comité Ejecutivo).
2. Die Región del Nuevo Cuyo besteht aus den Provinzen Mendoza, San Juan, La Rioja und San Luis. Sie weist nur einen geringen Integrationsgrad auf und besteht seit 1988. Auch sie hat als Institutionen einen Gouverneursrat und ein Exekutivkomitee, die jedoch kaum praktische Bedeutung haben.
3. Einen Sonderfall nimmt die Región del Norte Grande Argentino ein. Diese integriert die zwei traditionellen Regionen Nordost- (Provinzen Chaco, Corrientes, Formosa und Misiones) und Nordwestargentinien (Catamarca, Jujuy, Salta, Santiago del Estero und Tucumán). Sie existiert seit 1999 und hat bereits zahlreiche Projekte verwirklicht, obwohl der Regionalvertrag noch von drei Provinzen ratifiziert werden muss.[86] Aus traditionellen Gründen ist aber die Einteilung in Nordwesten und Nordosten nach wie vor für viele Statistiken ausschlaggebend.
4. Schließlich besteht die Región Patagónica aus den Provinzen Chubut, La Pampa, Neuquén, Río Negro, Santa Cruz und Tierra del Fuego. Sie wurde 1996 gegründet und hat einen hohen Kooperationsgrad. So entsenden die Provinzparlamente Vertreter in ein gemeinsames Parlament, das Parlamento Patagónico, das schon seit 1991 besteht, als die Region offiziell noch nicht gegründet worden war.[87]

## Wirtschaft

Langfristige Entwicklung des realen Bruttoinlandsprodukts pro Kopf (1800–2018)

Argentinien ist mit einem Bruttoinlandsprodukt (BIP) von rund 646 Milliarden USD (2023) nach Brasilien die zweitgrößte Volkswirtschaft Südamerikas. Es verfügt über eine im Regionalvergleich relativ gut entwickelte Industrie; wichtigste Sektoren sind die Nahrungsmittelindustrie und die Automobilindustrie (u. a. Volkswagen und Daimler), die wesentliche Anteile der Produktion nach Brasilien exportiert.
Die verarbeitende Industrie, Immobilien/Unternehmensdienstleistungen sowie der Handel tragen jeweils rund 10 % zum BIP bei. Der Beitrag der reinen Land- und Forstwirtschaft zum BIP liegt bei knapp 5 %; allerdings wird geschätzt, dass ein Drittel der Arbeitsplätze direkt oder indirekt (zum Beispiel Transport, Verpackung) im Zusammenhang mit der Agrarindustrie stehen. Auch bei den Exporten dominiert der Anteil der Nahrungsmittel (rund 45 %) deutlich vor Auto(teile)-Exporten (um 10 %).
International wird Argentinien oft zu den Schwellenländern gezählt. Nach dem von den Vereinten Nationen erhobenen Index der menschlichen Entwicklung zählt es seit 2011 jedoch zu den sehr hoch entwickelten Staaten. Es gehört unter den unabhängigen südamerikanischen Staaten gemeinsam mit Chile und Uruguay (Südkegel) zur Spitzengruppe in Hinblick auf das Pro-Kopf-Bruttoinlandsprodukt (Kaufkraftparität). Die Einkommensungleichheit (Gini-Koeffizient) lag 2009 im weltweiten Vergleich relativ hoch, aber noch unter dem Durchschnitt der lateinamerikanischen Staaten. Im Global Competitiveness Index des WEF, der die Wettbewerbsfähigkeit eines Landes beurteilt, belegt Argentinien Platz 92 von 137 Ländern (Stand 2017–2018). Im Competitiveness-Report von 2020 wurden Argentinien im internationalen Vergleich Fortschritte bei einer progressiven Besteuerung attestiert, jedoch bestehen demnach im Vergleich weiterhin kaum Regelungen gegen Monopolstellungen von Unternehmen und Probleme bei der Infrastruktur und dem Berufsbildungssystem.
Die primäre Wertpapierbörse des Landes ist die Bolsa de Comercio de Buenos Aires in der Hauptstadt. Diese veröffentlicht u. a. den Leitindex der Volkswirtschaft – den MERVAL.
| Jahr                                    | 2010   | 2015   | 2016   | 2017   | 2018   | 2019   | 2020   | 2021   | 2022   | 2023    |
| --------------------------------------- | ------ | ------ | ------ | ------ | ------ | ------ | ------ | ------ | ------ | ------- |
| BIP in Mrd. USD (Kaufkraftparität)      | 856,9  | 1.001  | 989,6  | 1.036  | 1.090  | 1.058  | 1.012  | 1.192  | 1.344  | 1.370   |
| BIP pro Kopf in USD (Kaufkraftparität)  | 21.009 | 23.210 | 22.702 | 23.515 | 24.498 | 23.535 | 22.302 | 26.015 | 29.068 | 29.336  |
| BIP-Wachstum (real)                     | 10,1 % | 2,7 %  | −2,1 % | 2,8 %  | −2,6 % | −2,0 % | −9,9 % | 10,4 % | 5,3 %  | −1,6 %  |
| Inflation (in Prozent)                  | 10,5 % | 0,0 %  | 0,0 %  | 25,7 % | 34,3 % | 53,5 % | 42,0 % | 48,4 % | 72,4 % | 133,5 % |
| Staatsverschuldung (in Prozent des BIP) | 43 %   | 53 %   | 53 %   | 57 %   | 85 %   | 90 %   | 104 %  | 81 %   | 84 %   | 155 %   |

### Bodenschätze

Argentinien war 2004 der drittgrößte Stahlhersteller Lateinamerikas hinter Brasilien und Mexiko

Wirtschaftlich bedeutend sind die Erdöl- und Erdgas-Vorkommen im Nordwesten, Neuquén, der Gegend rund um die Bucht Golfo San Jorge und vor der Küste.
Im Dreiländereck Argentinien (Provinz Jujuy)-Chile-Bolivien (siehe auch Salar de Uyuni) sollen 70 Prozent der weltweiten Lithium-Vorkommen lagern. Das Leichtmetall Lithium wird für Lithium-Ionen-Akkumulator gebraucht.
Wertvolle Mineralerze findet man in Argentinien nur in kleinen Mengen, so etwa Gold, Silber, Kupfer, Blei, Zink, Eisen und Zinn.

### Außenhandel
Der Außenhandel war in den vergangenen Jahren stark von der Argentinien-Krise geprägt. Die Importe gingen seit 1999 zurück. Im Jahresvergleich 2001/2002 hatten sie einen besonders starken Rückgang von 56 % und konnten sich erst 2003 wieder erholen. Die Exporte blieben von der Argentinien-Krise nahezu unberührt.
Die Exporte sind von landwirtschaftlichen Produkten dominiert. 31 % aller Exporte sind weiterverarbeitete, landwirtschaftliche Produkte, 25 % sind Rohstoffe (wobei hierzu auch landwirtschaftliche Produkte zählen), 25 % sind industrielle Produkte und 18 % sind Mineralöle und andere Energieträger.
Nach Handelsblöcken unterteilt gingen 2015 24 % aller argentinischen Exporte in den MERCOSUR, 23 % an ASEAN und China, Südkorea, Japan, Indien, 15 % an die EU und 10 % an NAFTA. Unter den einzelnen Abnehmerländern liegt Brasilien mit 17,8 % an erster Stelle, gefolgt von China mit 9,5 % und den USA und Chile mit 6,0 % bzw. 4,2 %. Bei den argentinischen Importen dominierten 2015 die Handelsblöcke ASEAN und China, Südkorea, Japan, Indien mit 28 %, gefolgt von Mercosur mit 23 % und der EU und NAFTA mit jeweils 17 %. Als Hauptlieferländer dominieren Brasilien mit 21,8 % und China mit 19,7 %, gefolgt von den USA mit 12,9 % und Deutschland mit 5,2 %.
| Ausfuhr (in %) nach | Ausfuhr (in %) nach | Einfuhr (in %) von  | Einfuhr (in %) von |
| ------------------- | ------------------- | ------------------- | ------------------ |
| Brasilien           | 15,6                | Brasilien           | 24,5               |
| Vereinigte Staaten  | 7,8                 | Volksrepublik China | 18,8               |
| Volksrepublik China | 7,7                 | Vereinigte Staaten  | 12,6               |
| Vietnam             | 4,4                 | Deutschland         | 5,5                |
| Chile               | 4,0                 | Mexiko              | 3,2                |
| Indien              | 3,8                 | Frankreich          | 2,6                |
| Ägypten             | 3,1                 | Italien             | 2,6                |
| sonstige Staaten    | 53,6                | sonstige Staaten    | 30,2               |
| Quelle: GTAI        |                     |                     |                    |

|              | 2014      | 2014     | 2015      | 2015     | 2016      | 2016 |
| Mrd. US$     | % gg. Vj. | Mrd. US$ | % gg. Vj. | Mrd. US$ | % gg. Vj. |      |
| ------------ | --------- | -------- | --------- | -------- | --------- | ---- |
| Einfuhr      | 65,2      | −12,4    | 59,8      | −8,4     | 55,6      | −6,9 |
| Ausfuhr      | 68,4      | −9,9     | 56,8      | −17,0    | 57,7      | +1,7 |
| Saldo        | +3,2      |          | −3,0      |          | +2,1      |      |
| Quelle: GTAI |           |          |           |          |           |      |

### Staatshaushalt
Der Staatshaushalt umfasste 2016 Ausgaben von umgerechnet 141,7 Mrd. US-Dollar, dem standen Einnahmen von umgerechnet 115,9 Mrd. US-Dollar gegenüber. Daraus ergibt sich ein Haushaltsdefizit in Höhe von 4,7 % des BIP. Die Staatsverschuldung betrug 2016 279,6 Mrd. US-Dollar oder 51,3 % des BIP.
2020 betrug der Anteil der Staatsausgaben (in % des BIP) folgender Bereiche:
- Gesundheit: 10,0 %
- Bildung: 5,0 %
- Militär: 0,8 % (2024)

Seit 1985 gehört Argentinien ununterbrochen zu den Top-5-Kreditnehmern des Internationalen Währungsfonds.

### Geschichte der Wirtschaftspolitik
Die argentinische Wirtschaft ist traditionell durch die Landwirtschaft geprägt. Bis in die 1950er Jahre wurden fast ausschließlich Agrargüter exportiert. Erst danach setzte eine Industrialisierung nennenswerten Umfanges ein. Die wirtschaftliche Entwicklung wurde jedoch von den verschiedenen Regierungen nach unterschiedlichen, teilweise widersprüchlichen Vorgaben reglementiert. Es entstand, vor allem unter dem Einfluss des Peronismus, ein breiter staatlich kontrollierter Sektor in Industrie, Handel und Dienstleistung. Dennoch hat Argentinien das Wohlstandsniveau der 1950er Jahre nie wieder erreicht. Die Korruption war und ist in Argentinien weit verbreitet.
Die 1976 unter der Politik der Militärdiktatur eingeleitete massive Staatsverschuldung fügte der heimischen Wirtschaft schweren Schaden zu. Die Auslandsverschuldung stieg von unter 8 Mrd. US-Dollar im Jahr 1967 auf 160 Mrd. US-Dollar im Jahr 2001. Der Peso Ley musste mehrfach abgewertet werden. Der Falklandkrieg geht möglicherweise auch auf die wirtschaftlichen Probleme unter der Militärdiktatur zurück.
Nach der Rückkehr zur Demokratie 1983 erwies sich die Hyperinflation als eines der größten wirtschaftlichen Probleme des Landes. Der 1989 gewählte Präsident Carlos Menem führte daraufhin die 1:1-Bindung des argentinischen Peso an den US-Dollar ein. Dies führte fast schlagartig zu einem Ende der Inflation und zu einem deutlichen wirtschaftlichen Aufschwung. Auf längere Sicht hatte sie aber zur Folge, dass argentinische Produkte auf dem Weltmarkt teurer und Importware im Inland billiger wurden. Zahlreiche argentinische Produktionsbetriebe mussten schließen. Es kam zu einem schnell zunehmenden Ungleichgewicht zwischen dem (offiziellen) Wechselkurs der Währung und ihrer inneren Werthaltigkeit. Kapitalflucht setzte ein, und das ohnehin hoch verschuldete Land musste immer neue Kredite im Ausland aufnehmen, um alte Verbindlichkeiten bezahlen und Devisen für dringende Importe bereitstellen zu können. Gelegentlich wurden sogar Staatsbedienstete nicht mehr mit Geld, sondern mit Schuldverschreibungen bezahlt, und Geschäftsleute wurden gesetzlich verpflichtet, derartige Papiere als Zahlungsmittel anzunehmen. Anfangs wurde dies noch durch private Kapitalzuflüsse ausländischer Anleger überlagert, die sich in argentinische Unternehmen einkauften, besonders im Zuge der von Menem eingeleiteten Privatisierung von Staatsbetrieben. Doch schließlich hatte die Verschuldung so weit zugenommen und die Wirtschaftsleistung so weit abgenommen, dass Ende 2001 nach schweren Unruhen Präsident Fernando de la Rúa zurücktrat. Auslöser für die Unruhen war der sogenannte Corralito, also das Einfrieren sämtlicher Bankguthaben.

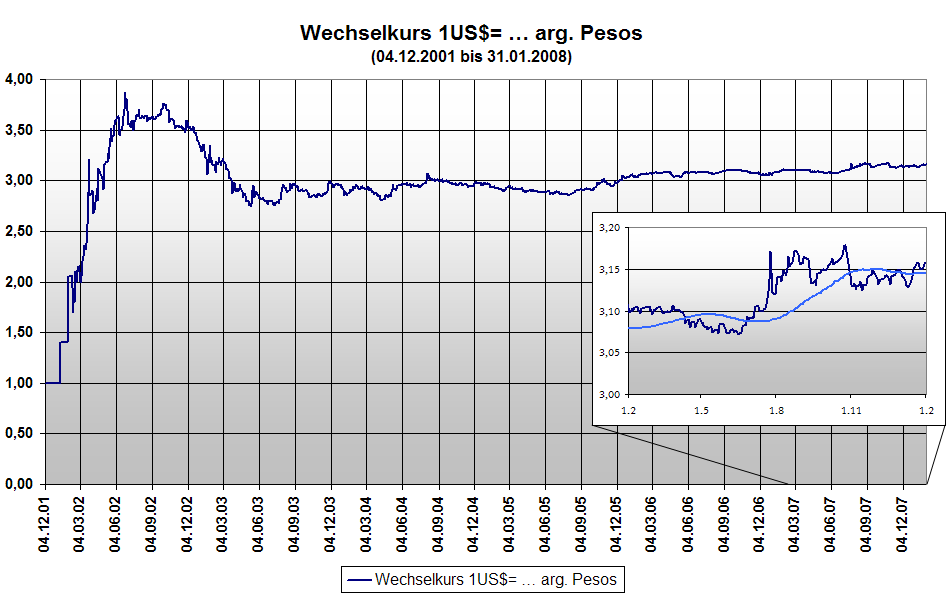
Wechselkurs des argentinischen Peso zum US-Dollar zwischen Dezember 2001 und Januar 2008

Die folgende Regierung gab die Einstellung der Zahlungen auf Tilgung und Zinsen, also den Staatsbankrott, bekannt. Wegen fehlender Unterstützung der Partei trat der übergangsweise angetretene Präsident Adolfo Rodríguez Saá schon nach fünf Tagen wieder zurück. Es folgte der Peronist Eduardo Duhalde, der im Januar 2002 den argentinischen Peso zunächst auf 1,40 ARS/US-Dollar abwertete, um ihn dann wenig später ganz freizugeben.
Der IWF versorgte nach einer langen Verhandlung Mitte 2002, mit politischer Unterstützung der größten Industrienationen, Argentinien im Rahmen verschiedener Interimsabkommen mit frischem Geld. Damit konnte die argentinische Wirtschaft bereits im Jahr 2003 ein beachtliches Wachstum verzeichnen, vor allem weil nun Mittelabflüsse durch Kreditrückzahlungen nicht mehr stattfanden und wegen des nun deutlich billigeren Peso (3,5 bis 4 Argentinische Peso je US-Dollar). Allerdings wurde im März 2004 die Rückzahlung einer Rate von 3,1 Mrd. US-Dollar (etwa 2,5 Mrd. Euro) für einen im Rahmen der Interimsabkommen gewährten IWF-Kredite fällig. Erst unmittelbar vor dem letztmöglichen Termin wies die Regierung Kirchner die Zahlung an. Vorausgegangen war ein mehrwöchiger Verhandlungspoker. Die argentinische Regierung wollte dabei erreichen, dass ein Bericht des IWF über die Bemühungen des Landes im Hinblick auf die Wiedergewinnung wirtschaftlicher Solidität möglichst positiv ausfiel. Dies galt als Voraussetzung für eine weitere Kreditgewährung durch den IWF. Über die Behandlung der Forderungen von privaten Gläubigern Argentiniens wurde bislang aber noch keine Einigung erzielt. Dies belastet weiterhin die Handelsbeziehungen des Landes.
Im IWF war lange umstritten, ob Argentinien die Voraussetzungen für die weitere Vergabe von Krediten erfüllt. Die Auflage, in „gutem Glauben“ zu verhandeln, hat die argentinische Regierung nach Ansicht der privaten Gläubiger nicht erfüllt. Stattdessen forderte Argentinien in den Verhandlungen zwischen 2002 und 2004 einen Kapitalschnitt, der auf 75 % Barwertverlust hinausläuft. Es liefen Klagen gegen Argentinien und den IWF vor dem Bundesverfassungsgericht mit dem Ziel der vollständigen Rückzahlung des geliehenen Geldes, die teilweise noch nicht abgeschlossen sind. Eine deutsche Gläubigerorganisation ist die Interessengemeinschaft Argentinien e. V.
Anfang 2005 nahm die Regierung Verhandlungen mit den Inhabern argentinischer Staatspapiere zur Annahme eines Umschuldungsplanes auf. Dieser Plan umfasste neben einem erheblichen Kapitalschnitt die zeitliche Streckung der Verbindlichkeiten sowie eine Reduzierung des Zinses. Dabei wurde ausschließlich mit privaten Gläubigern und ihren Interessenvertretungen verhandelt. Hierbei war bislang bei inländischen Gläubigern eine deutliche Bereitschaft erkennbar, das Umschuldungsangebot zu akzeptieren. Bei ausländischen Gläubigern stießen die Vorschläge jedoch zunächst auf harten Widerstand.
Der Umschuldungsplan wurde von etwas mehr als 76 % der privaten Gläubiger innerhalb der gesetzten Frist akzeptiert. Eine kurzzeitige Streitigkeit mit einem Hedgefonds um 7 Milliarden Dollar verzögerte die Ausgabe der neuen Bonds allerdings um zwei Monate bis Ende Mai 2005.

## Infrastruktur

### Verkehrsnetze
Im Logistics Performance Index, der von der Weltbank erstellt wird und die Qualität der Infrastruktur misst, belegte Argentinien 2018 den 61. Platz unter 160 Ländern. Von allen Länder in Lateinamerika belegt Argentinien einen der besseren Plätze.

#### Schienenverkehr

Logo der ehemaligen argentinischen Eisenbahngesellschaft

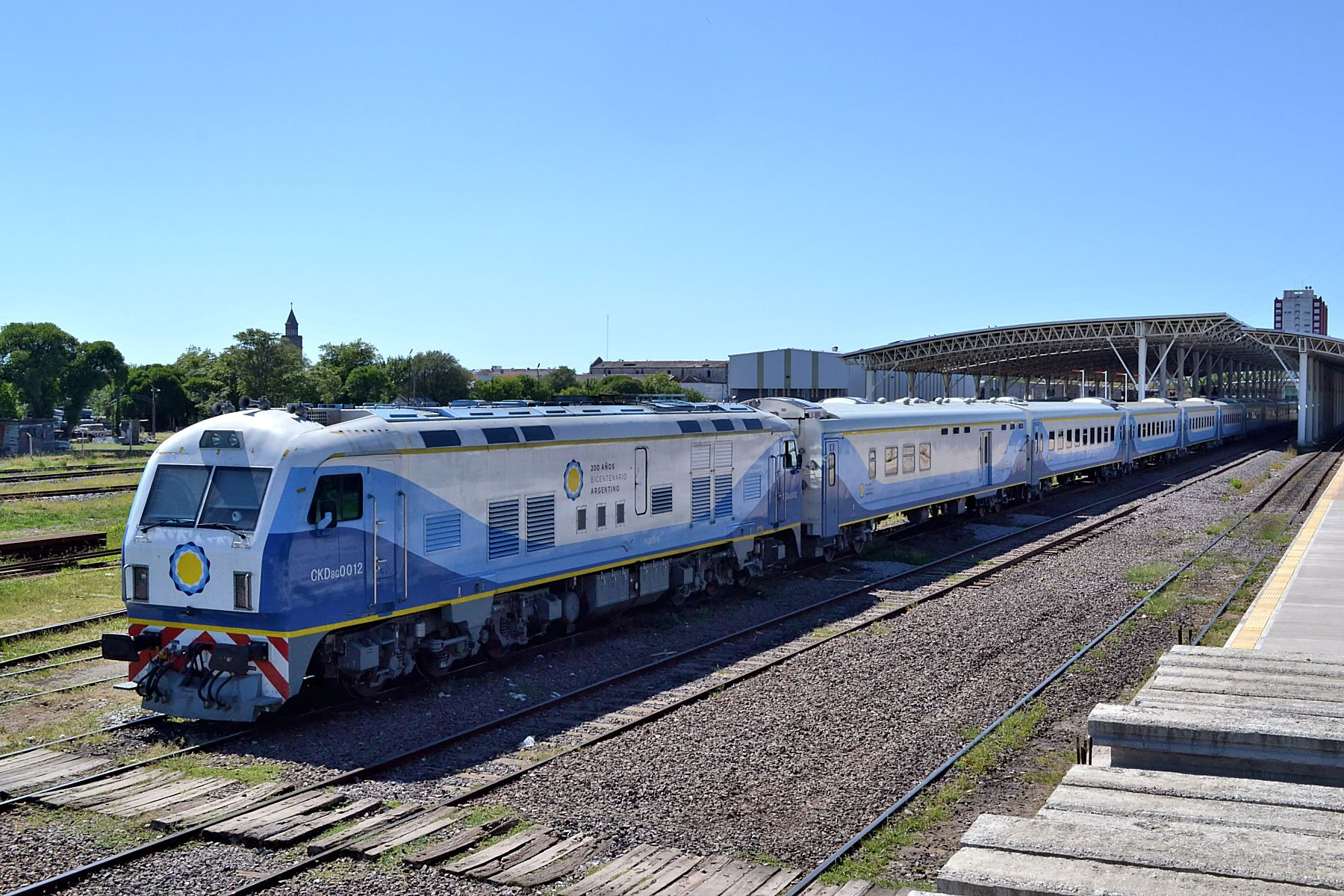
SOFSE-CNR-CKD8-Lokomotive mit Waggons vor dem Bahnhof von Mar del Plata

Das Eisenbahnsystem in Argentinien hat am 29. August 1857 mit der ersten Fahrt eines Zuges seinen Anfang genommen. Im Laufe der Zeit wurde das Schienennetz hauptsächlich von englischen Unternehmen relativ zügig ausgebaut und wurde zu einem Schlüssel für die Entwicklung des Landes. In den 1930er Jahren verfügte das Land mit 43.000 Kilometer Schiene über ein größeres Netz als die meisten Länder Europas. Das Eisenbahnsystem bestand aus mehreren unabhängigen privaten Unternehmen, die 1946 von Präsident Perón verstaatlicht wurden. Die Ende der 1950er Jahre hinzugezogenen US-amerikanischen Berater legten die Priorität auf den Straßenverkehr, so dass Bahnstrecken in großem Umfang stillgelegt wurden. Die Staatsbahn wurde 1992 von Carlos Menem wieder privatisiert, was zur Folge hatte, dass der Fahrgastbetrieb noch mehr reduziert wurde, die Eisenbahnergewerkschaft zerschlagen wurde, 50.000 Menschen arbeitslos wurden, ganze Landstriche verödeten und die Korruption im Eisenbahngeschäft stark zunahm. Heute hat das argentinische Schienennetz eine Länge von etwa 28.300 Kilometern in drei verschiedenen Spurweiten. Zwei Eisenbahnstrecken verbinden Argentinien mit Chile, weitere Strecken haben Verbindung mit Bolivien, Paraguay, Uruguay und Brasilien. Allerdings werden immer noch Strecken stillgelegt oder verfallen und werden nicht wieder instand gesetzt. Der Personentransport per Eisenbahn spielt generell nur noch im Großraum Buenos Aires für die Pendler eine Rolle. Bahnfernverbindungen gibt es noch bzw. wieder von Buenos Aires nach Córdoba, Mar del Plata, San Miguel de Tucumán, Santa Fe und nach Posadas. Die Züge benötigen für die gleiche Strecke jedoch wesentlich länger als Fernreisebusse und haben einen sehr eingeschränkten Fahrplan (z. B. Buenos Aires, Bahnhof Retiro – Córdoba zwei Fahrten pro Woche). Die Regierung unter Néstor Kirchner hatte 2006 einen „Megaplan Eisenbahn“ aufgestellt, worin auch eine 710 km lange, mit bis zu 320 km/h betriebene Hochgeschwindigkeitsstrecke Cobra zwischen Buenos Aires und Córdoba für 2011 geplant war. Die infolge dieses Planes reaktivierten Strecken mussten jedoch aufgrund technischer Defizite der Schienen oder des rollenden Materials oft gleich wieder stillgelegt werden. Touristisch gesehen gibt es einige interessante Züge, z. B. den Tren a las Nubes in der Provinz Salta, La Trochita – die einzige dampfbetriebene Schmalspurbahn Argentiniens, die zwischen Esquel und Nahuel Pan verkehrt – sowie den Tren del Fin del Mundo in der Provinz Tierra del Fuego.

#### Straßenverkehr
Die Rolle der Eisenbahn für den Personentransport wurde weitestgehend von modernen, klimatisierten Reisebussen übernommen. Es kann praktisch jeder Punkt des Landes mit dem Reisebus erreicht werden, und so sind die Busbahnhöfe heute neben den Flughäfen die meistgenutzten Infrastruktureinrichtungen. Der bedeutendste Busbahnhof Argentiniens ist Retiro in Buenos Aires. Von dort gibt es Busverbindungen in das ganze Land. Weitere stark frequentierte Busbahnhöfe und Drehkreuze finden sich in Córdoba (etwa 10 Stunden Reisezeit von Buenos Aires) und Mendoza (etwa 14–15 Stunden Reisezeit von Buenos Aires). Die längste Direktverbindung besteht zwischen San Salvador de Jujuy und Río Gallegos (3430 km, fahrplanmäßig 55 Stunden Fahrzeit), von wo aus man weiter nach Ushuaia fahren kann.
Das Straßennetz hat eine Gesamtlänge von etwa 215.000 km und verteilt sich auf National-, Provinz- und Gemeindestraßen. Die Qualität der Straßen variiert stark. Die großen Wirtschaftszentren sind mit asphaltierten und zum Teil gut ausgebauten Straßen verbunden, die meist über Mautgebühren von privaten Unternehmen gebaut und instand gehalten werden. In den Ballungszentren und auf einigen Hauptverbindungen existieren einige mehrspurige Autobahnen (autopistas) und Schnellstraßen (autovías), die meist als reguläre National- und Provinzstraßen ausgeschildert sind. Die meisten Fernstraßen sind jedoch zweispurig und durch den Schwerlastverkehr oft stark belastet. In abgelegenen Gebieten sind häufig nur Schotter- und Erdpisten vorhanden. Da die Eisenbahn im Personenverkehr keine Rolle mehr spielt und dieser fast ausschließlich über die Straße abgewickelt wird, gibt es pro Jahr fast 10.000 Verkehrstote, was hochgerechnet auf die Einwohnerzahl eine höhere Zahl als in Indien ist.
Bekannteste touristische Strecke ist die Ruta Nacional 40 zwischen Cabo Vírgenes an der Südspitze des Festlandes (Provinz Santa Cruz) und La Quiaca, die das gesamte Land von Nord nach Süd durchquert.

#### Flugverkehr

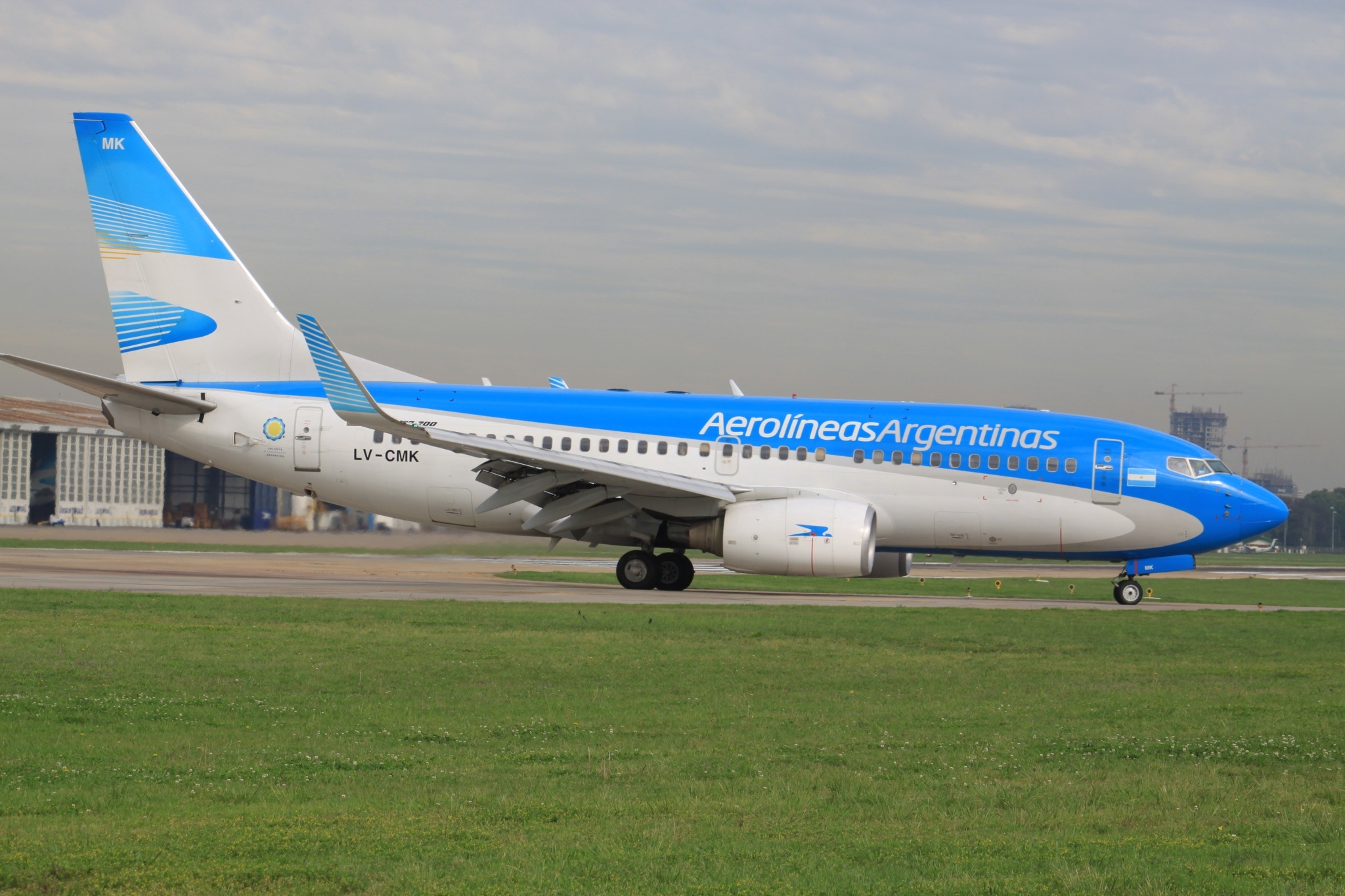
Boeing 737 der Aerolíneas Argentinas

Die nationale Fluggesellschaft Aerolíneas Argentinas wurde 1990 privatisiert und 2008 wieder verstaatlicht. Im Inlandsverkehr hat Aerolíneas einen hohen Marktanteil; seit 2018 sind auch mehrere einheimische Billigfluggesellschaften primär im Inland aktiv. Die zu den argentinischen Luftstreitkräften gehörende Líneas Aéreas del Estado (LADE) verbindet kleinere Städte in Patagonien.
Aufgrund der großen Entfernungen verfügt fast jede größere Stadt in Argentinien über einen Flughafen. Die Hauptstadt Buenos Aires selbst besitzt zwei Passagier-Flughäfen: Internationale Flüge, insbesondere alle Langstreckenverbindungen, werden überwiegend am Flughafen Ezeiza (EZE) abgewickelt. Darüber hinaus gibt es den Stadtflughafen Aeroparque Jorge Newbery (AEP), der überwiegend für Inlandsflüge, aber auch für kürzere internationale Strecken, genutzt wird.

#### Schiffsverkehr
Ungefähr 3100 km der Wasserwege sind schiffbar. Der Río de la Plata mit seinen Oberläufen Río Paraná und Río Uruguay ist der wichtigste Wasserweg. Über diese Flüsse wird auch ein Großteil der landwirtschaftlichen Exporte Argentiniens transportiert, die meist in der Region um Rosario auf hochseefähige Schüttgutfrachter verladen werden.

### Energiewirtschaft

#### Erdgas und Erdöl
Argentinien besitzt Vorkommen an Erdgas, die Stand 2017 beim 6,5-fachen des jährlichen Verbrauchs lagen. Gas wird zum Kochen und Heizen, aber auch vermehrt als Kraftstoff für Pkw eingesetzt. Mehr und mehr spielt der Import von Erdgas, z. B. aus Bolivien, eine größere Rolle.

#### Elektrizitätsversorgung
Laut CIA lag Argentinien im Jahr 2016 bzgl. der installierten Leistung mit 38.350 MW an Stelle 27 und bzgl. der jährlichen Erzeugung mit 131,9 Mrd. kWh an Stelle 30 in der Welt. Der Elektrifizierungsgrad lag 2013 bei 96,4 % (99,2 % in den Städten und 96 % in ländlichen Gebieten). Laut der Comisión Nacional de Energía Atómica (CNEA) betrug die installierte Leistung der Kraftwerke in Argentinien 37.652 MW, davon entfielen auf kalorische Kraftwerke 24.396 MW (64,8 %), auf Wasserkraftwerke 11.265 MW (29,9 %) und auf Kernkraftwerke 1.755 MW (4,66 %).
Auf der anderen Seite wird der Energiemix seit 1994 durch die Windenergie ergänzt, die in der Provinz Chubut in Patagonien mit ihrem besonders windigen Klima bereits einen erheblichen Teil der Stromerzeugung übernimmt. Sie wird seit der zweiten Hälfte der 1990er Jahre gesetzlich gefördert und die Branche weist daher derzeit ein hohes Wachstum auf. Argentinien gilt als eines der Länder mit dem höchsten Windkraftpotenzial der Erde, lag jedoch in der Nutzung dieser Energieform 2006 nur auf dem dritten Platz in Lateinamerika hinter Mexiko und Brasilien. November 2015 kündigt China an, in Patagonien einen Windpark mit 200 MW Leistung zu errichten. Ende 2015 waren 187 MW Windkraft in Argentinien installiert, was 0,6 % Anteil an der Stromerzeugung entsprach. Die argentinische Regierung strebt an, bis 2025 6–7 GW Windenergieleistung zu installieren. Gerade in Patagonien herrschen exzellente Windbedingungen mit niedrigen Turbulenzraten und Windgeschwindigkeiten von bis zu 12 m/s im Jahresschnitt.
An der Nutzung der Kernenergie will das Land festhalten. Bereits seit 1974 ist ein deutscher Importreaktor am Standort Atucha im Betrieb. Der zweite argentinische Reaktor am Standort Embalse, in Betrieb seit 1983, war ein Import aus Kanada. Seit 1981 befindet sich ein weiterer aus Deutschland importierter Reaktor im Bau und ging 2014 als Atucha-2 in Betrieb.
Der Bau eines vierten Reaktors wurde seit 2006 in Erwägung gezogen. Bewerber für die Ausschreibung kamen aus Kanada, Frankreich, Russland, Japan, Südkorea, China und den USA. Eine entsprechende Anfrage erfolgte durch die argentinische Regierung. 2010 wurden Kooperationsverträge mit Russland und Südkorea unterzeichnet, wobei im Mai 2011 erstmals die Möglichkeit erwähnt wurde, zusammen mit der russischen Gesellschaft Rosatom einen Reaktor zu errichten. Am 12. Juli 2014 unterzeichneten Staatspräsidentin Cristina Kirchner und Wladimir Putin eine Vereinbarung über die russische Beteiligung am Projekt Atucha 3. Bereits 2012 hatte Argentinien mit China eine Kooperation vereinbart zu Finanzierung und Bau des Projekts Atucha 4. Im Juni 2018 beschloss die argentinische Regierung unter Mauricio Macri, die Pläne zum Bau eines Reaktors Atucha 3 und Atucha 4 einzustellen. Im Februar 2022 wurde bekannt, dass Argentinien mit der China National Nuclear Corporation einen Vertrag über den Bau eines weiteren Reaktors mit einer Leistung von 1,2 GW (Atucha 3) abgeschlossen hat.

### Telekommunikation und Post
Die staatliche Telekommunikationsgesellschaft ENTEL wurde 1990 privatisiert und an zwei ausländische Unternehmen – Telefónica (Spanien) und Telecom (Frankreich, heute in der Hand von Telecom Italia) – verkauft, die sich das Land aufteilten. Seitdem hat die Zahl der Telefonanschlüsse je Einwohner rasant zugenommen, denn nach der Privatisierung betrug die Einrichtungsgebühr für einen Telefonanschluss mit 100 US$ nur noch ein Zehntel der früheren Gebühr, und auch die Wartezeit bis zum Anschluss hatte sich wesentlich verringert. Im Jahr 2017 gab es etwa 10 Millionen Festnetzanschlüsse und rund 90 % der Argentinier hatten ein Smartphone. Die Netzqualität und -abdeckung ist aber von Betreiber zu Betreiber sehr unterschiedlich. Im Jahr 2023 nutzten 89,2 Prozent der Einwohner Argentiniens das Internet.
Das staatseigene Unternehmen Correo Argentino ist der größte Postdienst des Landes. Neben Correo Argentino gibt es noch mehrere kleinere Postdienste, z. B. OCA und Andreani.

## Kultur
Ein scherzhafter Ausspruch von Jorge Luis Borges bezeichnet die Argentinier als „Italiener, die Spanisch sprechen und gerne Engländer wären, die glauben, in Paris zu leben.“ Dadurch kommt die Mischung des Volkes aus Einwanderern verschiedener europäischer Länder zum Ausdruck, der sich in der Kultur deutlich bemerkbar macht. Argentinien hat eine sehr aktive, multikulturelle und stark durch europäische Einflüsse geprägte Kulturszene. Vor allem in Buenos Aires gibt es ein vielfältiges Angebot an Veranstaltungen in den Bereichen Theater, Musik, Oper, Literatur, Film und Sport.

### Musik

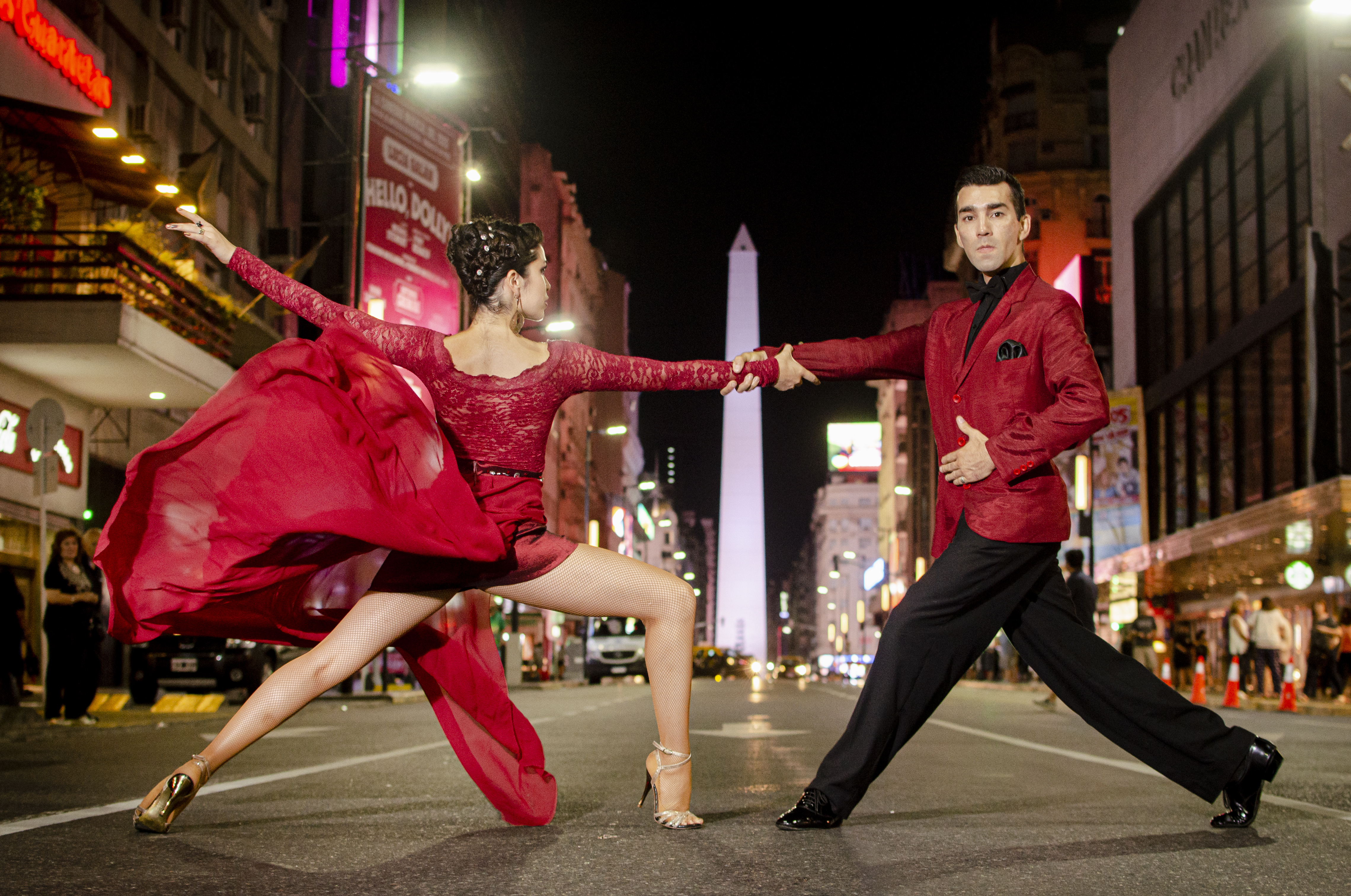
Tango in den Straßen von Buenos Aires

Argentinische Musik ist durch den Tango (und die verwandten Musikformen Milonga und Vals) bekannt geworden. Bekannteste Interpreten sind Carlos Gardel, Astor Piazzolla und Osvaldo Pugliese. Tango kann jedoch nicht auf die musikalische Dimension beschränkt werden, vielmehr ist Tango ein gesamtkulturelles Phänomen mit den zusätzlichen Aspekten Textdichtung und tänzerische Interpretation. Als solches begründet der Tango eine kulturelle Identität, die sehr viel zum Selbstverständnis der Argentinier, genauer genommen der „Porteños“ aus Buenos Aires, beiträgt.
Außerdem gibt es in Argentinien die in der traditionellen Musik verwurzelten Folklore-Interpreten. Zu den auch international beachteten Musikern zählen der als Atahualpa Yupanqui weltweit bekannt gewordene Héctor Roberto Chavero und die aus der Provinz Tucumán stammende Mercedes Sosa (1935–2009), die 1982 nach vier Jahren Exil in Madrid und Paris nach Argentinien zurückkehrte.
Neuerdings sind in Argentinien einige traditionelle Musikstile von der Popmusik her wiederbelebt worden. Zu nennen sind hier der fröhlich-leichte Tanz des Cuarteto, die urbane Musik der Stadt Córdoba, sowie einige Stile der von den Spaniern übernommenen nationalen Folklore, die durch Mischung mit anderen Stilen eine völlig neue Gestalt erlangt haben. Auch Musikstile aus anderen Teilen Südamerikas, allen voran die kolumbianische Cumbia, wurden von argentinischen Interpreten weiterentwickelt. So entstand als aktueller Beitrag Argentiniens zur Popmusik in Buenos Aires die Cumbia Villera („Elendsviertel-Cumbia“).

### Literatur und Theater

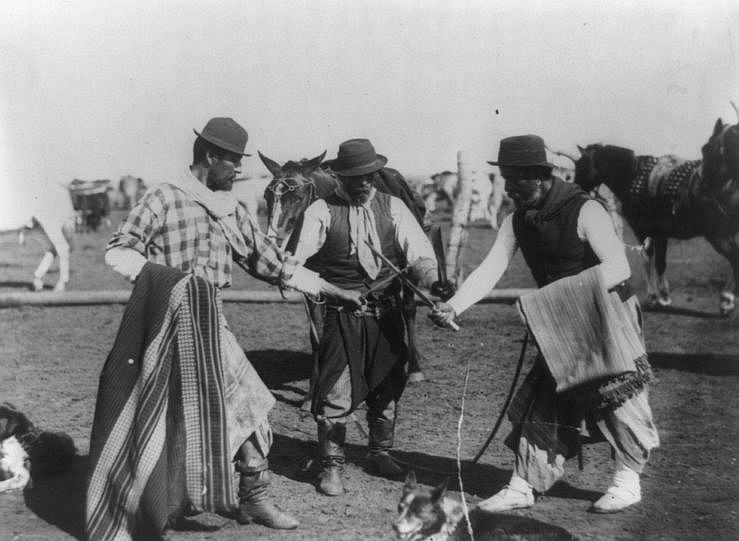
Gauchos (Aufnahme zwischen 1890 und 1923 veröffentlicht)

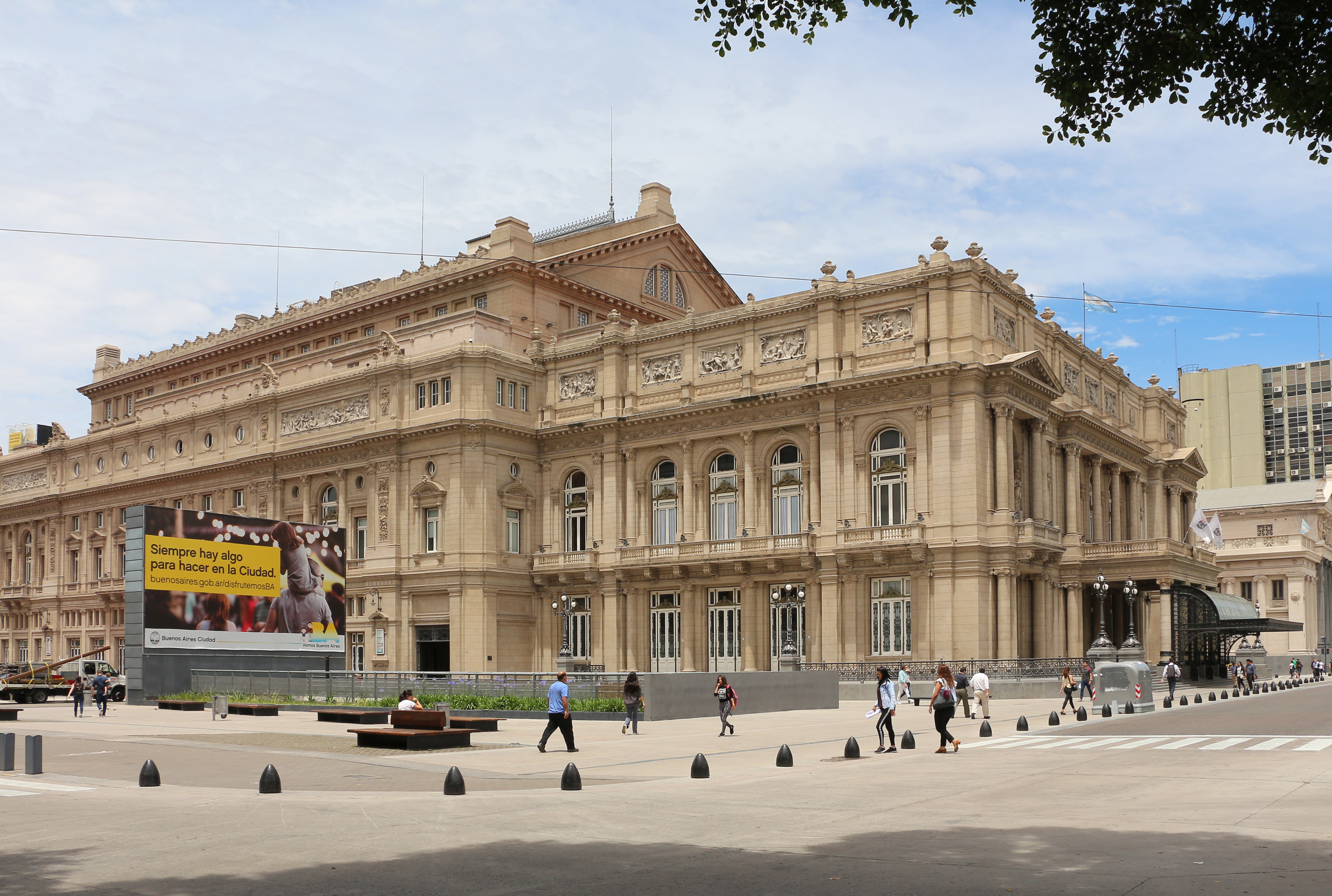
Teatro Colón (Buenos Aires)

### Sport

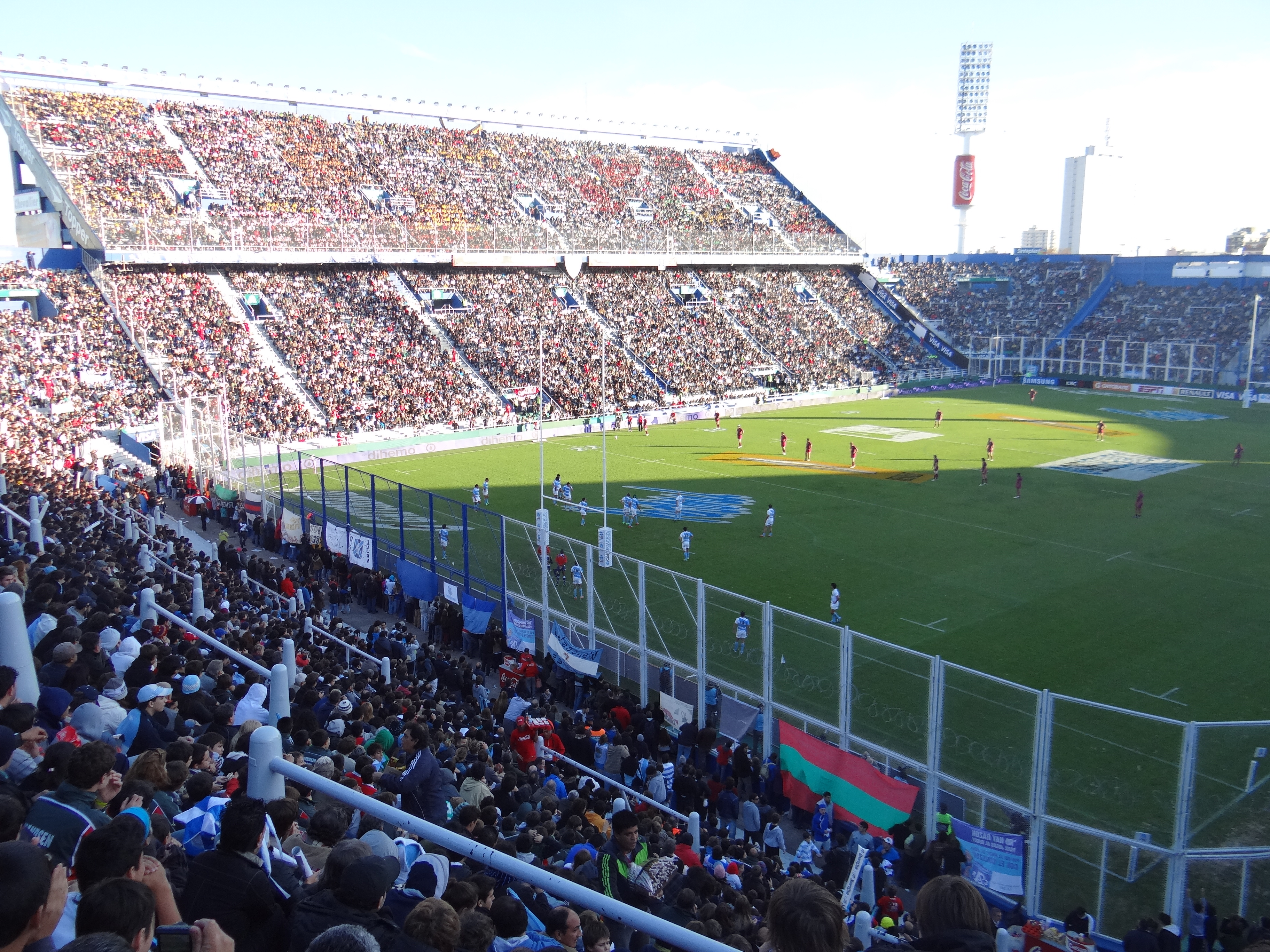
Rugbyspiel Argentinien – England

### Feiertage

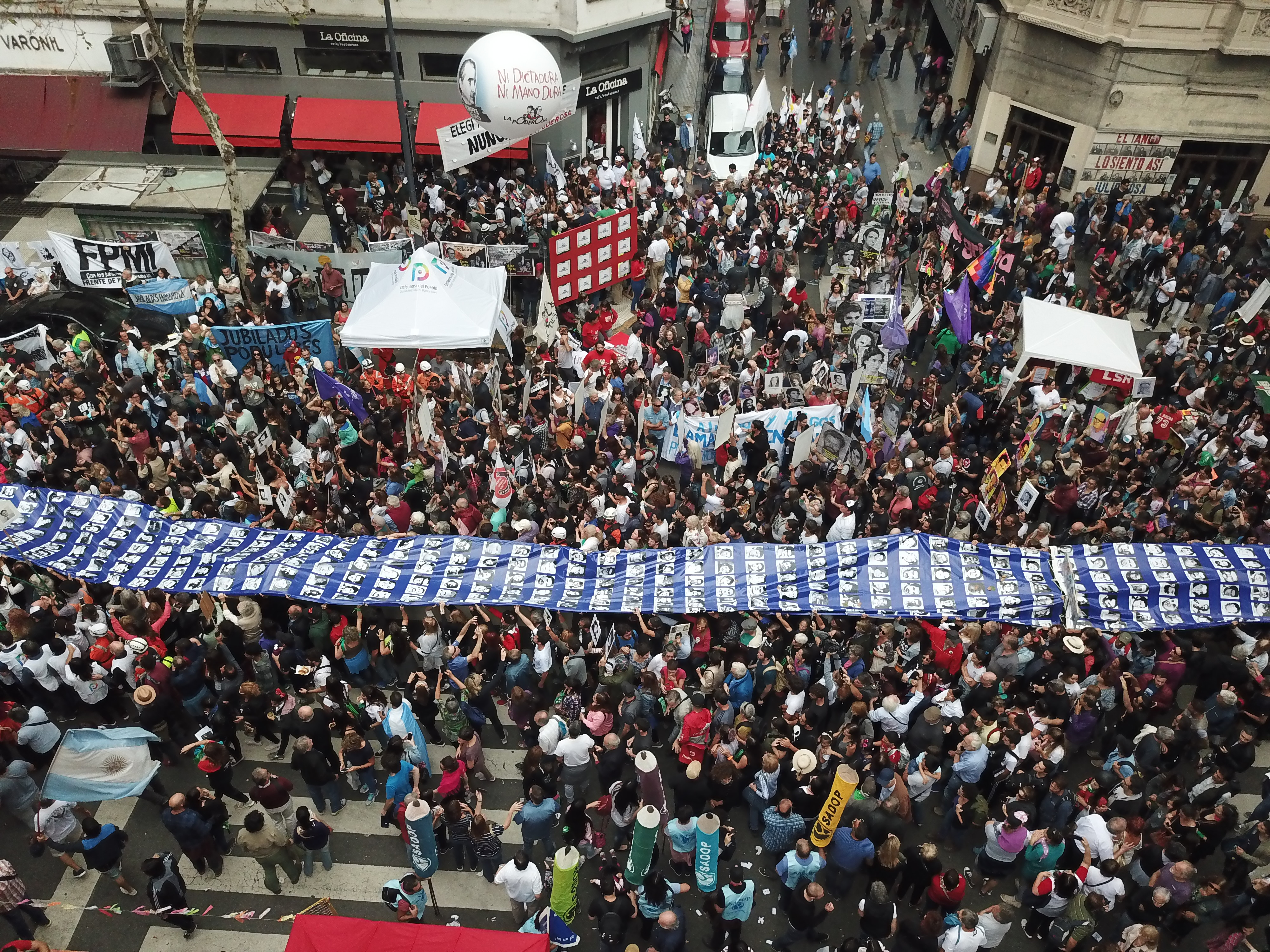
Gedenkmarsch mit Fotos von Verschwundenen am 30. Jahrestag des Militärputsches von 1976 (24. März 2019)

### Essen

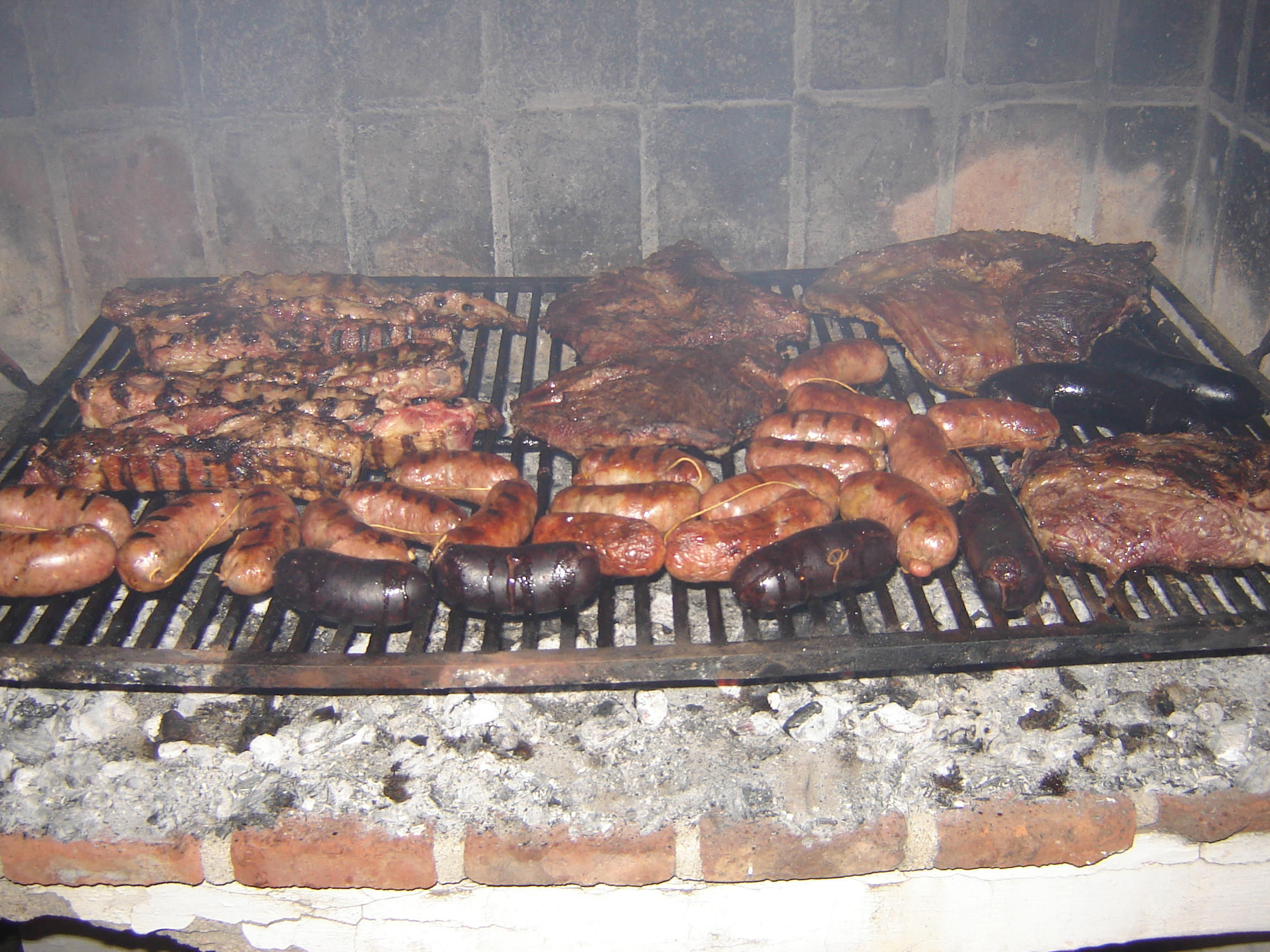
Typisches argentinisches Asado mit Fleisch und Würstchen

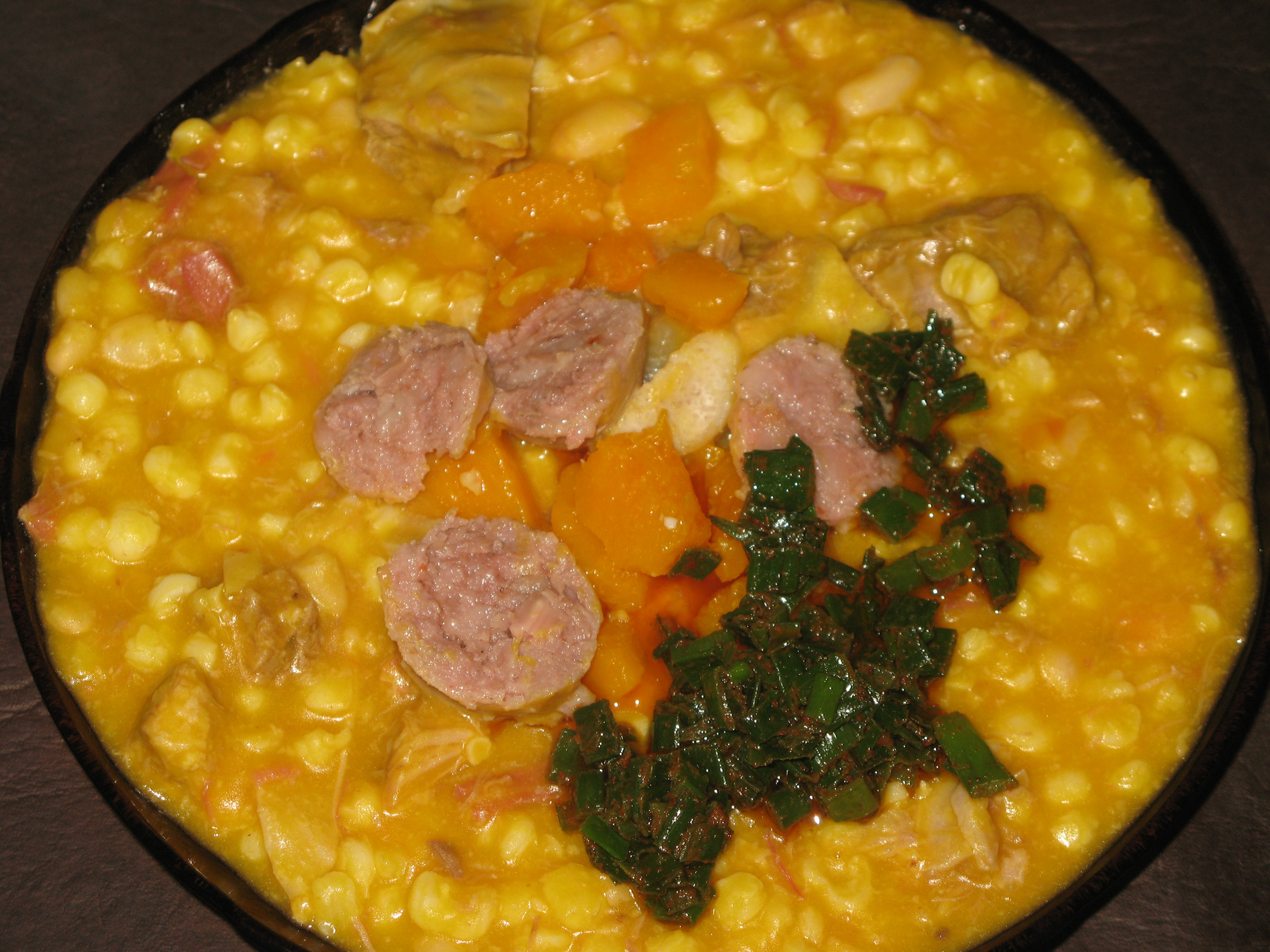
Locro

### Printmedien

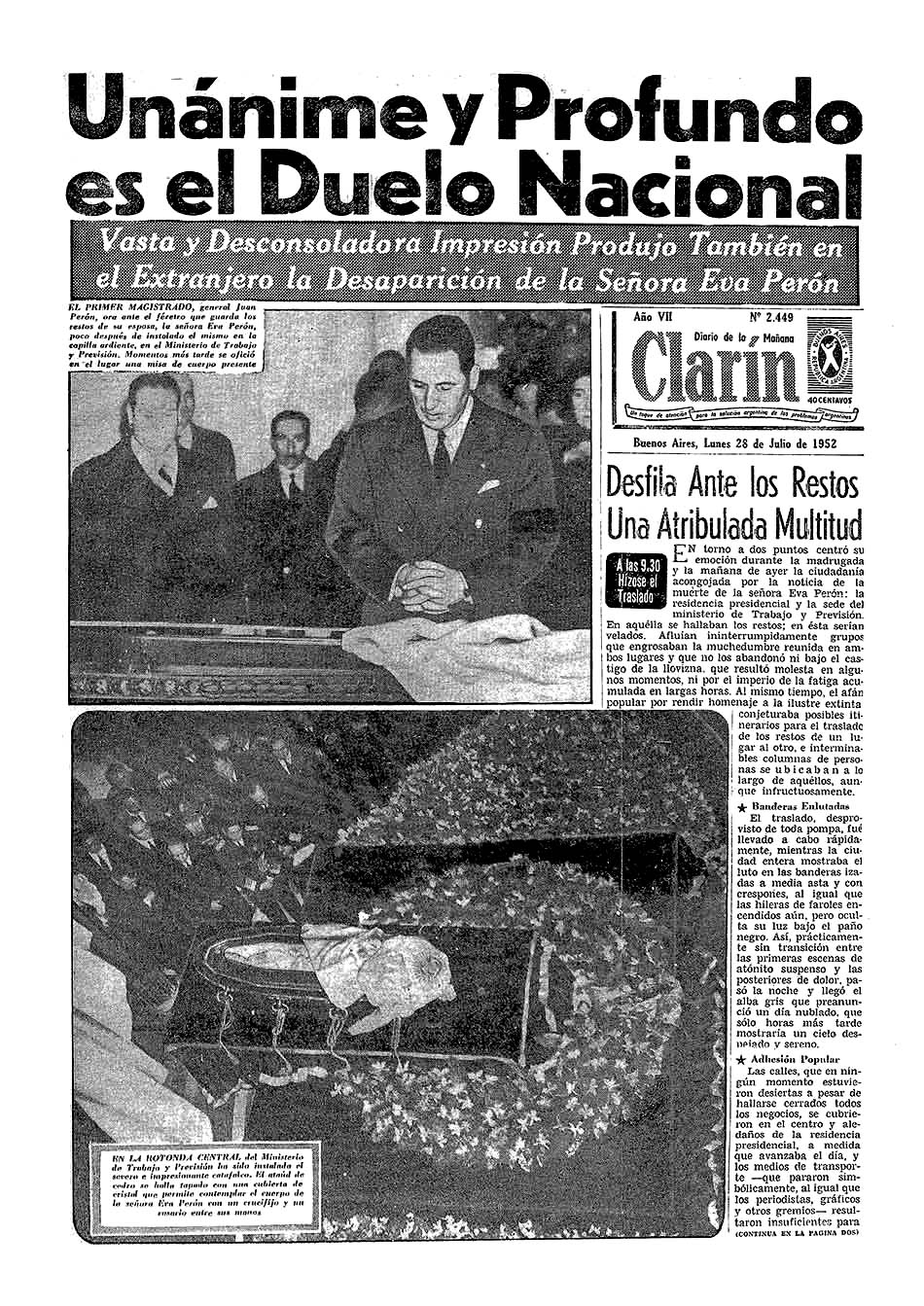
Clarín: Titelseite vom 28. Juni 1952